# Campionato mondiale di Formula 1 2022

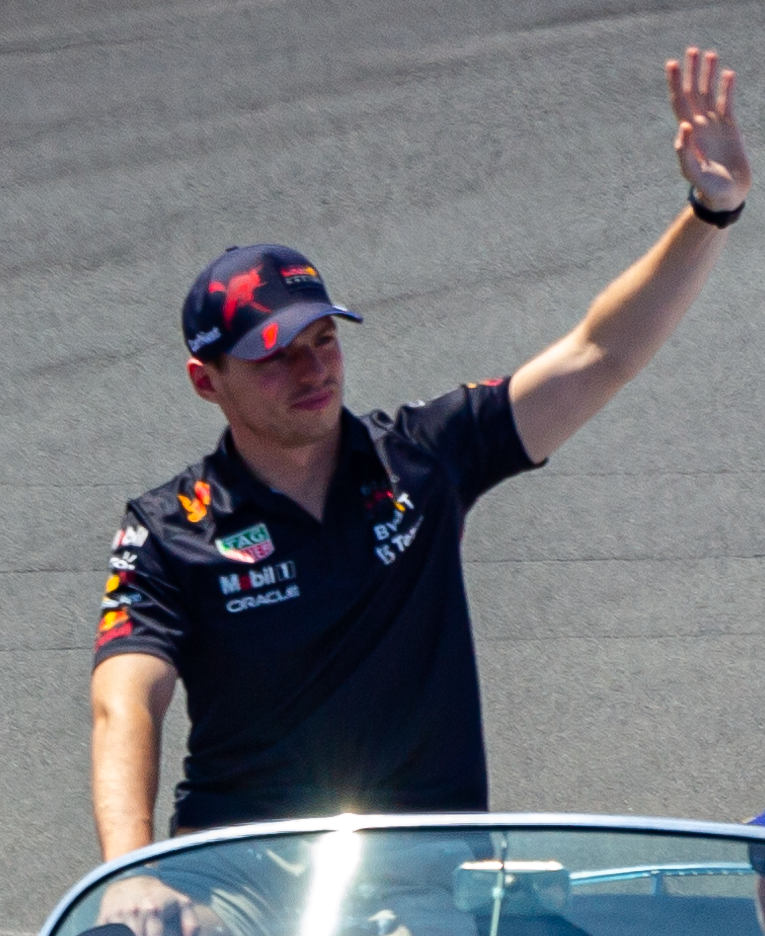
Max Verstappen si aggiudica per la seconda volta consecutiva il titolo piloti, siglando il record per il maggior numero di vittorie stagionali con 15 successi.

La Red Bull Racing vince il suo quinto titolo costruttori per la prima volta dal.

Il campionato mondiale di Formula 1 2022 organizzato dalla FIA è stato, nella storia della categoria, il 73º ad assegnare il campionato piloti e il 65º ad assegnare il campionato costruttori. È iniziato il 20 marzo e si è concluso il 20 novembre, dopo ventidue gare; questo lo ha reso il campionato più lungo di sempre per numero di appuntamenti della storia della Formula 1 a pari merito con la stagione precedente, record poi superato dalla stagione 2024.
Il pilota campione del mondo uscente, Max Verstappen, si è aggiudicato per la seconda volta consecutiva in carriera il campionato piloti al volante della Red Bull Racing. Verstappen diviene il secondo più giovane bicampione del mondo, l'undicesimo pilota a vincere il titolo piloti due volte consecutivamente, nonché il diciassettesimo dei trentaquattro campioni del mondo della categoria a vincere più di un titolo. Per la tredicesima volta nella storia del mondiale un pilota vince il campionato da campione in carica. Inoltre, Verstappen stabilisce il nuovo primato di punti conquistati in una stagione (454), battendo quello precedente di Lewis Hamilton (413) risalente al 2019.
La scuderia austriaca Red Bull Racing si è aggiudicata per la quinta volta nella propria storia il mondiale costruttori, il primo nell'era turbo-ibrida; l'ultima affermazione della scuderia risaliva alla stagione 2013. La scuderia di Milton Keynes termina una striscia record di otto mondiali costruttori vinti consecutivamente dalla tedesca Mercedes tra il 2014, prima stagione dell'era turbo-ibrida della categoria, e il 2021.

## La prestagione

### Il calendario

In verde sono segnati i paesi che nel 2022 hanno ospitato un Gran Premio di Formula 1, con sedi del circuito segnate con un punto nero. In grigio scuro sono quelli che li hanno ospitati in passato con gli ex circuiti ospitanti contrassegnati con un punto bianco.

La Federazione rende noto il calendario della stagione lo scorso ottobre, snodandosi attraverso 23 Gran Premi. È la prima volta che nella storia della Formula 1 il calendario offre ben 23 appuntamenti, uno in più rispetto alla stagione precedente. Il campionato inizia, come avvenuto nel 2021, col Gran Premio del Bahrein per concludersi, per la prima volta dal 2018, nel mese di novembre, poco dopo la metà del mese, col tradizionale Gran Premio di Abu Dhabi, per evitare la sovrapposizione con il campionato mondiale di calcio, poi partente nella stessa data del Gran Premio dopo la variazione del calendario da parte della FIFA.
In calendario rientrano i Gran Premi d'Australia, collocato nel mese di aprile, Canada, Giappone e Singapore, annullati nelle ultime due stagioni a causa delle problematiche dettate dalla pandemia di COVID-19, mentre i Gran Premi di Portogallo, Stiria e Turchia, aggiunti al calendario della stagione precedente per rimpiazzare altre gare annullate a causa della pandemia, non vengono confermati, a differenza del Gran Premio dell'Emilia-Romagna, confermato per la terza stagione consecutiva e presente nel calendario in pianta stabile dalla prossima stagione. Il Gran Premio d'Arabia Saudita, penultima gara della stagione 2021, viene spostato a inizio stagione come secondo appuntamento del mondiale, il Gran Premio di Gran Bretagna e il Gran Premio d'Austria vengono invertiti, mentre il Gran Premio di Francia viene posto a metà stagione nel mese di luglio.
La stagione vede il debutto del Gran Premio di Miami, da tenersi a inizio maggio al Miami International Autodrome, un nuovo circuito situato nel complesso Hard Rock Stadium di Miami Gardens, in Florida, che segna l'undicesimo Gran Premio della storia della massima categoria a corrersi negli Stati Uniti d'America dalla stagione inaugurale del 1950. Gli Stati Uniti d'America, per la prima volta dal 1984, insieme all'Italia, con il già citato Gran Premio dell'Emilia-Romagna, sono le due nazioni ad ospitare due Gran Premi sul proprio territorio in questo campionato.
Nel calendario non è presente il Gran Premio del Qatar, debuttante nel precedente campionato al Lusail International Circuit, in quanto in quest'annata il Paese si focalizza nell'ospitare il mondiale di calcio, prima di rientrare in calendario dal 2023 su un nuovo tracciato, mentre il Gran Premio di Cina, che era sotto contratto per essere incluso nel calendario, non figura per la terza stagione consecutiva a causa delle restrizioni ai viaggi verso il Paese asiatico a causa delle problematiche dettate dalla pandemia di COVID-19. Il Gran Premio sarebbe dovuto ritornare nella stagione successiva, prima di essere nuovamente annullato per la quarta stagione consecutiva, nonostante la fine della pandemia.
Il 25 febbraio 2022, a seguito dell'invasione russa dell'Ucraina, la Federazione sospende temporaneamente il Gran Premio di Russia, per poi cancellarlo definitivamente pochi giorni più tardi, terminando allo stesso tempo il contratto per la disputa del Gran Premio nelle stagioni successive. Il Gran Premio di Russia doveva inizialmente essere sostituito, ma il 18 maggio 2022 la Federazione riduce a 22 il numero di appuntamenti per il campionato, lo stesso numero record di Gran Premi della stagione precedente.
| Gara | Nome ufficiale del Gran Premio                            | Circuito                           | Sede              | Data         | Ora    | Ora   | Ora   | Diretta TV        |
| Gara | Nome ufficiale del Gran Premio                            | Circuito                           | Sede              | Data         | Locale | UTC   | ITA   | Diretta TV        |
| ---- | --------------------------------------------------------- | ---------------------------------- | ----------------- | ------------ | ------ | ----- | ----- | ----------------- |
| 1    | Gulf Air Bahrain Grand Prix                               | Bahrain International Circuit      | Manama            | 20 marzo     | 18:00  | 15:00 | 16:00 | Sky Sport F1      |
| 2    | STC Saudi Arabian Grand Prix                              | Jeddah Corniche Circuit            | Gedda             | 27 marzo     | 20:00  | 17:00 | 19:00 | Sky Sport F1      |
| 3    | Heineken Australian Grand Prix                            | Albert Park Circuit                | Melbourne         | 10 aprile    | 15:00  | 5:00  | 7:00  | Sky Sport F1      |
| 4    | Rolex Gran Premio del Made in Italy e dell'Emilia-Romagna | Autodromo Enzo e Dino Ferrari      | Imola             | 24 aprile    | 15:00  | 13:00 | 15:00 | Sky Sport F1, TV8 |
| 5    | Crypto.com Miami Grand Prix                               | Miami International Autodrome      | Miami Gardens     | 8 maggio     | 15:30  | 19:30 | 21:30 | Sky Sport F1      |
| 6    | Pirelli Gran Premio de España                             | Circuit de Barcelona-Catalunya     | Montmeló          | 22 maggio    | 15:00  | 13:00 | 15:00 | Sky Sport F1, TV8 |
| 7    | Grand Prix de Monaco                                      | Circuit de Monaco                  | Monaco            | 29 maggio    | 15:00  | 13:00 | 15:00 | Sky Sport F1      |
| 8    | Azerbaijan Grand Prix                                     | Baku City Circuit                  | Baku              | 12 giugno    | 15:00  | 11:00 | 13:00 | Sky Sport F1      |
| 9    | AWS Grand Prix du Canada                                  | Circuito Gilles-Villeneuve         | Montréal          | 19 giugno    | 14:00  | 18:00 | 20:00 | Sky Sport F1      |
| 10   | Lenovo British Grand Prix                                 | Silverstone Circuit                | Silverstone       | 3 luglio     | 15:00  | 14:00 | 16:00 | Sky Sport F1      |
| 11   | Rolex Großer Preis von Österreich                         | Red Bull Ring                      | Spielberg         | 10 luglio    | 15:00  | 13:00 | 15:00 | Sky Sport F1      |
| 12   | Lenovo Grand Prix de France                               | Circuit Paul Ricard                | Le Castellet      | 24 luglio    | 15:00  | 13:00 | 15:00 | Sky Sport F1, TV8 |
| 13   | Aramco Magyar Nagydíj                                     | Hungaroring                        | Mogyoród          | 31 luglio    | 15:00  | 13:00 | 15:00 | Sky Sport F1      |
| 14   | Rolex Belgian Grand Prix                                  | Circuit de Spa-Francorchamps       | Stavelot          | 28 agosto    | 15:00  | 13:00 | 15:00 | Sky Sport F1      |
| 15   | Heineken Dutch Grand Prix                                 | Circuit Zandvoort                  | Zandvoort         | 4 settembre  | 15:00  | 13:00 | 15:00 | Sky Sport F1      |
| 16   | Pirelli Gran Premio d'Italia                              | Autodromo nazionale di Monza       | Monza             | 11 settembre | 15:00  | 13:00 | 15:00 | Sky Sport F1, TV8 |
| 17   | Singapore Airlines Singapore Grand Prix                   | Marina Bay Street Circuit          | Singapore         | 2 ottobre    | 20:00  | 12:00 | 14:00 | Sky Sport F1      |
| 18   | Honda Japanese Grand Prix                                 | Suzuka International Racing Course | Suzuka            | 9 ottobre    | 14:00  | 5:00  | 7:00  | Sky Sport F1      |
| 19   | Aramco United States Grand Prix                           | Circuit of the Americas            | Austin            | 23 ottobre   | 14:00  | 19:00 | 21:00 | Sky Sport F1, TV8 |
| 20   | Gran Premio de la Ciudad de México                        | Autodromo Hermanos Rodríguez       | Città del Messico | 30 ottobre   | 14:00  | 20:00 | 21:00 | Sky Sport F1      |
| 21   | Heineken Grande Prêmio de São Paulo                       | Autódromo José Carlos Pace         | San Paolo         | 13 novembre  | 15:00  | 18:00 | 19:00 | Sky Sport F1      |
| 22   | Etihad Airways Abu Dhabi Grand Prix                       | Yas Marina Circuit                 | Abu Dhabi         | 20 novembre  | 17:00  | 13:00 | 14:00 | Sky Sport F1      |

#### Gran Premio annullato
| Nome ufficiale del Gran Premio | Circuito       | Sede |
| ------------------------------ | -------------- | ---- |
| VTB Russian Grand Prix         | Sochi Autodrom | Soči |

### La presentazione delle vetture
| Costruttore                           | Telaio            | Data presentazione        | Luogo presentazione                                 |
| ------------------------------------- | ----------------- | ------------------------- | --------------------------------------------------- |
| Haas F1 Team                          | VF-22             | 4 febbraio (vettura base) | Sito web                                            |
| Haas F1 Team                          | VF-22             | 23 febbraio (vettura)     | Circuito di Catalogna, Montmeló                     |
| Oracle Red Bull Racing                | RB18              | 9 febbraio (livrea)       | Red Bull Technology Campus, Milton Keynes           |
| Aston Martin Aramco Cognizant F1 Team | AMR22             | 10 febbraio               | Aston Martin Lagonda Headquarters, Gaydon           |
| McLaren F1 Team                       | MCL36             | 11 febbraio               | McLaren Technology Centre, Woking                   |
| Scuderia AlphaTauri                   | AT03              | 14 febbraio               | Sito web                                            |
| Williams Racing                       | FW44              | 15 febbraio               | Sito web (livrea) Circuito di Silverstone (vettura) |
| Scuderia Ferrari                      | F1-75             | 17 febbraio               | Sito web                                            |
| Mercedes-AMG Petronas F1 Team         | W13 E Performance | 18 febbraio               | Brackley                                            |
| BWT Alpine F1 Team                    | A522              | 21 febbraio               | Parigi                                              |
| Alfa Romeo F1 Team ORLEN              | C42               | 27 febbraio               | Circuito di Catalogna, Montmeló                     |

### Test
Per questa stagione di Formula 1 sono previste due sessioni di test invernali. La prima, denominata pre-season track session, in programma dal 23 al 25 febbraio sul circuito di Catalogna, mentre la seconda sessione, chiamata pre-season testing, si tiene dal 10 al 12 marzo al Bahrain International Circuit, sede del primo appuntamento del mondiale. Il circuito di Catalogna torna ad ospitare i test per la prima volta dalla stagione 2020.
I team tornano ad avere a disposizione due sessioni da tre giorni ciascuna prima dell’inizio del campionato, come accaduto l'ultima volta nei test del 2020. I test del 2021 furono invece ridotti ad un'unica sessione, comunque della durata di tre giorni, a causa delle problematiche legate alla pandemia di COVID-19.
I test pre-stagionali in Bahrein sono sponsorizzati, come nel 2021, da Aramco.

### Accordi e fornitori

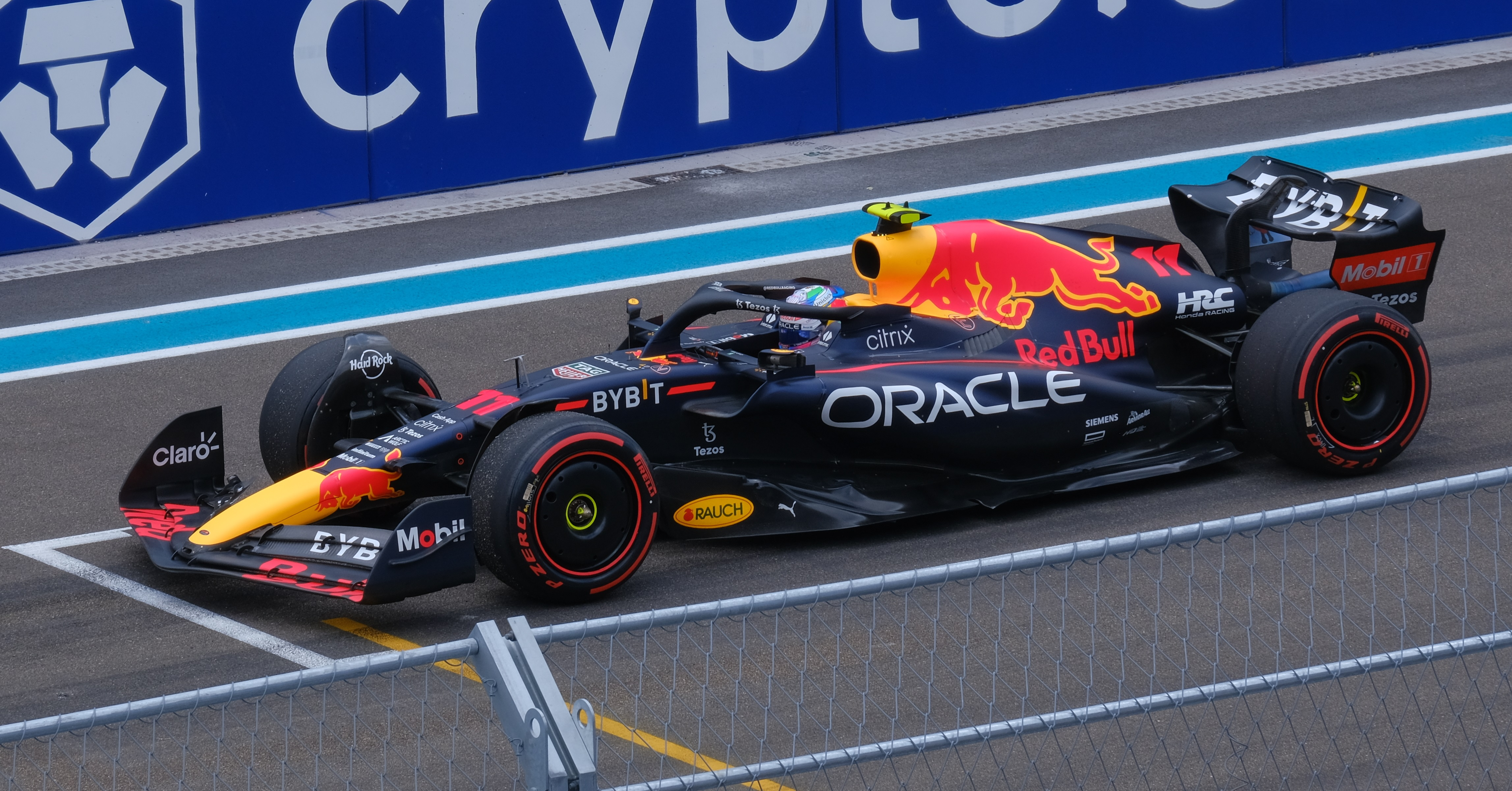
Oracle, già partner nella Red Bull nelle stagioni precedenti, ne diviene nuovo title sponsor.

Il 2021 è stato l'ultimo anno della Honda come fornitrice di power unit. Da questa stagione è la Red Bull Racing a produrre i propri propulsori e di conseguenza fonda una nuova società, denominata "Red Bull Powertrains", in sigla RBPT, il cui scopo è quello di mantenere attiva la produzione dei motori Honda e occuparsi dello sviluppo e della manutenzione fino al 2025, anno in cui scadrà la proprietà intellettuale concessa dall'azienda nipponica. I nuovi motori vengono forniti anche alla scuderia satellite AlphaTauri. Le power unit continueranno ad essere assemblate a Sakura fino al 2025. Termina anche l'accordo commerciale che vedeva la casa nipponica comparire nelle denominazioni delle due squadre. La Red Bull Racing promuove lo sponsor Oracle al ruolo di title sponsor mentre inizia una partnership con l’exchance di criptovalute Bybit, che diventa sponsor principale del team.
La Honda ha successivamente accettato di fornire alla Red Bull Racing e all'AlphaTauri per il 2023 il supporto tecnico dei motori utilizzati in questa stagione, che sono stati ribattezzati Red Bull Powertrains, in sigla RBPT. Oltre all'assemblaggio e alla manutenzione dei motori, Honda ha continuato a fornire alla Red Bull Racing e all'AlphaTauri la supervisione tecnica e operativa durante i fine settimana di gara, con i propulsori marchiati Honda RBPT.
Mission Winnow decide di non rinnovare il contratto di title sponsor con la Ferrari per via delle restrizioni governative durante le ultime tre stagioni che le hanno impedito di mostrare, in alcuni Gran Premi, inclusi tutti quelli della stagione 2020, il logo dell'azienda sulla livrea della scuderia italiana; nel corso della stagione, tuttavia, la scuderia sigla un nuovo contratto col suddetto sponsor, che figura tra quelli minori della squadra. Tra i premium sponsor debuttano Snapdragon e Velas assieme al ritorno, dopo quattro anni di assenza, di Santander, mentre tra gli altri marchi minori c'è l'avvicendamento tra UPS, che abbandona la scuderia dopo nove anni, e CEVA.

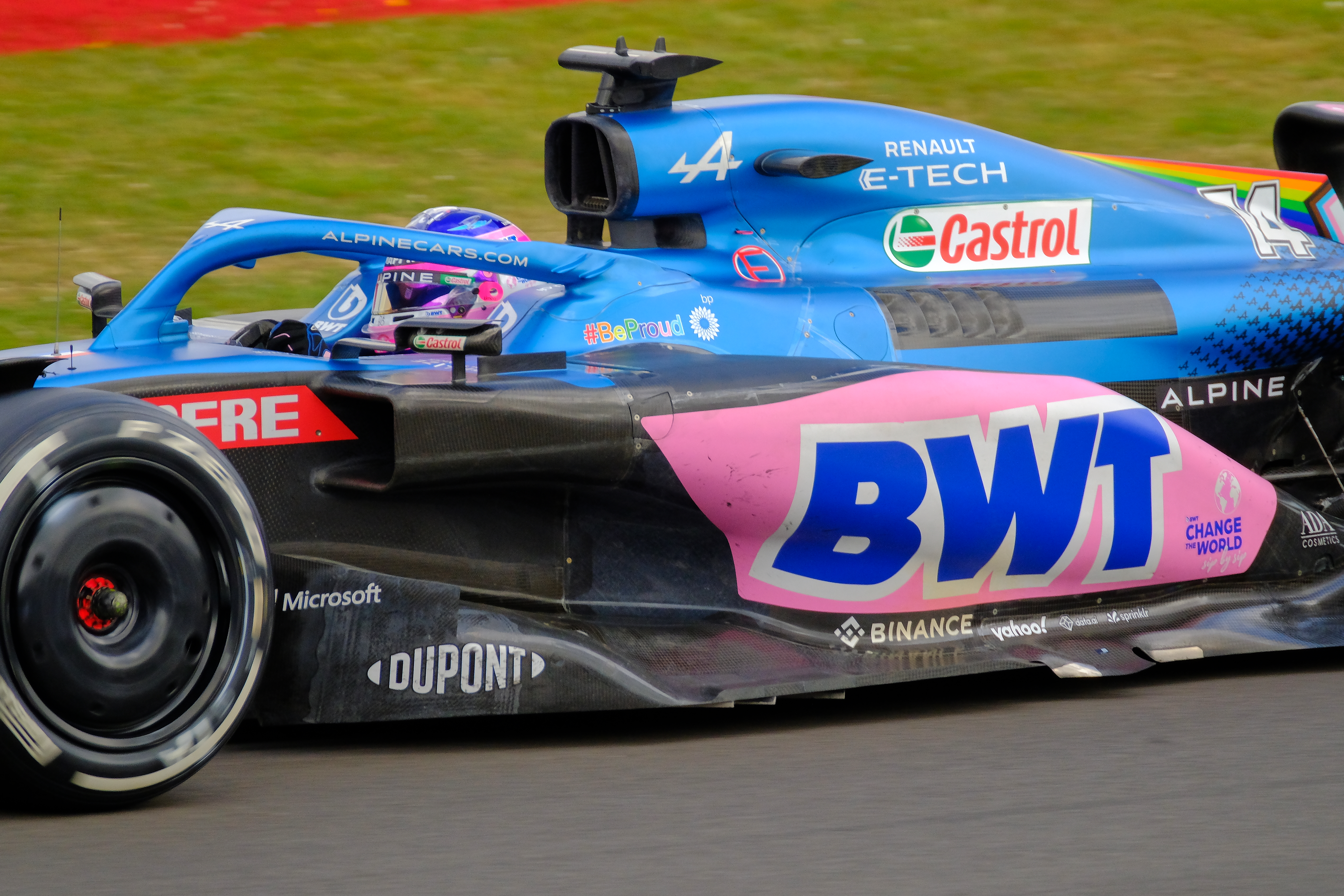
BWT lascia la britannica Aston Martin per diventare title sponsor del team francese.

La McLaren firma un accordo pluriennale con l’azienda informatica Google, pubblicizzando i suoi prodotti Android e Google Chrome. Durante la stagione sigla anche un accordo pluriennale con l’exchange di criptovalute OKX.
La società austriaca BWT diventa title sponsor dell'Alpine, mentre l'Aston Martin inizia una partnership con Aramco, il quale entra nel team in ruolo di co-title sponsor, diventando partner tecnico della scuderia per la fornitura dei nuovi carburanti, e termina la collaborazione proprio con BWT che era stato sponsor del team dalla sua fondazione.
La Williams sigla un accordo pluriennale con Duracell.
A seguito dell'invasione russa dell'Ucraina, nella terza giornata di test sul circuito di Catalogna, in Spagna, la Haas oscura il title sponsor Uralkali e rimuove i riferimenti alla bandiera russa sulla livrea della vettura. Qualche giorno dopo la scuderia termina la collaborazione con l'azienda.
Heineken diviene sponsor principale del Gran Premio d'Australia, e Rolex quello del Gran Premio dell'Emilia-Romagna, tornando a sponsorizzare il Gran Premio d'Austria, come già fatto nel 2020. Il nuovo Gran Premio di Miami è sponsorizzato da Crypto.com, mentre Pirelli sponsorizza nuovamente il Gran Premio di Spagna, come già fatto dal 2014 al 2017, e diviene sponsor del Gran Premio d'Italia. AWS sponsorizza per la prima volta il Gran Premio del Canada, così come Lenovo il Gran Premio di Gran Bretagna e il Gran Premio di Francia. Aramco torna a sponsorizzare il Gran Premio d'Ungheria, come già fatto nel 2020.

## Scuderie e piloti

### Scuderie
La Red Bull Racing cambia denominazione ufficiale da Red Bull Racing Honda a Oracle Red Bull Racing a seguito dell'abbandono di Honda dal circus come fornitrice di motori, e l'accordo con la società di software. Segue anche l’AlphaTauri che cambia il nome ufficiale della scuderia da Scuderia AlphaTauri Honda a Scuderia AlphaTauri poiché anch'essa è stata motorizzata Honda precedentemente. L'Alfa Romeo cambia denominazione da Alfa Romeo Racing ORLEN a Alfa Romeo F1 Team ORLEN.
La Ferrari non rinnova la partnership di title sponsor con Mission Winnow, e di conseguenza esso non appare nel nome ufficiale della scuderia italiana che quindi viene iscritta al campionato solo come Scuderia Ferrari, come accaduto dal 2011 al 2018. Nel corso della stagione, tuttavia, Mission Winnow diviene nuovamente partner della scuderia, ma senza che esso funga da title sponsor.
L'Alpine cambia denominazione da Alpine F1 Team a BWT Alpine F1 Team a seguito della collaborazione con la società austriaca, e la scuderia Aston Martin cambia denominazione ufficiale da Aston Martin Cognizant F1 Team a Aston Martin Aramco Cognizant F1 Team, mentre il costruttore prende il nome di Aston Martin Aramco, grazie al nuovo accordo commerciale con la società saudita di idrocarburi. La Haas cambia denominazione da Uralkali Haas F1 Team a Haas F1 Team dopo il termine della collaborazione con l'azienda russa.

### Piloti

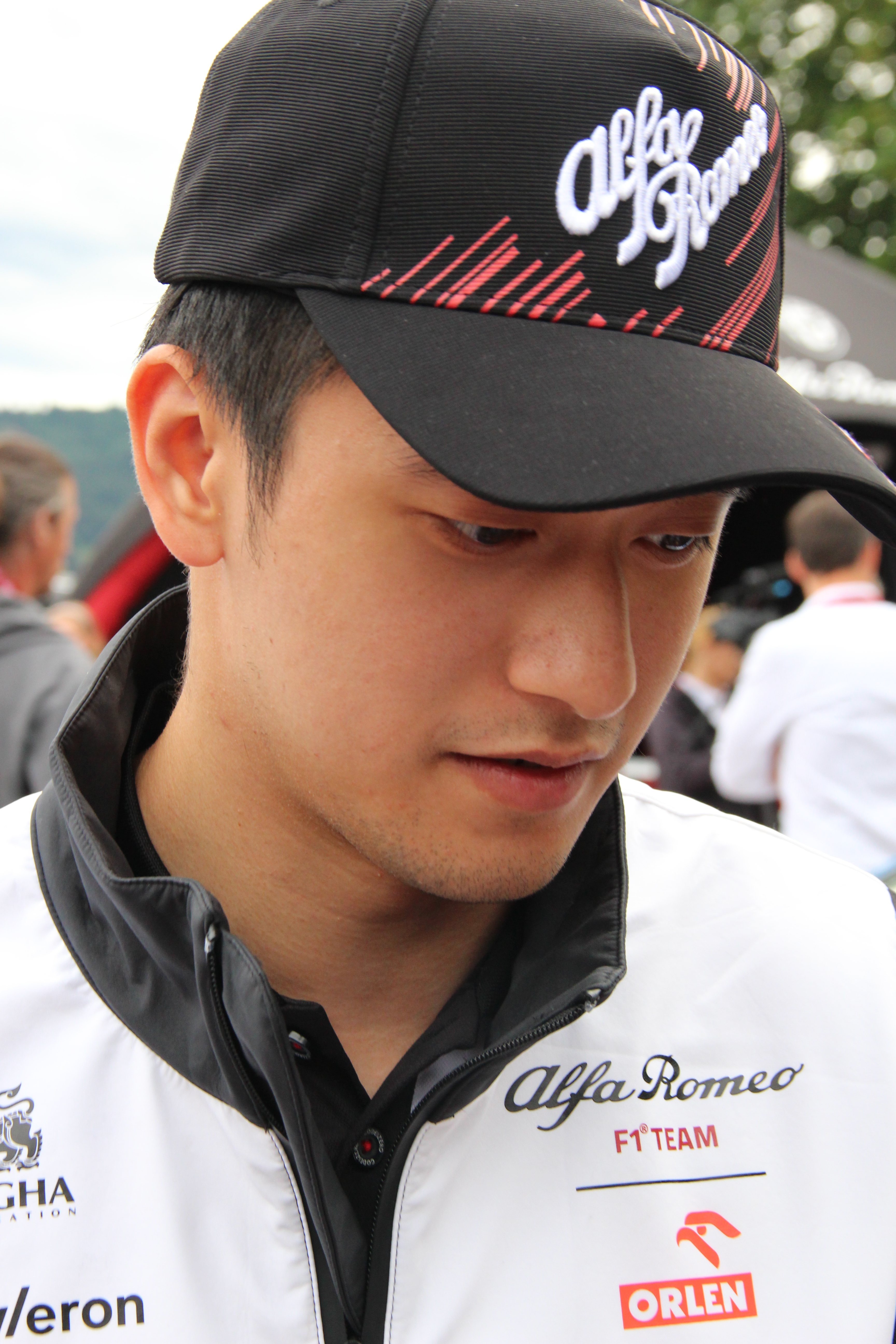
L', unica a cambiare totalmente la sua line-up di piloti, porta al debutta Zhou Guanyu, primo cinese nella storia della F1.

La scuderia svizzera Alfa Romeo rinnova completamente la sua rosa di piloti: in sostituzione del finlandese Kimi Räikkönen, ritiratosi alla fine della stagione precedente, viene ingaggiato il connazionale Valtteri Bottas, in uscita dalla Mercedes, che firma un contratto pluriennale con la scuderia elvetica. Il contratto dell'altro pilota della scuderia, l'italiano Antonio Giovinazzi, non viene rinnovato. Viene ingaggiato Zhou Guanyu, primo cinese a gareggiare nella massima categoria, giunto terzo nel campionato di Formula 2 2021. Zhou sceglie come numero di gara il 24, utilizzato per l'ultima volta dal tedesco Timo Glock alla guida dell'ex scuderia Marussia nel Gran Premio del Brasile 2012.
In sostituzione di Valtteri Bottas, la Mercedes ingaggia il britannico George Russell, che lascia la Williams dopo tre anni. Il suo posto viene preso dal thailandese Alexander Albon, reduce da un anno di assenza dalla Formula 1, dopo aver guidato l'ultima volta per la Red Bull Racing. Albon, inizialmente, avrebbe dovuto correre da atleta neutrale in quanto l'agenzia mondiale antidoping aveva scoperto che la Thailandia non era conforme al suo codice, ed era quindi stata bandita dalla partecipazione a competizioni nei campionati del mondo. Agli inizi del mese di febbraio l'agenzia mondiale antidoping rimuove la Thailandia dalla lista dei paesi non conformi al loro codice permettendo così a Albon di non correre da atleta neutrale.
Il campione del mondo in carica della Red Bull Racing, l'olandese Max Verstappen, sceglie di correre con il numero 1, riservato al vincitore del campionato mondiale piloti, in sostituzione del suo numero personale, il 33. Per la prima volta dalla stagione 2014 con Sebastian Vettel, sempre alla guida della scuderia austriaca, il numero 1 viene utilizzato dal campione iridato.

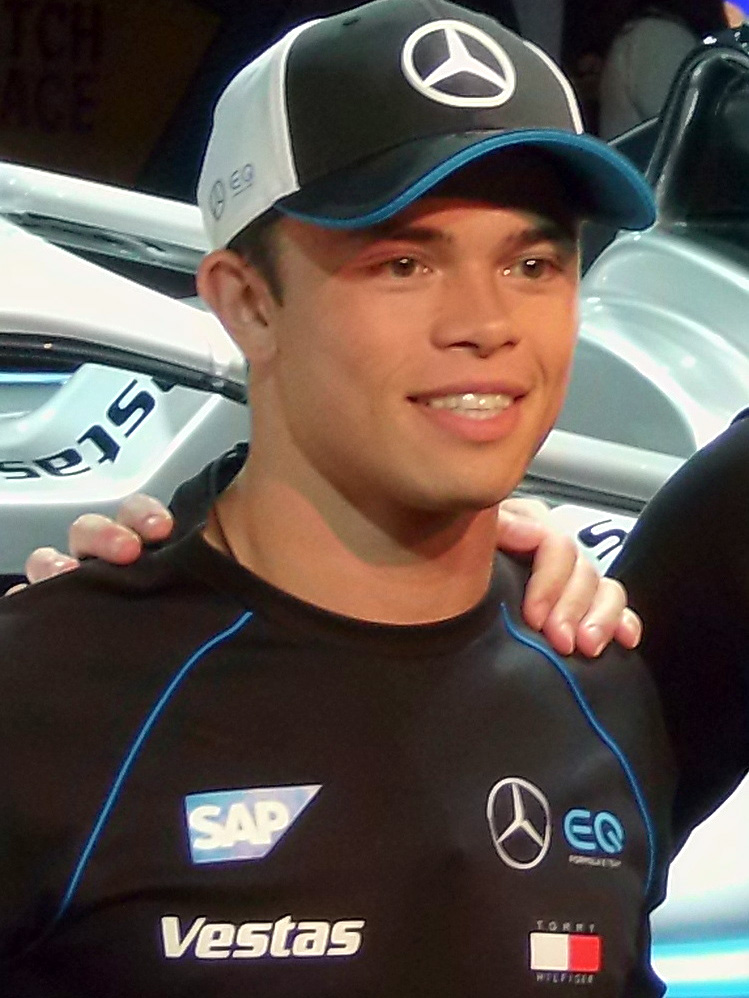
L'olandese Nyck de Vries debutta in F1 sostituendo Albon alla Williams nel Gran Premio d'Italia.

A seguito dell'invasione russa dell'Ucraina, alla vigilia del secondo test pre-stagionale in Bahrein, il contratto del pilota titolare della Haas, Nikita Mazepin, viene terminato con effetto immediato, anche per via della cessazione del rapporto tra la squadra e il title sponsor Uralkali che sosteneva la carriera del pilota russo; Mazepin, inoltre, avrebbe dovuto correre da atleta neutrale come peraltro già fatto nella stagione precedente, ma stavolta potendo utilizzare la bandiera della Federazione Internazionale dell'Automobile a causa del divieto degli emblemi nazionali russi. Il suo sostituto è il danese Kevin Magnussen, che torna a guidare per il team statunitense a distanza di due stagioni.
Il pilota tedesco dell'Aston Martin, Sebastian Vettel, non prende parte al Gran Premio del Bahrein, gara inaugurale della stagione, a causa della sua positività al SARS-CoV-2. Viene sostituito dal pilota di riserva della scuderia, il connazionale Nico Hülkenberg, il quale ha corso per l'ultima volta al Gran Premio dell'Eifel 2020 per l'ex scuderia Racing Point. Vettel è costretto a saltare anche il successivo Gran Premio d'Arabia Saudita in quanto non recupera dalla positività, venendo anche in questo caso sostituito dal pilota di riserva Hülkenberg.
Il pilota tedesco della Haas, Mick Schumacher, non prende parte alla gara del Gran Premio d'Arabia Saudita a causa di un incidente durante le qualifiche. Nonostante il pilota dichiari di poter correre, la scuderia statunitense non dispone di materiale sufficiente per assemblare la vettura dopo l'incidente.
Il pilota thailandese della Williams, Alexander Albon, è costretto a saltare il Gran Premio d'Italia in quanto gli è stata rilevata un'appendicite. Egli viene sostituito dal pilota di riserva della Mercedes campione 2020-2021 di Formula E e 2019 di Formula 2, l'olandese Nyck de Vries, il quale sceglie il 45 come numero di gara, utilizzato per l'ultima volta dal pilota tedesco André Lotterer nel Gran Premio del Belgio 2014. Per De Vries è il debutto in un Gran Premio di Formula 1.

### Tabella riassuntiva
I piloti e le scuderie che affrontano la stagione 2022 di Formula 1 sono:
| Scuderia                              | Costruttore                  | Telaio            | Power unit | Gomme | Nº | Piloti           | Sigla | GP          | Terzo pilota / pilota di riserva                                   |
| ------------------------------------- | ---------------------------- | ----------------- | ---------- | ----- | -- | ---------------- | ----- | ----------- | ------------------------------------------------------------------ |
| Mercedes-AMG Petronas F1 Team         | Mercedes                     | W13 E Performance | Mercedes   | P     | 63 | George Russell   | RUS   | Tutti       | Nyck de Vries Stoffel Vandoorne                                    |
| Mercedes-AMG Petronas F1 Team         | Mercedes                     | W13 E Performance | Mercedes   | P     | 44 | Lewis Hamilton   | HAM   | Tutti       | Nyck de Vries Stoffel Vandoorne                                    |
| Oracle Red Bull Racing                | Red Bull Racing-RBPT         | RB18              | RBPT       | P     | 1  | Max Verstappen   | VER   | Tutti       | Jüri Vips Liam Lawson                                              |
| Oracle Red Bull Racing                | Red Bull Racing-RBPT         | RB18              | RBPT       | P     | 11 | Sergio Pérez     | PER   | Tutti       | Jüri Vips Liam Lawson                                              |
| Scuderia Ferrari                      | Ferrari                      | F1-75             | Ferrari    | P     | 16 | Charles Leclerc  | LEC   | Tutti       | Antonio Giovinazzi Mick Schumacher / Robert Švarcman               |
| Scuderia Ferrari                      | Ferrari                      | F1-75             | Ferrari    | P     | 55 | Carlos Sainz Jr. | SAI   | Tutti       | Antonio Giovinazzi Mick Schumacher / Robert Švarcman               |
| McLaren F1 Team                       | McLaren-Mercedes             | MCL36             | Mercedes   | P     | 3  | Daniel Ricciardo | RIC   | Tutti       | Will Stevens Oliver Turvey Patricio O'Ward Colton Herta Álex Palou |
| McLaren F1 Team                       | McLaren-Mercedes             | MCL36             | Mercedes   | P     | 4  | Lando Norris     | NOR   | Tutti       | Will Stevens Oliver Turvey Patricio O'Ward Colton Herta Álex Palou |
| BWT Alpine F1 Team                    | Alpine-Renault               | A522              | Renault    | P     | 14 | Fernando Alonso  | ALO   | Tutti       | Oscar Piastri Jack Doohan                                          |
| BWT Alpine F1 Team                    | Alpine-Renault               | A522              | Renault    | P     | 31 | Esteban Ocon     | OCO   | Tutti       | Oscar Piastri Jack Doohan                                          |
| Scuderia AlphaTauri                   | AlphaTauri-RBPT              | AT03              | RBPT       | P     | 10 | Pierre Gasly     | GAS   | Tutti       | Liam Lawson Jüri Vips                                              |
| Scuderia AlphaTauri                   | AlphaTauri-RBPT              | AT03              | RBPT       | P     | 22 | Yuki Tsunoda     | TSU   | Tutti       | Liam Lawson Jüri Vips                                              |
| Aston Martin Aramco Cognizant F1 Team | Aston Martin Aramco-Mercedes | AMR22             | Mercedes   | P     | 18 | Lance Stroll     | STR   | Tutti       | Nico Hülkenberg Nick Yelloly Nyck de Vries Felipe Drugovich        |
| Aston Martin Aramco Cognizant F1 Team | Aston Martin Aramco-Mercedes | AMR22             | Mercedes   | P     | 5  | Sebastian Vettel | VET   | 3-22        | Nico Hülkenberg Nick Yelloly Nyck de Vries Felipe Drugovich        |
| Aston Martin Aramco Cognizant F1 Team | Aston Martin Aramco-Mercedes | AMR22             | Mercedes   | P     | 27 | Nico Hülkenberg  | HUL   | 1-2         | Nico Hülkenberg Nick Yelloly Nyck de Vries Felipe Drugovich        |
| Williams Racing                       | Williams-Mercedes            | FW44              | Mercedes   | P     | 23 | Alexander Albon  | ALB   | 1-15, 17-22 | Jack Aitken Roy Nissany Logan Sargeant Nyck de Vries               |
| Williams Racing                       | Williams-Mercedes            | FW44              | Mercedes   | P     | 45 | Nyck de Vries    | DEV   | 16          | Jack Aitken Roy Nissany Logan Sargeant Nyck de Vries               |
| Williams Racing                       | Williams-Mercedes            | FW44              | Mercedes   | P     | 6  | Nicholas Latifi  | LAT   | Tutti       | Jack Aitken Roy Nissany Logan Sargeant Nyck de Vries               |
| Alfa Romeo F1 Team ORLEN              | Alfa Romeo-Ferrari           | C42               | Ferrari    | P     | 77 | Valtteri Bottas  | BOT   | Tutti       | Robert Kubica Théo Pourchaire Antonio Giovinazzi                   |
| Alfa Romeo F1 Team ORLEN              | Alfa Romeo-Ferrari           | C42               | Ferrari    | P     | 24 | Zhou Guanyu      | ZHO   | Tutti       | Robert Kubica Théo Pourchaire Antonio Giovinazzi                   |
| Haas F1 Team                          | Haas-Ferrari                 | VF-22             | Ferrari    | P     | 20 | Kevin Magnussen  | MAG   | Tutti       | Pietro Fittipaldi Antonio Giovinazzi                               |
| Haas F1 Team                          | Haas-Ferrari                 | VF-22             | Ferrari    | P     | 47 | Mick Schumacher  | MSC   | Tutti       | Pietro Fittipaldi Antonio Giovinazzi                               |

## Direzione gara
- Direttori di gara:  Niels Wittich,[99]  Eduardo Freitas.[100]
- Safety car: vetture  Mercedes-AMG GT Black Series,[101]  Aston Martin Vantage[102] - pilota  Bernd Mayländer - copilota  Richard Darker.
- Medical car: vetture  Mercedes-AMG GT 63 S 4MATIC+,[101]  Aston Martin DBX[102] - piloti  Bruno Correia,  Karl Reindler.

## Modifiche al regolamento
Il campionato 2022 introduce significative modifiche regolamentari riguardo l'aerodinamica, la scocca, le power unit, gli pneumatici e i freni. Il cambio di regolamento doveva entrare in vigore nella stagione precedente ma, a causa della pandemia di COVID-19, le modifiche sono state posticipate a questa stagione.

### Regolamento finanziario
Dopo l'introduzione nella scorsa stagione del budget cap, quest'anno i team di Formula 1 potranno spendere 140 milioni di dollari, derogabili a seconda di alcune situazioni o eventi. Liberty Media e la Federazione trovano un compromesso prima del Gran Premio di Gran Bretagna riguardo la spesa limite del budget cap messa a disposizione per ogni singola scuderia, fissata a 142 milioni per questa stagione. Il tetto massimo viene lasciato inalterato e ai team che hanno chiesto più margine operativo a livello finanziario viene concesso un anticipo sulla spartizione degli introiti. Prima del Gran Premio d'Austria, viene aumentato del 3,1% il budget cap per far fronte al problema dell’inflazione.

### Regolamento tecnico

#### Aerodinamica
L'ala anteriore viene semplificata, riducendo il numero e la complessità degli elementi aerodinamici. Inoltre l'ala deve essere direttamente collegata al muso e non più quindi tramite supporti che permettevano agli ingegneri di usare lo spazio libero per controllare i flussi d'aria. Le ali posteriori saranno più larghe e montate più in alto rispetto agli anni precedenti ma anch'esse saranno semplificate. Infatti, rispetto alle vetture 2021, numerose appendici aerodinamiche, comprese quelle sulle pance laterali, sono abolite.
Viene reintrodotto, dopo essere stato bandito nel 1982, l'effetto suolo per controbilanciare la perdita di carico aerodinamico dovuto alla semplificazione dell'ala anteriore, posteriore e di tutti gli apparati aerodinamici.
Queste modifiche mirano a ridurre l'aria turbolenta sulla scia delle vetture per consentire ai piloti di seguirsi più da vicino favorendo in linea teorica i sorpassi, pur mantenendo un livello di carico aerodinamico simile rispetto agli anni precedenti.
A seguito della decisione di posticipare i regolamenti del 2021 al 2022, lo sviluppo aerodinamico delle vetture è stato vietato da marzo 2020 fino a febbraio 2021. Nel 2021 la FIA ha introdotto un sistema a scala mobile per regolare i test aerodinamici. Con questo sistema, le squadre peggio piazzate nella classifica costruttori dell'anno precedente avrebbero avuto più tempo per i test aerodinamici. Al contrario, i team meglio piazzati avrebbero avuto meno tempo per completare i test.
Alla vigilia del Gran Premio del Canada, la Federazione avvia un'indagine per studiare quanto il saltellamento (porpoising) delle vetture in pieno rettilineo sia pericoloso per i piloti, non solamente per la sicurezza in pista, ma anche per le ripercussioni sul fisico. I sobbalzi sono risultati particolarmente accentuati sul lungo rettilineo del circuito di Baku durante il Gran Premio d'Azerbaigian, destando più di una preoccupazione per i piloti, in particolare per quello britannico della Mercedes, Lewis Hamilton, protagonista di forti dolori alla schiena causati dal saltellamento, la cui presenza viene messa inizialmente in dubbio per la gara canadese, ma successivamente smentita dallo stesso pilota. La Federazione vuole avere un quadro completo, consultando medici specialistici e raccogliere dati da altre serie, per esempio dal rally. La Federazione decide di emanare una direttiva tecnica in cui viene spiegato che nell'interesse della sicurezza è necessario intervenire per richiedere ai team di apportare le modifiche necessarie per ridurre o eliminare questo fenomeno del saltellamento. Nel dettaglio, l'organo mondiale dell'automobilismo decide di intervenire su alcuni punti, come un controllo più attento del fondo vettura e la definizione di una metrica, basata sull'accelerazione verticale della vettura, che fornisce un limite quantitativo per il livello accettabile di oscillazioni verticali. Viene inoltre preannunciato un incontro tra la FIA e i team. Nel Gran Premio canadese la Federazione si limita a raccogliere i dati nella terza sessione di prove libere del sabato, senza applicare penalità visto il poco tempo lasciato a disposizione delle squadre. Dopo i dati raccolti, alla vigilia del Gran Premio di Gran Bretagna, la Federazione rende noto alle squadre che la direttiva è attiva a partire dal Gran Premio di Francia. Essa inoltre stabilisce alcuni nuovi parametri riguardo all’usura del fondo e alla rigidità del pattino centrale che le squadre devono rispettare. Prima del Gran Premio d'Austria, viene stabilito che l’operatività della direttiva tecnica contro il saltellamento delle vetture in pieno rettilineo è stata spostata dal Gran Premio di Francia, in programma a fine a luglio, come stabilito in precedenza, al Gran Premio del Belgio, da disputarsi a fine agosto dopo la pausa estiva obbligatoria di tre settimane. Il Consiglio Mondiale della Federazione, prima della disputa del Gran Premio d'Ungheria, decide di mettere ai voti delle squadre l'introduzione della direttiva tecnica, in vigore dal successivo Gran Premio del Belgio, per contrastare il fenomeno del saltellamento. La metrica che viene introdotta dalla Federazione riesce a misurare le oscillazioni solo in rettilineo e non in curva. La votazione, non prevista dal regolamento dato che le azioni sono motivate da un’urgenza di sicurezza, avrebbe normalmente richiesto una maggioranza di otto team per essere approvata. Il Consiglio Mondiale dell'Automobilismo ridefinisce i parametri di flessibilità del fondo piatto delle vetture prima della gara belga. Nel dettaglio, le modifiche interessano il punto 3.15.8 del regolamento tecnico, dove un'aggiunta specifica la richiesta di una rigidezza omogenea attorno ai fori di misurazione, pari ad almeno il 90% del valore più alto misurato in tale area. I vertici della Federazione dichiarano che sarebbe stato irresponsabile non tutelare i piloti di Formula 1 dalle conseguenze del porpoising non modificando le regole per il prossimo anno. La direttiva tecnica non viene applicata in occasione del Gran Premio di Singapore alla luce delle caratteristiche del circuito di Marina Bay cui presenta diversi dossi nonostante la nuova asfaltatura in diverse parti del tracciato.
Alla vigilia del Gran Premio di Gran Bretagna, cambiano le verifiche tecniche per quanto riguarda la deformazione delle appendici alari al posteriore. I nuovi test prevedono l'applicazione di una forza superiore ai precedenti 60 newton. La nuova norma prevede l'imposizione simultanea di due carichi da 150 newton, applicati a una distanza maggiore dall'asse di mezzeria della vettura, aumentando così ulteriormente la deformazione corrispondente. La distanza laterale di applicazione dall'asse centrale è fissata adesso a 270 mm, mentre in precedenza era compresa tra 100 e 215 mm. In aggiunta, la deformazione risultante al bordo arretrato della beam wing non può sforare i 3 mm, contro i precedenti 5 mm. Per l'ala posteriore principale, sotto l'azione di 2 000 newton perpendicolari alla superficie, può flettersi adesso fino a 3 mm, 1 mm in più rispetto alla normativa precedente. La Federazione ha inoltre specificato che a DRS aperto l'apertura deve essere tale da impedire il passaggio di una sfera di 85 mm di diametro tra il profilo superiore e inferiore, con una spinta di 10 newton. Viene infine riportato nel regolamento anche il monitoraggio in marcia della deformazione delle ali posteriori, avvalendosi delle telecamere e dei riferimenti adesivi posti sui profili, pratica già in uso dal Gran Premio d'Azerbaigian 2021.

#### Scocca
La scocca deve essere rivestita in gomma per ridurre il rischio che i componenti si rompano per ridurre al minimo il rischio di vetture ferme sul tracciato, bandiere gialle e safety car. Il nuovo peso minimo delle vetture per la stagione 2022 viene fissato a 798 kg. Rispetto alla stagione precedente, il peso minimo aumenta di 46 kg.

#### Power unit
Lo sviluppo power unit è congelato a partire da questa stagione fino al 2025, quando entreranno in vigore nuove regolamentazioni. Inoltre il carburante che i team utilizzeranno, "E10", deve contenere il 10% di etanolo.
Nella riunione del World Motor Sport Council alla vigilia del Gran Premio di Gran Bretagna vengono cambiate alcune regole del campionato. Il cambiamento più importante riguarda i limiti delle power unit. Le squadre sono infatti autorizzate a cambiare i motori in condizioni di parco chiuso con versioni più recenti che sono state inserite nelle loro rotazioni. Inoltre, la Federazione ha aggiunto una disposizione al regolamento per consentire la riparazione temporanea dei propulsori. Vengono modificate anche le regole relative alle limitazioni delle vetture per i test Pirelli. Sono state inoltre aggiornate le prove di flessione per verificare la flessibilità delle ali posteriori e le regole sugli specchietti per migliorare la visibilità. Infine, dopo alcuni problemi riscontrati in stagione, le squadre possono portare la benzina a 20 °C nelle gare più calde. Nelle gare dove la temperatura ambiente è di 30 °C o superiore, la benzina può essere sempre raffreddata fino a 20 °C. La temperatura ambiente viene registrata da un servizio meteo approvato dalla Federazione un'ora prima di qualsiasi sessione di prove o tre ore prima della gara o della Sprint, e viene riportato sui monitori dei tempi. La temperatura del carburante è quella registrata a bordo dal flussimetro primario.

#### Pneumatici e freni
A partire da questa stagione il campionato mondiale di Formula 1 adotta gli pneumatici a 18 pollici (46 cm), seguendo quanto già fatto dalla Formula 2, in sostituzione dei 13 pollici (33 cm). Questo per garantire una maggiore precisione nei cambi di direzione, una minore tendenza al surriscaldamento e a non essere il più possibile di disturbo per l'aerodinamica della vettura.
Per via dell'aumento del diametro degli pneumatici, anche i freni subiranno dei cambiamenti. Difatti si passerà dagli attuali 278 mm all’anteriore (266 mm al posteriore) del 2021 ai 328 mm (280 mm) del 2022. Cambieranno inoltre anche il sistema di ventilazione del disco, in particolare sia il numero che il diametro dei fori stessi e le pinze che aumenteranno di peso (circa 700 g sia all’anteriore che al posteriore).
Tornano, dopo la messa al bando del 2010, i copricerchi sia sulle ruote anteriori che posteriori, andando a ridurre, in ottica sorpassi, il disturbo aerodinamico per la vettura che segue.

### Regolamento sportivo
La Federazione, Liberty Media e i team inizialmente raggiungono un accordo per aumentare il numero dei Gran Premi dove utilizzare il format della Qualifica Sprint, sperimentato nel 2021. Vengono proposti sei Gran Premi in totale, rispetto ai tre stabiliti nel campionato precedente, dove viene utilizzata la Qualifica Sprint, al fine di stabilire la griglia di partenza. I Gran Premi scelti sono quelli di Bahrein, Emilia-Romagna, Canada, Austria, Olanda e San Paolo. Successivamente, dopo il veto dei top team alle sei prove, i quali chiedevano un incremento di spesa sul limite del budget cap, il promotore del campionato propone il dimezzamento delle gare precedentemente proposte, senza però trovare un accordo, il quale viene discusso nella F1 Commission di metà febbraio. Il nome del format viene cambiato in Sprint e vengono ufficializzati tre Gran Premi dove esso prende luogo, quelli di Emilia-Romagna, Austria e San Paolo. Il sistema di punteggio da attribuire durante la Sprint comprende adesso i primi otto classificati, i quali nell'ordine ricevono 8, 7, 6, 5, 4, 3, 2 e 1 punto. A differenza del 2021, al vincitore della Sprint, che guadagna il diritto di partire dalla prima piazzola, non è assegnata la pole position del Gran Premio, che quindi spetta al pilota più rapido in qualifica.
Le due sessioni di prove libere del venerdì della durata entrambe di un'ora vengono spostate al pomeriggio nei weekend di gara dove non viene disputata la Sprint. Il fine settimana non dura più quattro giorni, ma soltanto tre, per alleggerire le trasferte e i costi dei team. L'appuntamento con la stampa viene spostato dal giovedì al venerdì mattina e le due sessioni di libere vengono disputate con temperature di aria e pista verosimilmente più vicine a quelle che le squadre trovano la domenica in gara. Nei weekend di gara dove viene effettuata la Sprint il programma prevede al primo pomeriggio di venerdì la prima sessione di prove libere, seguita dalle qualifiche che si disputano al tardi pomeriggio; al sabato mattina è prevista la seconda sessione di prove libere, seguita dalla Sprint al pomeriggio; la gara è come di consueto programmata la domenica pomeriggio.
Dopo quanto successo nel Gran Premio del Belgio 2021, condizionato da avverse condizioni meteorologiche, la Federazione decide di regolamentare alcuni scenari: nessun punto mondiale viene assegnato se non sono coperti almeno due giri lanciati, senza l'uso della safety car o della virtual safety car, mentre se il leader della corsa ha coperto più di due tornate ma meno del 25% della distanza complessiva programmata, solo i primi cinque classificati acquisiscono punti in classifica, nell'ordine 6, 4, 3, 2, 1; se la distanza percorsa è tra il 25% ed il 50% di quella prevista, sono i primi nove classificati a guadagnare punti, nell'ordine 13, 10, 8, 6, 5, 4, 3, 2, 1; per una distanza compresa tra il 50% ed il 75%, i punti sono assegnati ai primi 10 classificati, nell'ordine 19, 14, 12, 10, 8, 6, 4, 3, 2, 1; se la distanza percorsa è superiore al 75% di quella prevista, i punti sono assegnati regolarmente. Il punto relativo al giro più veloce nei primi 10 classificati è adesso assegnato solo se viene completato un minimo del 50% della distanza di gara programmata. Questi criteri sono validi solo per i Gran Premi sospesi che non vengono ripresi. Dopo la disputa del Gran Premio del Giappone, terminato anticipatamente rispetto alla distanza prevista a causa di avverse condizioni meteorologiche, la Federazione chiarisce che in una gara completata con un minimo di due giri e terminata in condizioni di bandiera verde, i punti sono assegnati normalmente indipendentemente dalla percentuale di distanza di gara completata.
Dopo quanto verificatosi nel Gran Premio di Abu Dhabi 2021, la procedura di ripartenza della gara sotto il regime di safety car viene modificata. Invece di aspettare fino al giro successivo che l'ultima vettura doppiata si è sbloccata dal leader, la vettura di sicurezza viene ora fatta rientrare un giro dopo che è stata data l'istruzione che le auto doppiate possono sbloccarsi da sole. Successivamente, la formulazione del regolamento viene modificata e ora afferma che "tutte" le auto piuttosto che "qualsiasi" possono sdoppiarsi da sole, se ritenuto sicuro dal direttore di gara.
Da questa stagione un team non deve più necessariamente tenere lo stesso cambio su una monoposto per sei Gran Premi consecutivi, ma può attingere ad altri elementi in maniera libera. L’unico limite che resta per le squadre è il numero massimo di cambi utilizzabili in stagione, che si attesta a quattro. All’introduzione della quinta unità scatta nuovamente la penalità in griglia di partenza di cinque posizioni.
Altri cambiamenti riguardano: l'eliminazione dell'obbligo per i primi dieci qualificati di usare al via la mescola utilizzata in Q2 per qualificarsi in Q3; l'aumento del tetto di reprimende che si possono ricevere prima di subire una penalità in griglia di partenza, passando da un massimo di tre reprimende a cinque; l'obbligo di schierare, durante le sessioni di prove libere, piloti giovani, dove le squadre hanno un numero prestabilito di sessioni nelle quali schierare obbligatoriamente dei giovani debuttanti; il Gran Premio di Monaco, che da questa stagione si articola nel tradizionale weekend di gara, come già avviene per tutti gli altri Gran Premi, spostando quindi le prove libere dalla giornata del giovedì a quella del venerdì; l'obbligatorietà per tutto il personale presente dentro il paddock in occasione delle gare di risultare vaccinato contro il SARS-CoV-2.
Alla vigilia del Gran Premio d'Australia, la Federazione distribuisce una nota sottolineando quale sia la condotta da adottare in regime di safety car, quando la vettura di sicurezza spegne le luci per segnalare l'imminente ripartenza. I piloti non possono affiancarsi alla vettura che precede e si può restare solo alle spalle o comunque su un'altra traiettoria badando bene al fatto che l'asse anteriore non vada ad invadere quello posteriore della vettura che precede. La nota non si limita solo a chi segue, ma anche a chi essendo leader ha il compito di gestire la ripartenza. Ogni frenata o accelerazione improvvisa dal momento in cui la safety car spegne le luci è giudicata in qualità di manovra pericolosa per gli altri piloti.
Alla vigilia del Gran Premio dell'Emilia-Romagna, la Federazione pubblica le linee guida, valide a partire dalla prima gara della stagione, che i piloti devono seguire in fase di sorpasso per evitare di incorrere in investigazioni da parte dei commissari. In caso di sorpassi sia all'interno che all'esterno, affinché una vettura che sta per subire un sorpasso dia uno spazio sufficiente alla monoposto che sta per superare, quest'ultima deve avere una porzione significativa al fianco dell'auto che sta affrontando in fase di sorpasso. Queste linee guida vengono applicate anche per i sorpassi nelle chicane e nelle curve a S.
Alla vigilia della prima edizione del Gran Premio di Miami, il direttore di gara designato per la gara, il tedesco Niels Wittich, inoltra alle squadre una nota in cui si specifica cosa può o non può indossare un pilota alla guida di una monoposto di Formula 1. Vengono specificate le richieste mosse ai piloti in termini di abbigliamento per superare le verifiche regolamentari. Alla prima violazione il pilota colto in flagrante viene multato di 50 000 euro, alla seconda di 100 000 euro e alla terza di 250 000 euro e, soprattutto, alla decurtazione di punti in classifica, sia per il pilota che per il team. Il pilota britannico della Mercedes, Lewis Hamilton, non supera lo scrutinio della Federazione visto alcuni oggetti indossati, per poi completare la procedura prima della prima sessione di prove libere del venerdì. Successivamente la Federazione concede un'esenzione medica di due Gran Premi a Hamilton per consentirgli la rimozione di due piercing. Il pilota britannico può correre con i piercing in questione, ma deve rimuoverli entro la gara a Miami. Prima del Gran Premio di Monaco, la Federazione concede una proroga fino alla fine di giugno riguardo ai gioielli indossati dai piloti. Sebbene a livello di scrutini tecnici i team debbano da questo weekend indicare se i piloti stiano indossando intimo ignifugo e si stiano privando dei gioielli, è stata concessa una proroga nell’attesa che si arrivi a un accordo tra la FIA e i piloti. Lewis Hamilton continua a indossare piercing e gioielli anche nel corso del fine settimana a Monaco, ma difficilmente scattano già le penalità previste dal regolamento. L’associazione dei piloti è in trattativa con il presidente della commissione medica della FIA per giungere a un compromesso che accontenti entrambe le parti. La FIA è pronta ad accogliere le richieste dei piloti di natura personale e religiosa in materia di gioielli. Hamilton prende regolarmente parte al Gran Premio di Gran Bretagna, in programma a inizio luglio, nonostante la proroga riguardo ai gioielli indossati dai piloti con scadenza fino a giugno, stabilita prima del Gran Premio di Monaco. Successivamente il pilota rende noto la rimozione dei gioielli e di altri oggetti metallici prima del Gran Premio inglese.
Prima del Gran Premio d'Azerbaigian, il direttore di gara designato dalla Federazione per la gara, il tedesco Niels Wittich, chiarisce la procedura, secondo il regolamento aggiornato alla corrente stagione, che la linea d'uscita e di entrata della corsia dei box può essere toccata dagli pneumatici, ma non interamente oltrepassata, pena l'assegnazione di una penalità. Al termine della gara del precedente Gran Premio di Monaco, la Ferrari aveva presentato una protesta alla Federazione contro i due piloti della Red Bull Racing. Secondo la scuderia italiana, l'olandese Max Verstappen, terzo all'arrivo, e il messicano Sergio Pérez, vincitore del Gran Premio, avevano varcato la linea gialla che delimita l'uscita della corsia box, dopo un pit stop, non rimanendo alla destra di essa, come da regolamento. La protesta contro i due piloti della Red Bull Racing fu successivamente respinta in quanto nessuno aveva varcato interamente la linea gialla e che la procedura da seguire risultò obsoleta nelle note del direttore di gara per l'evento e non aggiornata al mondiale corrente.
A partire dal Gran Premio di Gran Bretagna, la conferenza stampa dei piloti torna a tenersi nella giornata del giovedì, come fino alla stagione precedente. Il weekend compresso non ha trovato completa approvazione da parte dei piloti, che hanno chiesto all'organo mondiale di tornare al 2021, quando le canoniche conferenze stampa si tenevano il giorno prima dell'azione in pista. I piloti, con il sistema attuato quest'anno, hanno trovato una Federazione disponibile a tornare sui suoi passi. Alla conferenza stampa prendono parte dieci piloti, divisi in due gruppi da cinque, al posto di 20.
Prima del Gran Premio degli Stati Uniti d'America, la Federazione avvia un'indagine sugli eventi accaduti nel precedente Gran Premio del Giappone, condizionato da avverse condizioni meteorologiche, e adotta delle contromisure per evitare il ripetersi di alcuni episodi, tra i quali l'eccesso di velocità durante il regime di bandiera rossa da parte del pilota francese dell'AlphaTauri, Pierre Gasly, dopo aver superato il luogo dell'incidente del pilota spagnolo della Ferrari, Carlos Sainz Jr., la cui vettura veniva recuperata da un trattore, e la presenza dello stesso trattore e dei commissari di percorso con le altre vetture ancora in pista, seppure sotto regime di safety car e poi in quello di bandiera rossa. La Federazione conferma che i veicoli per il recupero delle macchine incidentate non dovrebbero essere mandati in pista fino a quando tutte le vetture non sono allineate dietro alla safety car e che i commissari e tutte le attrezzature devono essere mandati in pista durante i periodi di safety car solamente quando le condizioni meteorologiche e la posizione delle macchine da recuperare consentono un intervento veloce e sicuro. Viene ribadito l'obbligo per tutti i piloti di limitare la velocità in condizioni di bandiere gialle, safety car e bandiera rossa. Tra le misure di sicurezza adottate troviamo: l'utilizzo del sistema ufficiale di messaggistica per comunicare alle squadre la presenza di un trattore in pista, con l'obbligo di informare entrambi i piloti; la revisione dei precedenti di penalità per i piloti che non rispettano le regole relative alle condizioni di bandiera gialla, doppia bandiera gialla, virtual safety car e safety car; lo sviluppo di una virtual safety car dinamica, da utilizzare dal 2023, implementando una nuova funzione che modifichi il delta time del pilota prima e nei settori in cui si verifica un incidente, in modo da aiutarlo a sapere dove si sono verificati gli incidenti; la valutazione dell’attuale applicazione dei cartelloni pubblicitari, della loro costruzione, della loro ubicazione e dei materiali utilizzati, per evitare il rischio che vengano strappati e portati in pista. Al fine di garantire una migliore gestione della corsa da parte della direzione gara è stato stabilito lo sviluppo di un sistema di monitoraggio live, per visualizzare lo stato di tutte le vetture che sono in pista, dietro la vettura di sicurezza e ai box durante virtual safety car e safety car, da mettere a disposizione della direzione gara e del centro operativo remoto di Ginevra, in Svizzera. È previsto anche l'aggiornamento delle procedure della direzione gara durante i periodi di safety car e virtual safety car, al fine di suddividere meglio i compiti all'interno di tutto il team di controllo gara, compreso il centro operativo remoto, delegando a quest'ultimo il monitoraggio delle vetture che entrano nella pit lane in condizioni di safety car e la conseguente lunghezza del treno di vetture dietro la vettura di sicurezza.
A partire dal Gran Premio di Città del Messico, la Federazione adotta una nuova procedura per determinare se gli pneumatici intermedi aggiuntivi vengono resi disponibili. In un Gran Premio dove è prevista la Sprint, se né la prima sessione di prove libere, né le qualifiche sono dichiarate bagnate, il sistema meteorologico in uso fornisce un rapporto al direttore di gara entro un'ora dalla fine della sessione di prove di qualificazione. Se questo rapporto indica probabilità di pioggia nella seconda sessione di prove libere uguale o superiore al 50%, il treno aggiuntivo di gomme intermedie è messo a disposizione di tutte le squadre. In un Gran Premio dove non è prevista la Sprint, se né la prima e la seconda sessione di prove libere sono dichiarate bagnate, il sistema meteorologico in uso fornisce un rapporto al direttore di gara entro un'ora dalla fine della seconda sessione di prove libere. Se questo rapporto indica probabilità di pioggia nella terza sessione di prove libere uguale o superiore al 50%, il treno aggiuntivo di gomme intermedie è messo a disposizione di tutte le squadre. Il direttore di gara rilascia una nota alle squadre un'ora dalla fine delle qualifiche o della seconda sessione di prove libere, informandoli se il set aggiuntivo di pneumatici è messo a disposizione di tutte le squadre. Non ci saranno ulteriori revisioni.

### Direzione gara
A partire da questo campionato, la Federazione nomina due nuovi direttori di gara, in sostituzione dell'australiano Michael Masi, il quale aveva ricoperto il ruolo di direttore di gara dalla stagione 2019, prendendo il posto dello scomparso Charlie Whiting. Vengono nominati il tedesco Niels Wittich e il portoghese Eduardo Freitas, in passato direttori di gara rispettivamente del DTM e del campionato del mondo endurance, cui vengono assistiti dal britannico Herbie Blash, ex vice-direttore di gara nella categoria in attività fino al 2016. Wittich e Freitas si alternano al ruolo di direttore di gara nel corso della stagione. La Federazione, inoltre, istituisce per tutti i Gran Premi un remote garage a supporto della direzione gara, per verificare tutti i fatti salienti in pista, e rende noto che le comunicazioni radio tra i team e la direzione gara non vengono più trasmesse in diretta televisiva, ma è ancora possibile rivolgersi alla direzione gara secondo procedimenti ben definiti e non intrusivi.
Prima del Gran Premio degli Stati Uniti d'America, la Federazione abbandona l'idea di ruotare i direttori di gara, definendo Wittich come unico direttore di gara per le ultime quattro prove del campionato. La rotazione non è stata accolta con recensioni favorevoli da parte dei piloti, oltre a essere in risposta alle critiche alla prestazione di Freitas come direttore di gara nel precedente Gran Premio del Giappone.

### Gomme
Le gomme utilizzate sono le stesse delle tre precedenti stagioni.
| Nome mescola              | Colore | Colore | Battistrada | Condizioni               | Aderenza | Durata | Compound |
| ------------------------- | ------ | ------ | ----------- | ------------------------ | -------- | ------ | -------- |
| Morbide (Soft)            | Rosso  |        | Liscio      | Da asciutto              | Alta     | Bassa  | C5-C4-C3 |
| Medie (Medium)            | Giallo |        | Liscio      | Da asciutto              | Media    | Media  | C4-C3-C2 |
| Dure (Hard)               | Bianco |        | Liscio      | Da asciutto              | Bassa    | Alta   | C3-C2-C1 |
| Intermedie (Intermediate) | Verde  |        | Scanalato   | Da bagnato lieve o medio | N.D.     | N.D.   | N.D.     |
| Da bagnato (Wet)          | Blu    |        | Scanalato   | Da bagnato cospicuo      | N.D.     | N.D.   | N.D.     |

## Riassunto della stagione

### Gran Premio del Bahrein
Al via Charles Leclerc tiene il comando, resistendo all'attacco di Max Verstappen. Alle loro spalle s'installa Carlos Sainz Jr., che precede Lewis Hamilton e Kevin Magnussen. Parte male, invece, Valtteri Bottas, che alla fine del primo giro è solo quattordicesimo, pur partendo dalla sesta posizione. Magnussen cede la quinta piazza al terzo giro a Sergio Pérez, e due giri dopo, viene passato anche da George Russell. Al nono giro Pérez prende la posizione, la quarta, a Hamilton. Nello stesso giro Leclerc ha un vantaggio di oltre tre secondi su Verstappen e quasi otto su Sainz Jr..
La prima sosta viene effettuata all'undicesimo giro da Hamilton. Il pilota della Mercedes passa alla gomme hard. Il britannico rientra in pista davanti a Zhou Guanyu ma, con gomme fredde, sbaglia il punto di frenata, e viene ripassato dal pilota cinese. Nel corso del giro successivo Hamilton si riprende la posizione. Al quattordicesimo giro si ferma Verstappen, che si lamenta per la scarsa trazione della sua monoposto. L'olandese opta ancora per gomme morbide. Nello stesso giro si fermano Sainz Jr., Magnussen, Esteban Ocon e Bottas. Solo Magnussen sceglie ancora la gomme morbide; gli altri passano alle medie. Un giro dopo effettua il pit stop anche il leader della gara, Leclerc, così come Pérez. Il monegasco prosegue con coperture a mescola morbida, mentre il pilota della Red Bull sceglie le medie.
Leclerc rientra in gara davanti a Verstappen. Alla staccata della prima curva, al giro successivo, l'olandese passa Leclerc che, però, è capace di riprendersi nuovamente la vetta alla curva 4. La medesima scena si ripete al diciassettesimo giro: Verstappen passa alla prima curva, prima di essere risuperato alla curva 4. L'olandese ci riprova, con successo, al diciottesimo giro. Questa volta, però, il sorpasso porta a un bloccaggio delle ruote, che consente a Leclerc di riprendere il comando già all'uscita della prima curva. Con pneumatici usurati, Verstappen non è più in grado di attaccare il ferrarista.
Nei giri successivi Leclerc riesce a ampliare di nuovo il distacco da Verstappen, portandolo a oltre tre secondi. Alle spalle del duo di testa le posizioni sono congelate. Sainz Jr. è terzo, davanti a Pérez, che a sua volta, precede il duo della Mercedes. Al ventisettesimo giro Hamilton passa dalle gomme dure alle medie. Tre giri dopo è il turno di Verstappen, nell'effettuare la seconda sosta. L'olandese opta per le medie. Leclerc decide di copiare, il giro seguente, la mossa dell'avversario. Si trova a condurre Sainz Jr., davanti a Pérez e Leclerc. Questa volta il margine tra il ferrarista e Verstappen è più ampio, non consentendo al campione del mondo di impensierire Leclerc.
Al trentaduesimo giro Hamilton passa Gasly, per la settima posizione. Il giro seguente si fermano, per la seconda sosta, anche Sainz Jr, che passa alle medie, e Pérez, che opta per le soft. La gara vede così, nuovamente, al comando Leclerc, seguito da Verstappen. Sainz Jr. è ancora terzo, davanti a Pérez. Alle loro spalle c'è ora Hamilton, che ha passato anche Magnussen. Il danese della Haas si ferma, per il suo secondo pit stop, al trentacinquesimo giro. Leclerc fissa il gap su Verstappen ancora oltre i tre secondi, mentre Sainz Jr. è a 17"8, Pérez a 19"9 e Hamilton a 33"9. Al quarantatreesimo giro la Red Bull Racing richiama ai box entrambi i piloti per montare pneumatici soft. La Ferrari risponde, nel giro successivo, ma richiama il solo Sainz Jr..
La classifica rimane invariata. Nello stesso giro Pierre Gasly è costretto all'abbandono, col motore in fiamme. La direzione di gara decide di neutralizzare la gara con la virtual safety car, poi seguita dalla safety car. Leclerc ne approfitta per effettuare la terza sosta. Il monegasco monta gomme morbide. La stessa scelta viene fatta da Hamilton e da Magnussen. Alla ripartenza Leclerc tiene facilmente la vetta del Gran Premio, mentre Verstappen deve difendersi dall'attacco di Sainz Jr., che però non ha successo. La gara di Verstappen, che scontava anche problemi allo sterzo, si ferma al cinquantaquattresimo giro, quando il campione del mondo è costretto all'abbandono da un problema alla pompa della benzina. All'ultimo giro Pérez, l'altro pilota della Red Bull, a causa di un problema tecnico al motore, va in testacoda e ferma la vettura. Ciò consente a Hamilton di entrare sul podio.
Charles Leclerc fa sua la terza vittoria in carriera in Formula 1 sempre partendo dalla pole position, per la prima volta dal Gran Premio d'Italia 2019. È il primo monegasco nella storia del mondiale a condurre la classifica piloti. Leclerc fa segnare anche il suo primo hat trick (pole position, giro veloce e vittoria) e la Ferrari il primo Grand Chelem (includendo tutti i giri della gara condotti in testa) dal Gran Premio di Francia 2008 grazie a Carlos Sainz Jr., l'altro pilota a condurre la gara. Il costruttore, grazie al secondo posto dello spagnolo, conquista la sua ottantacinquesima doppietta, la prima dal Gran Premio di Singapore 2019, che fu anche l'ultima vittoria per la scuderia italiana, all'epoca con Sebastian Vettel. Il team di Maranello torna al successo dopo un digiuno di 45 gare. L'ultima doppietta in Bahrein per la Ferrari risaliva all'edizione del 2010 con Fernando Alonso e Felipe Massa. Zhou Guanyu va a punti nella sua gara d'esordio, il primo pilota di nazionalità cinese a riuscirci, il sessantaseiesimo nella storia del mondiale, come era riuscito a Yuki Tsunoda l'anno precedente. Kevin Magnussen torna a punti dal suo rientro in Formula 1 per la prima volta dal Gran Premio d'Ungheria 2020, quando finì al decimo posto. La scuderia statunitense conquista punti iridati per la prima volta dal Gran Premio dell'Eifel 2020.

### Gran Premio d'Arabia Saudita
Sergio Pérez riesce a mantenersi al comando, seguito da Charles Leclerc; dietro al monegasco Max Verstappen prende la terza posizione, davanti a Carlos Sainz Jr.. Alle loro spalle ci sono Esteban Ocon, George Russell e Fernando Alonso. Al quarto giro Ocon cede a Russell, ma riesce a difendersi dall'attacco dell'altro pilota dell'Alpine, Alonso, chiudendo la traiettoria, sul rettilineo dei box. Lo spagnolo completa il sorpasso solo al sesto giro, ma deve vedersi dal contrattacco del francese, che riprende la posizione nel giro successivo; Ocon, però, va lungo, taglia la seconda curva, ed è così costretto, il giro dopo, a restituire la posizione. La lotta fra i due consente a Valtteri Bottas di avvicinarsi.
Dopo dieci giri Pérez comanda il Gran Premio, con 2"5 di margine su Leclerc, 4"4 su Verstappen e 7"4 su Sainz Jr.. Russell, quinto, è staccato di oltre 17 secondi dal messicano. Ocon continua a cercare di passare Alonso, ma senza successo, tanto che la scuderia invita i piloti a mantenere le posizioni. Ne approfitta Bottas, che scavalca Ocon, al tredicesimo giro. Due giri dopo si ferma, per il cambio gomme, Pérez. Il pilota della Red Bull opta per gomme dure, e rientra in gara alle spalle di Russell. Poco dopo Nicholas Latifi finisce contro le barriere, danneggiando la monoposto. La direzione di gara decide prima per il regime di virtual safety car, e in seguito per l'invio in pista della vettura di sicurezza. Molti dei piloti che non avevano ancora effettuato il cambio-gomme, decidono di entrare ai box. Si verifica anche un pericoloso incrocio di traiettorie tra Verstappen, in uscita dalla sua piazzola, e Sainz Jr.. Al rientro in pista lo spagnolo della Ferrari si trova appaiato a Pérez, che avrebbe dovuto, invece, cedergli la posizione, avendo Sainz Jr. superato la linea d'uscita dalla pit lane prima del messicano.
Pérez, che ora è solo terzo, alle spalle di Leclerc e Verstappen, cede la terza piazza, solo dopo che la gara ha ripreso nella sua valenza agonistica. Alle spalle di Sainz Jr. c'è ancora Russell, mentre, dietro al pilota della Mercedes, si trovano ora Kevin Magnussen, Lewis Hamilton e Nico Hülkenberg, che non sono passati al cambio-gomme. Hamilton, dopo un duello prolungato, ha la meglio sul danese della Haas. Al trentesimo giro Leclerc comanda con 1"6 di vantaggio su Verstappen, 5"2 su Sainz Jr. e 7"6 su Pérez.
Durante il trentacinquesimo passaggio, Magnussen cede la posizione anche ad Alonso che, però, subito dopo, rallenta vistosamente per un guaio tecnico. Poco dopo anche Daniel Ricciardo è vittima di un problema sulla sua vettura: l'australiano non riesce a riportare la sua McLaren nella corsia dei box, e deve lasciarla nella corsia d'entrata della pit lane. Nemmeno Alonso riesce nell'intento di fermare la sua monoposto ai box, e la ferma pochi metri dopo quella di Ricciardo. Nel frattempo si ritira anche Bottas. La direzione di gara decide, ancora, per l'apposizione del regime di virtual safety car e, vista la necessità di spostare le due vetture ferme sulla corsia di entrata ai box, decide per la chiusura della stessa.
Negli ultimi giri s'infiamma la lotta per la vittoria. Al quarantaduesimo giro Verstappen passa Leclerc all'ultima curva. Il monegasco sfrutta il DRS sul rettilineo dei box, e ripassa al comando. La stessa situazione si riproduce al giro seguente: questa volta l'olandese non passa, col Leclerc che aveva anche bloccato le ruote, proprio per far transitare davanti Verstappen, e poi ripassarlo, ancora alla prima curva. Il campione del mondo passa al quarantaseiesimo giro, usando la staccata della prima curva, non consentendo, così, all'avversario la risposta immediata. Quando Leclerc tenta di nuovo di ritornare davanti, le bandiere gialle nel primo settore, dovute a un contatto tra Alexander Albon e Lance Stroll, non gli consentono l'attacco. Il ferrarista si avvicina anche all'ultimo giro ma, all'ultima curva, è troppo lontano per chiudere il sorpasso.
Max Verstappen coglie la sua ventunesima vittoria in carriera, chiudendo davanti al duo della Ferrari. Il pilota olandese eguaglia il numero di successi dell'ex pilota finlandese di Formula 1 Kimi Räikkönen. È la prima vittoria, al secondo Gran Premio, per una vettura motorizzata Red Bull Powertrains, in sigla RBPT, il nome con il quale i precedenti motori Honda sono montati sulle vetture austriache. Era dal Gran Premio del Brasile 2013, all'epoca con Sebastian Vettel sempre su Red Bull, che una vettura con il numero 1 non tagliava il traguardo per prima. La vittoria del campione del mondo è arrivata nel ventottesimo anniversario dal debutto in Formula 1 del padre Jos Verstappen nel Gran Premio del Brasile 1994. Non si verificava un margine di distacco così basso tra il primo e il secondo classificato dal Gran Premio d'Italia 2020 quando a vincere fu Pierre Gasly davanti a Carlos Sainz Jr.. Lewis Hamilton termina la gara al decimo posto per la prima volta dal Gran Premio di Corea 2012 alla guida della McLaren-Mercedes. Solo 13 vetture hanno raggiunto la bandiera a scacchi, il numero più basso dal Gran Premio d'Ungheria 2021.

### Gran Premio d'Australia

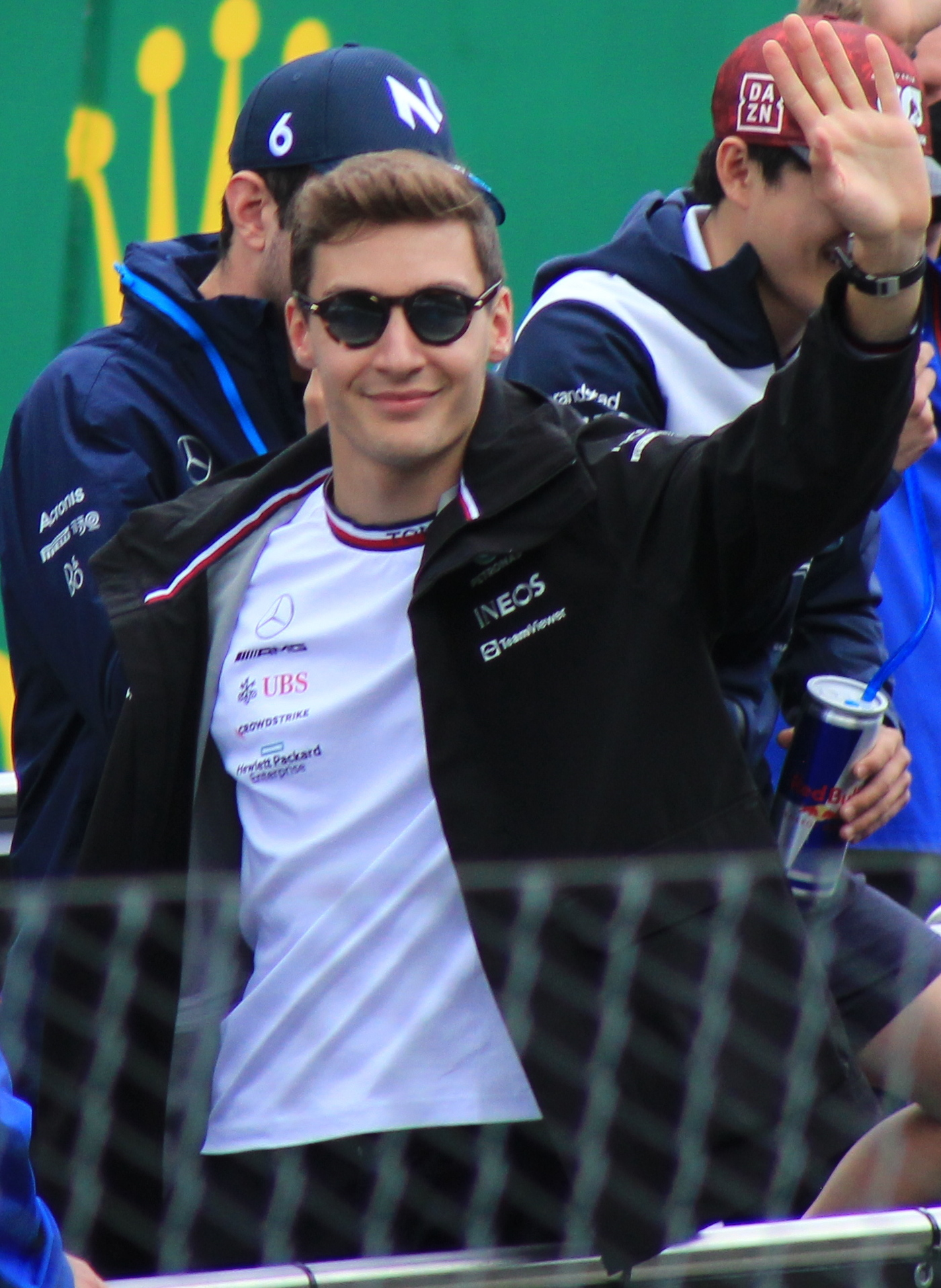
George Russell, terzo all'Albert Park, conquista il primo podio con ; nel prosieguo della stagione, il britannico otterrà a San Paolo anche la prima vittoria in carriera.

Charles Leclerc mantiene il comando del Gran Premio alla partenza, resistendo a Max Verstappen. Alle loro spalle si installa Lewis Hamilton, che sfrutta un'indecisione di Sergio Pérez. Parte male invece Carlos Sainz Jr., che scende a centro gruppo. Poco dopo lo spagnolo va lungo alla curva 9 e finisce nella ghiaia. La direzione di gara decide dapprima per la virtual safety car, poi invia in pista la vettura di sicurezza. In questo periodo Lance Stroll effettua due pit stop di fila, passando prima alle gomme medie, poi tornando subito alle dure, con le quali decide di completare la gara, senza altre soste.
Alla ripartenza il monegasco conserva la prima posizione davanti a Verstappen e Hamilton. Al nono giro Pérez passa il britannico, per il terzo posto. La situazione in gara resta invariata per alcuni giri. Al sedicesimo passaggio Leclerc ha ampliato il vantaggio su Verstappen a otto secondi, mentre Pérez è a cinque secondi dal compagno di scuderia. Verstappen si ferma, per il cambio gomme, al diciottesimo giro. L'olandese opta per le gomme a mescola dura. Rientra in gara settimo, davanti a Pierre Gasly. Il pilota dell'AlphaTauri viene, poco dopo, attaccato con successo da Fernando Alonso. Al diciannovesimo giro si fermano anche Pérez e Lando Norris. Al ventiduesimo giro vanno al cambio gomme sia Leclerc che Hamilton. Il monegasco rientra in gara ancora in testa, ma trova vicino George Russell, che però, a causa della safety car disposta dalla direzione di gara per un incidente di Sebastian Vettel, non può attaccare il ferrarista. Il britannico però sfrutta la situazione per il cambio gomme.
Alla ripresa della gara Leclerc si ritrova alle sue spalle Verstappen. L'olandese sfrutta un piccolo errore del monegasco all'ultima curva, si avvicina, ma non riesce a passare la Ferrari alla prima staccata. Alle spalle dei primi due si piazza Russell, seguito da Alonso, che non ha cambiato le gomme, Pérez e Hamilton. Lo spagnolo dell'Alpine cede la posizione prima a Pérez, poi a Hamilton, tra il ventinovesimo e trentesimo giro. Al trentacinquesimo giro Daniel Ricciardo prende l'ottava posizione a Kevin Magnussen, mentre, nel giro successivo, Pérez sale terzo, passando Russell. Nel giro successivo Verstappen è costretto al ritiro per una perdita di carburante. La direzione di gara decide per il regime della virtual safety car: Alonso e Magnussen effettuano la loro sosta.
Leclerc si trova a condurre, con un margine di 12 secondi su Pérez. Seguono poi le due Mercedes e le due McLaren. Più dietro si crea un trenino di diverse vetture, comandato da Stroll, nono, che però è penalizzato di cinque secondi, per aver cambiato direzione più di una volta nel difendere la propria posizione da un tentativo di sorpasso di Bottas. Leclerc impiega gli ultimi giri per inanellare giri veloci. Gasly passa Stroll, al cinquantesimo giro; il canadese è poi passato da Bottas, poco dopo. Gasly commette un errore, all'ultima curva, al cinquantatreesimo giro, e viene passato, a sua volta, da Bottas. Alexander Albon, settimo, attende l'ultimo giro per effettuare la sosta obbligatoria per cambiare il tipo di mescola degli pneumatici. Questo però non gli impedisce di terminare in zona punti.
Leclerc vince il suo quarto Gran Premio in carriera partendo sempre dalla pole position, vittoria che rappresenta il duecentoquarantesimo successo per la Ferrari nel campionato mondiale, il terzo delle ultime quattro partecipazioni della scuderia nel Gran Premio d'Australia, dopo Sebastian Vettel nelle edizioni del 2017 e 2018, senza contare i Gran Premi del 2020 e 2021 annullati a causa della pandemia di COVID-19. Il monegasco ottiene il suo primo Grand Chelem (pole position, giro veloce e vittoria del Gran Premio conducendo tutti i giri in testa), ed è il secondo pilota della Ferrari negli ultimi 18 anni a conquistare questo traguardo, dopo Fernando Alonso nel Gran Premio di Singapore 2010, oltre a diventare il cinquantasettesimo pilota a condurre un Gran Premio dall'inizio alla fine. È il secondo Grand Chelem per un pilota della Ferrari nel Gran Premio d'Australia dopo Michael Schumacher nell'edizione del 2004. Leclerc conduce la classifica piloti con 34 punti di margine su George Russell, più dei punti in palio per una vittoria di un Gran Premio (25) per la prima volta dal campionato 2012 con Fernando Alonso alla guida della Ferrari. Il britannico della Mercedes conquista il primo podio con la scuderia tedesca, per la prima volta dal Gran Premio del Belgio 2021, ottenuto con la Williams. Per la Mercedes è il settimo podio consecutivo in Australia nell'era turbo-ibrida iniziata nella stagione 2014, senza considerare le due edizioni del 2020 e 2021 della gara annullate per via della pandemia. Alexander Albon conclude a punti dal suo rientro in Formula 1 per la prima volta dal Gran Premio di Abu Dhabi 2020 con la Red Bull Racing, mentre Carlos Sainz Jr. termina una striscia di 17 gare a punti e di 31 Gran Premi al traguardo.

### Gran Premio dell'Emilia-Romagna

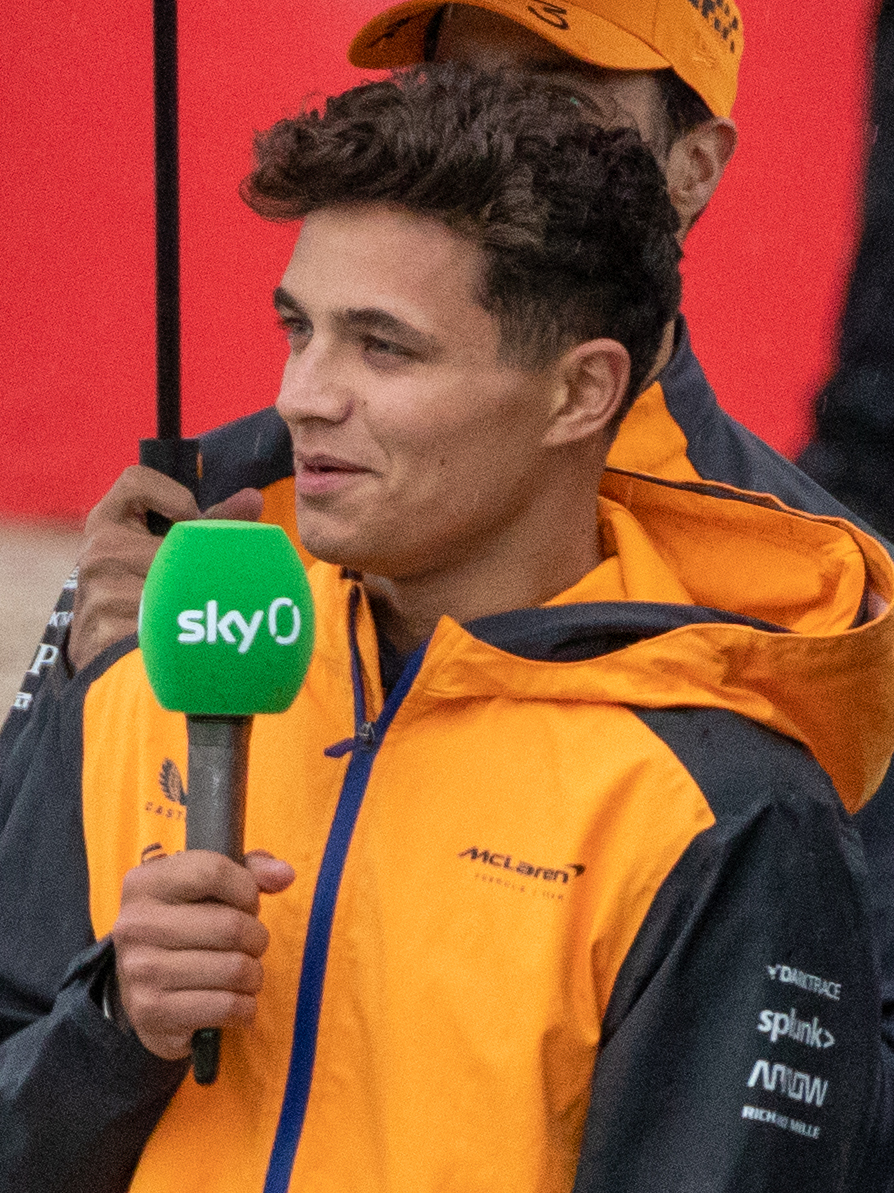
Lando Norris, terzo a Imola, conquista l'unico podio stagionale per la.

La pista si presenta umida alla partenza, coi piloti che montano gomme intermedie. Max Verstappen mantiene il comando della gara al via, favorito anche dalla cattiva partenza di Charles Leclerc, che viene sfilato da Sergio Pérez e Lando Norris. Poco dietro Daniel Ricciardo tocca Carlos Sainz Jr.: i due piloti finiscono nella via di fuga, ma solo il pilota della McLaren può proseguire la gara. La direzione di corsa è costretta a imporre il regime di safety car, per consentire il recupero della Ferrari dello spagnolo.
Alla ripartenza le posizioni di testa rimangono invariate, con Verstappen che porta il suo vantaggio su Pérez a quasi due secondi. Al sesto giro si ritira Fernando Alonso, a causa della rottura di una pancia laterale, danneggiata al via da un contatto con Mick Schumacher. Al settimo passaggio Leclerc passa Norris, mentre Verstappen è capace di allungare sul suo compagno di scuderia. I piloti sono incerti se passare alle gomme da asciutto, visto che le previsioni meteorologiche non escludono l'arrivo della pioggia. Nessuno però rischia il passaggio alle gomme slick. George Russell, al dodicesimo giro, ha la meglio su Kevin Magnussen, alla Variante Alta per il quinto posto, dopo un duello iniziato nel giro precedente. Poche centinaia di metri dopo, alla Rivazza, il danese è passato anche da Valtteri Bottas.
I piloti cercano le chiazze di umido sulla pista per raffreddare le gomme da bagnato intermedio. Al diciassettesimo passaggio Ricciardo è il primo pilota a optare per gomme da asciutto. I tempi dell'australiano spingono presto tutti gli altri a seguire la sua scelta. Pérez si ferma al diciottesimo giro, mentre Verstappen, Leclerc e Norris attendono ancora un giro. Tutti montano gomme medie, col pit stop della Ferrari non perfetto. Leclerc rientra, comunque, in pista davanti a Pérez che, però, grazie alle gomme già in temperatura, passa subito il ferrarista. Nella girandola dei cambi gomme c'è anche un rischio di contatto tra Esteban Ocon e Lewis Hamilton, col francese che viene penalizzato di cinque secondi per essere rientrato in corsia al sopraggiungere della monoposto del britannico.
Leclerc tenta, nei giri seguenti, di passare Pérez, sfavorito però dalla decisione della direzione di gara di non permettere l'attivazione del DRS. Anche un errore del messicano alla Variante Alta, al ventottesimo passaggio, non consente a Leclerc di avvicinarsi a sufficienza, per poter attaccare il pilota della Red Bull Racing. A meta gara Verstappen, dopo una serie di giri veloci, amplia il margine su Pérez a 11", mentre Leclerc è a 1"8 dal messicano. Dal trentaquattresimo giro la direzione di gara consente l'uso del DRS. La classifica rimane invariata, almeno nelle prime posizioni, per diversi giri. La pista è asciutta, ma solo nella traiettoria ideale, e questo non consente ai piloti di uscire dalla stessa, per cercare il sorpasso.
Yuki Tsunoda prende l'ottava piazza a Magnussen al quarantasettesimo giro. Due giri dopo Leclerc passa ai box, per montare gomme slick e cercare di attaccare il giro veloce. La scelta è azzardata, tanto che il ferrarista cede la posizione a Norris. Nel giro seguente si ferma anche Pérez, per coprire la mossa di Leclerc. Ancora un giro, e la stessa scelta è fatta anche da Verstappen, che resta comodamente primo. Poco dopo Leclerc passa Norris e si riprende la terza posizione. Il monegasco riesce a riportarsi a meno di un secondo da Pérez, ma, al cinquantatreesimo giro, commette un errore alla Variante alta e finisce in testacoda. Il monegasco cede diverse posizioni, ed è anche costretto ai box, per montare un nuovo set di gomme e l'ala anteriore, danneggiata dal contatto con le barriere. Rientra in gara nono. Il giro seguente Tsunoda passa anche Sebastian Vettel, ed è sesto. Leclerc, negli ultimi giri, è capace di recuperare alcune posizioni. Passa, nell'ordine, Magnussen, Vettel e Tsunoda, salendo sesto. Sempre negli stessi giri anche Bottas si è avvicinato a Russell, ma non è in grado di prendergli la posizione.
Max Verstappen vince la sua seconda gara stagionale, la ventiduesima in carriera, replicando la vittoria nell'edizione del 2021, e ottenendo in stagione la vittoria ogni qual volta ha visto la bandiera a scacchi, nel Gran Premio d'Arabia Saudita, nella Sprint e nella gara di questo appuntamento, completando la doppietta con Pérez, la diciottesima per la Red Bull. Norris, terzo, completa il podio della gara. Il pilota britannico non aveva mai conquistato due podi consecutivi sullo stesso tracciato. Conquistò lo stesso risultato anche nella precedente edizione della gara. Negli ultimi tre Gran Premi disputati in Italia nel campionato mondiale Norris è sempre salito sul podio. Verstappen ottiene il secondo Grand Chelem (pole position, giro veloce e vittoria del Gran Premio conducendo tutti i giri in testa) in carriera in Formula 1, dopo il Gran Premio d'Austria 2021, e il quarto hat trick (pole position, giro veloce e vittoria). L'olandese è il pilota più giovane di sempre a ottenere due Grand Chelem nella storia della categoria. È il primo Grand Chelem in Formula 1 dove un pilota conquista la prima piazzola sulla griglia di partenza per due volte nello stesso Gran Premio, grazie alla Sprint. Per il team austriaco, che non aveva mai ottenuto punti con entrambe le vetture sul circuito di Imola, è la seconda doppietta nell'era turbo ibrida iniziata nella stagione 2014 dopo il Gran Premio della Malesia 2016, dove a trionfare fu Daniel Ricciardo, seguito proprio da Verstappen. Per la prima volta nella storia della Formula 1 si è verificato un Grand Chelem rappresentato da un pilota e un costruttore diverso per il secondo Gran Premio consecutivo dopo quello ottenuto da Charles Leclerc su Ferrari nel precedente Gran Premio d'Australia. La quinta posizione di Valtteri Bottas rappresenta il miglior risultato per l'Alfa Romeo dal Gran Premio del Brasile 2019 con Kimi Räikkönen al quarto posto. Con Yuki Tsunoda settimo e Pierre Gasly dodicesimo l'AlphaTauri replica il risultato ottenuto nella gara del 2021, con le posizioni dei piloti invertite. L'Aston Martin ottiene i primi punti iridati in stagione. Lewis Hamilton termina al tredicesimo posto, il risultato più basso dal quindicesimo posto ottenuto nel Gran Premio d'Azerbaigian 2021. Il pilota britannico conclude con un giro di ritardo dal vincitore Verstappen per la prima volta dal Gran Premio del Messico 2017. Dopo le prime quattro gare, tutte le dieci squadre hanno conquistato punti validi per la classifica costruttori, occorrenza verificatasi per la prima volta dal campionato 2018.

### Gran Premio di Miami
Max Verstappen s'inserisce tra le due Ferrari, con Charles Leclerc capace di mantenere il comando del Gran Premio alla prima curva. Dietro a Sainz Jr. ci sono Sergio Pérez, Valtteri Bottas, Pierre Gasly, Fernando Alonso e Lewis Hamilton. Il britannico passa Alonso, al secondo giro, sfruttando un errore del pilota spagnolo, dopo che i due si erano anche toccati, nel corso del primo giro. Al sesto giro Hamilton prende la posizione anche a Gasly. Leclerc sembra poter ampliare il margine su Verstappen, ma il monegasco, penalizzato dalle gomme, deve cedere la prima posizione all'olandese, all'ottavo giro. A sua volta, il pilota della Red Bull Racing allarga il vantaggio sul ferrarista, autore anche di un errore, al dodicesimo giro. Il margine tra i due, al quindicesimo giro, supera i tre secondi. Nello stesso giro Alonso si ferma ai box, per il cambio gomme. La sosta è lunga, e penalizza la permanenza nelle prime posizioni del pilota dell'Alpine.
Attorno al diciannovesimo giro Pérez informa il muretto di una perdita di potenza, che viene risolta, ma lo allontana dal terzo posto di Sainz Jr.. Al ventiduesimo passaggio c'è la sosta di Hamilton, che passa alle hard, e due giri dopo quella di Leclerc, facendo la stessa scelta del britannico. Verstappen si ferma al ventiseiesimo giro, mentre Sainz Jr. e Pérez effettuano il pit stop al ventisettesimo passaggio. Lo spagnolo, pur penalizzato da un cambio gomme lento, resta davanti al messicano. Nel frattempo si ferma anche Bottas, che si ritrova alle spalle di George Russell, che non si è ancora fermato.
Al trentatreesimo giro Verstappen comanda con oltre sette secondi di vantaggio su Leclerc, oltre 20 su Sainz Jr. che precede, a sua volta, di cinque secondi, Pérez. Al trentanovesimo giro Alonso colpisce, in una manovra di sorpasso, Gasly. Il giro seguente Lando Norris va in testacoda, dopo un contatto con lo stesso Gasly. La sua McLaren colpisce le barriere, perdendo diversi pezzi. La direzione impone il regime di virtual safety car, poi invia in pista la vettura di sicurezza. Molti piloti approfittano per cambiare gli pneumatici. Tra quelli del gruppo di testa si fermano Pérez, che passa alle medie, e Russell, che effettua la sua prima sosta. Il britannico rientra in pista alle spalle di Bottas e Hamilton.
La gara riprende, nella sua valenza agonistica, al quarantasettesimo giro. Leclerc attacca, senza successo, Verstappen. Più dietro c'è una lotta intensa fra le due Mercedes: Bottas ne viene distratto, fa un piccolo errore, e viene passato da entrambi. Mentre Leclerc affianca ancora Verstappen, senza poterne prendere la posizione, Russell ha la meglio sul compagno di scuderia Hamilton. Anche Pérez mette pressione a Sainz Jr., ma senza riuscire a salire sul podio. Un piccolo errore di Leclerc, al cinquantaduesimo giro, fa perdere al ferrarista la scia di Verstappen, che può controllare più agevolmente gli ultimi giri. Al cinquantatreesimo giro Mick Schumacher sbaglia il punto di frenata alla prima curva, e colpisce la vettura di Sebastian Vettel. Il primo è costretto al box, mentre l'ex campione del mondo si ritira.
Max Verstappen vince il suo terzo Gran Premio stagionale, la seconda gara consecutiva del campionato e la ventitreesima vittoria in carriera, davanti a Leclerc e Sainz Jr.. La vittoria del pilota olandese a Miami, in Florida, si aggiunge a quelle di Palm Beach e Homestead durante la sua prima stagione alla guida di una monoposto nell'ex Florida Winter Series, nel 2014. Per Verstappen è la seconda vittoria consecutiva negli Stati Uniti d'America dopo il successo nel Gran Premio omonimo del 2021 corso a Austin, e raggiunge i primi dieci piloti di sempre a podio nella storia della categoria, davanti a David Coulthard. Il campione del mondo aveva trionfato solo una volta correndo su un nuovo circuito, durante il Gran Premio d'Olanda 2021 a Zandvoort. Il pilota della Red Bull trionfa partendo dalla terza posizione. Era dal Gran Premio degli Stati Uniti d'America 2005 corso a Indianapolis con la vittoria di Michael Schumacher partendo dalla quinta posizione che un pilota non trionfava negli Stati Uniti d'America scattando dalla seconda fila in giù. Leclerc ottiene il suo primo podio negli Stati Uniti d'America, il diciassettesimo in carriera, e segna la sua sedicesima gara consecutiva al traguardo. La Ferrari presenta due vetture sul podio per la terza volta in cinque gare in stagione, occorrenza non verificatasi negli ultimi due campionati. Per la prima volta in carriera, Lewis Hamilton, sesto, termina fuori dalle prime quattro posizioni in un Gran Premio corso negli Stati Uniti d'America. Alexander Albon ottiene punti per la Williams nel giorno del quarantacinquesimo anniversario della scuderia britannica, debuttante nel Gran Premio di Spagna 1977. Lando Norris termina una striscia di 15 gare al traguardo.

### Gran Premio di Spagna
Al via tutti i piloti montano gomme soft, tranne Lewis Hamilton, che opta per le medie. In partenza Charles Leclerc difende la prima posizione, seguito da Max Verstappen. Parte male, invece, Carlos Sainz Jr., che viene passato da George Russell e Sergio Pérez. Alla quarta curva c'è un contatto tra Kevin Magnussen e Lewis Hamilton; entrambi i piloti sono costretti ai box, pur potendo proseguire il Gran Premio, dopo la sosta. Al quarto giro Valtteri Bottas prende la sesta posizione a Mick Schumacher, che poi, dopo un paio di giri, è passato anche da Esteban Ocon che, al quinto giro, aveva superato Daniel Ricciardo, per l'ottava piazza.
Al settimo passaggio Sainz Jr. va in testacoda, alla quarta curva: lo spagnolo va nella ghiaia, può riprendere la gara, ma scendendo in undicesima posizione. Un giro dopo, nello stesso punto, commette lo stesso errore anche Verstappen. Anche il pilota olandese è capace di riprendere la pista, cedendo a Russell e Pérez. Al decimo giro il messicano ricede la terza posizione, al compagno di scuderia. Al tredicesimo giro vanno al pit stop sia Russell che Verstappen. Entrambi passano alle gomme medie. Il pilota della Red Bull Racing sconta il malfunzionamento del DRS, che non permette a Verstappen di avvicinarsi molto al pilota della Mercedes. Nei giri seguenti si fermano anche Esteban Ocon e Bottas.
Al quindicesimo giro Leclerc gode di un vantaggio di 15"3 su Pérez. Il messicano attende ancora due giri per la sua sosta. Torna secondo Russell, che si trova a quasi 30 secondi dal monegasco. Leclerc passa alle coperture medie, al ventunesimo giro, mantenendo la prima posizione. Alle sue spalle, dopo Russell, c'è il duo della Red Bull, mentre più lontano è Bottas. Verstappen attacca Russell, alla prima staccata, ma il britannico riesce a mantenere la seconda posizione. Vista la difficoltà per l'olandese, senza DRS, di passare Russell, Pérez, che si sta avvicinando, chiede di poter superare il suo compagno di team. La gara vede un colpo di scena al ventisettesimo giro quando un problema al motore della Ferrari di Leclerc costringe il leader della gara all'abbandono. Russell si trova così a comandare la gara, mentre Verstappen anticipa la seconda sosta, nella speranza di passare Russell. L'olandese torna in gara alle spalle di Bottas, che però passa presto.
Al trentesimo passaggio Russell, alla prima staccata, è costretto a cedere la testa della gara a Pérez. Va ai box, per il secondo pit stop, anche Sainz Jr., che scala settimo. Lo spagnolo, grazie alla sosta di Norris e un sorpasso su Ocon, torna quinto. Al trentaseiesimo giro si ferma Russell, il giro dopo Pérez. Il primo opta per rimontare le gomme morbide, mentre Pérez rimane sulle medie. Verstappen si ritrova al comando, con 17 secondi di vantaggio su Sergio Pérez, e oltre 21 su Russell. Bottas è quarto, poco davanti a Sainz Jr. e Hamilton. Il sette volte campione del mondo, grazie a un ritmo insostenibile per gli altri, è passato dal diciannovesimo al sesto posto, tra il ventitreesimo e il trentaseiesimo giro.
Al quarantaquattresimo giro Verstappen si ferma per la terza sosta. L'olandese torna alle medie. Pérez risale in vetta, ma cede la prima posizione a Verstappen, quattro giri dopo. Nel frattempo ha effettuato la terza sosta anche Sainz Jr.. Il ferrarista scala settimo, ma passa Ocon, quasi subito, per il sesto posto. Sainz Jr. recupera ancora una posizione, dopo la terza sosta di Hamilton. Hamilton passa Ocon, mentre va ai box anche Russell. Al cinquantaduesimo giro si ferma anche Esteban Ocon. Verstappen comanda davanti a Pérez, Bottas, Russell, Sainz Jr. e Hamilton. Bottas, su gomme medie, non effettua la terza sosta, ed è costretto a cedere la posizione a Russell. Al cinquantatreesimo giro si ferma, per la terza sosta, anche Pérez, che monta gomme morbide, per strappare il giro veloce a Hamilton. Al cinquantasettesimo giro Bottas scala due posizioni, passato da Sainz Jr. e Hamilton. Due giri dopo il pilota della Mercedes ha la meglio sul ferrarista. Negli ultimi giri l'eccessivo consumo di benzina costringe le Mercedes ad abbassare il ritmo e alzare i tempi sul giro. Ciò porta Sainz Jr. a riprendersi la posizione di Hamilton.
Verstappen coglie la sua ventiquattresima vittoria in carriera, davanti a Pérez e Russell. La vittoria del campione del mondo sul circuito di Catalogna arriva sei anni dopo dal suo debutto con la Red Bull Racing in Formula 1, nell'edizione 2016 del Gran Premio, dove conquistò la prima vittoria in carriera che rappresentò quella del miglior giovane pilota della categoria a vincere una corsa. Il pilota olandese supera il numero di vittorie ottenute dal brasiliano tre volte campione del mondo Nelson Piquet e dal campione del mondo 2016, il tedesco Nico Rosberg. Verstappen conduce la classifica piloti per la prima volta in stagione, dopo un ritardo di 46 punti da Leclerc al termine del Gran Premio d'Australia, solamente tre gare prima. La Red Bull Racing, che conduce la classifica costruttori per la prima volta dal Gran Premio di Gran Bretagna 2021, conquista la doppietta per la seconda volta nelle ultime tre gare stagionali. Per Pérez si è trattato del primo podio su questo tracciato, dopo 11 Gran Premi in Formula 1 e quattro in GP2, e per la terza volta in stagione conclude in seconda posizione, dato che eguaglia il numero di secondi posti conquistati nel resto della sua carriera. Per Russell si è trattato del terzo posto in carriera dopo il Gran Premio del Belgio 2021 con la Williams e il Gran Premio d'Australia in questo campionato. Sainz Jr., quarto, termina per la prima volta nelle prime cinque posizioni nel Gran Premio di casa, mentre Hamilton, quinto, termina una striscia di cinque vittorie consecutive nel Gran Premio di Spagna. La sesta posizione di Bottas rappresenta per l'Alfa Romeo il miglior risultato su questo circuito in dieci anni. Norris, ottavo, termina nella stessa posizione dell'edizione del 2021. Alonso, nono, finisce a punti per la seconda volta nelle ultime sei gare nel Gran Premio casalingo, dopo l'ottavo posto nel Gran Premio di Spagna 2018. Leclerc termina la sua più lunga striscia di 16 Gran Premi consecutivi al traguardo iniziata nel Gran Premio d'Ungheria 2021 ed è il primo ritirato nel Gran Premio di Spagna in due delle ultime tre edizioni.

### Gran Premio di Monaco
La pioggia colpisce il circuito pochi minuti prima della partenza. I piloti optano, inizialmente, per montare gomme da bagnato intermedio, ma la consistenza delle precipitazioni li costringe a passare alle full wet. La pioggia porta a un primo rinvio della partenza alle 15:09, poi alle 15:16. La direzione di gara prevede, inoltre, un giro di ricognizione dietro alla safety car. Al termine di due giri di formazione viene esposta la bandiera rossa, che rinvia la partenza.
Il Gran Premio inizia con circa un'ora di ritardo, rispetto a quanto previsto, a causa di un problema all'impianto semaforico sulla linea d'arrivo. Tenuto conto del doppio giro di formazione, la gara viene anche accorciata di un giro. La pioggia è, nel frattempo, cessata ma la pista risulta ancora molto umida, tanto che le vetture montano gomme da bagnato estremo. Il via, senza giro di formazione, viene dato dietro alla safety car, che resta in pista per due giri. Pur in regime di vettura di sicurezza Nicholas Latifi va lungo al tornante, mentre Lance Stroll colpisce le barriere al Massenet. Entrambi sono costretti ai box.
Charles Leclerc comanda la gara, davanti a Carlos Sainz Jr., Sergio Pérez, Max Verstappen e Lando Norris. La pista migliora di giro in giro, consentendo ai piloti di abbassare il limite sul giro, e a consigliargli di mettere gomme da bagnato intermedio. Così fa Pierre Gasly al quarto giro, che risulta il più veloce in gara, ma impiega diversi giri per superare Zhou Guanyu, nelle posizioni di rincalzo. Al quindicesimo giro va su gomme intermedie Lewis Hamilton, il giro dopo tocca a Pérez, mentre Sainz Jr. rifiuta il cambio gomme, volendo attendere il momento in cui passare, direttamente, alla gomme slick. Leclerc si ferma al diciottesimo giro, passando però alle intermedie, così come Verstappen. Sainz Jr. si trova in testa, davanti a Pérez, Leclerc e Verstappen.
Già al ventunesimo giro le due Ferrari passano, assieme ai box, per montare gomme da asciutto, a mescola dura. Ciò permette a Pérez di passare in testa, visto che Sainz Jr. si trova una vettura più lenta, che gli impedisce di mantenere la prima posizione, quando, nel giro successivo, anche Pérez passa alle gomme da asciutto. Subito dopo il messicano si ferma anche Verstappen. Ora al comando c'è Pérez, davanti a Sainz Jr., Verstappen e Leclerc. I primi quattro sono però molto vicini, con Leclerc staccato di poco più di quattro secondi dal nuovo leader della gara.
Al ventiseiesimo giro Mick Schumacher perde il controllo della sua vettura alle Piscine, sbattendo contro le barriere. La monoposto perde la parte posteriore, ma il pilota esce incolume dall'incidente. La direzione di gara impone ancora la safety car, prima di sospendere la gara con bandiera rossa, vista la necessità di riparare le barriere. La corsa riprende alle 17:15 sotto il regime di safety car, ma essendo ancora molti i giri da completare, quarantaquattro, è impossibile per i piloti chiudere sui 77 giri previsti. Le Ferrari decidono di completare la gara con gomme dure, quelle montate nell'ultimo pit stop, mentre le Red Bull sono passate alle gomme medie.
Pérez mantiene il comando del Gran Premio alla ripartenza, anche se è costretto a un bloccaggio delle ruote al Mirabeau alto. Sainz Jr. cerca di avvicinarsi al messicano, ma senza avere possibilità di sorpasso. Alle sue spalle si avvicina Verstappen, pressato, a sua volta, da Leclerc. Alle loro spalle ci sono, staccati, Russell, Norris e Alonso che, molto lento, forma un piccolo plotone di vetture alle sue spalle. Al cinquantunesimo giro Lando Norris va ai box, per montare gomme medie. Nello stesso giro Zhou cerca di passare Tsunoda, all'uscita del tunnel, ma rischia di perdere il controllo della sua Alfa Romeo. Nei giri finali Pérez subisce il graining nelle gomme, che dà qualche speranza di sorpasso a Sainz Jr.. Lo spagnolo si avvicina in diverse occasioni al messicano, ma senza poterlo impensierire. Anche i doppiaggi non regalano allo spagnolo nessuna opportunità di passare.
Pérez vince il suo terzo Gran Premio in carriera, davanti a Sainz Jr. e Verstappen. Il pilota della Red Bull Racing diviene il messicano con il maggior numero di vittorie in Formula 1, superando Pedro Rodríguez. Pérez è il primo messicano a trionfare nel Gran Premio di Monaco, il primo nordamericano a vincerlo dalla vittoria di Gilles Villeneuve nell'edizione del 1981. La Red Bull Racing, che presenta due vetture a podio per la prima volta a Monaco nell'era turbo-ibrida iniziata nella stagione 2014, trionfa nel Principato per la terza volta nelle ultime quattro apparizioni montando un propulsore differente dopo TAG Heuer e Honda.
Sainz Jr. termina in seconda posizione per il secondo Gran Premio di Monaco consecutivo, dopo soli quattro secondi posti ottenuti in carriera. Per il pilota spagnolo della Ferrari è il decimo podio in carriera senza aver ottenuto una vittoria. La scuderia di Maranello presenta una vettura in seconda posizione per la quarta gara consecutiva in questo Gran Premio. Verstappen termina la prima gara stagionale senza ottenere la vittoria. Leclerc, quarto, conclude per la prima volta il Gran Premio di casa in qualsiasi categoria abbia corso. La Mercedes termina con entrambe le vetture fuori dalle prime quattro posizioni per il secondo Gran Premio di Monaco consecutivo.
Norris, sesto, ottiene punti per la quinta volta nelle ultime sei gare, mentre Alonso, settimo, ottiene punti a Monaco per la prima volta dell'edizione 2016. Hamilton conclude settimo e ottavo nelle ultime due edizioni della gara, finendo nella stessa posizione in cui è partito nelle ultime quattro gare consecutive. Il nono posto di Bottas, il quale ottiene punti per la quinta gara consecutiva, includendo la Sprint del Gran Premio dell'Emilia-Romagna, rappresenta per l'Alfa Romeo il miglior risultato su questo tracciato dall'edizione del 2015 con la denominazione della scuderia in Sauber grazie al quinto posto di Felipe Nasr. Vettel, al decimo posto, per la prima volta conclude in una posizione più bassa del quinto posto ogni qual volta ha terminato il Gran Premio di Monaco. Gasly non ottiene punti nel Principato per la prima volta in quattro partenze, mentre Ricciardo, vincitore dell'edizione 2018, non ottiene punti per il secondo anno consecutivo. Per la prima volta entrambe le Haas sono ritirate nel Gran Premio monegasco. È stato il primo Gran Premio della stagione a terminare anticipatamente rispetto alla distanza di gara prevista, per la prima volta dal Gran Premio del Belgio 2021.

### Gran Premio d'Azerbaigian
Alla partenza la maggior parte dei piloti opta per gomme medie, tranne Ricciardo, Ocon, Bottas, Stroll e Schumacher, che partono con gomme dure. Sergio Pérez brucia al via Charles Leclerc, ponendosi al comando della gara. Dietro al monegasco c'è Max Verstappen, seguito da Carlos Sainz Jr., George Russell, Pierre Gasly e Lewis Hamilton.
Nei primi giri Pérez riesce a scavare un piccolo margine su Leclerc, che deve difendersi da Verstappen, che si avvicina alla Ferrari, senza però essere in grado di portare un attacco. Al nono giro Sainz Jr. va nella via di fuga della curva 4. Lo spagnolo, complice un problema idraulico, è costretto ad abbandonare il Gran Premio. La direzione di gara decide per l'imposizione del regime di virtual safety car. Leclerc ne approfitta per il cambio gomme: questa strategia non è seguita dai due piloti della Red Bull. Si fermano, tra i piloti di vertice, anche Russell, Gasly, Vettel e Hamilton. Tutti montano gomme dure.
Alla ripartenza della gara il monegasco è terzo, a quasi 15 secondi da Verstappen, pur penalizzato da un cambio gomme lento. Dietro al monegasco ci sono Russell, Alonso, Norris e Ricciardo. Al tredicesimo giro Sebastian Vettel attacca Esteban Ocon, alla terza curva. Il tedesco va lungo, ma riesce, con un abile testacoda, a riprendere subito la pista. La vetta della classifica cambia al quattordicesimo giro, quando Verstappen passa Pérez, alla prima staccata. Poco dopo il messicano va al cambio gomme; anche in questo caso il pit stop non è perfetto. Questo permette a Leclerc di scalare in seconda posizione. Al diciottesimo giro si ferma anche l'olandese della Red Bull. Verstappen rientra secondo, davanti sempre a Pérez, mentre Leclerc torna al comando.
Al diciannovesimo giro si ferma definitivamente anche Leclerc, per un guasto al motore. Questo consente al duo della Red Bull di installarsi nelle prime due posizioni. Due giri dopo Gasly passa Ricciardo, per il quarto posto. Al ventiseiesimo giro l'australiano deve cedere anche a Hamilton. Il britannico, da suo canto, soffre di un forte saltellamento della monoposto, che provoca dolore alla schiena. Kevin Magnussen ferma la sua vettura a bordo pista, al trentaduesimo giro. La sua è la quarta vettura motorizzata Ferrari a dover abbandonare il Gran Premio. La direzione di gara ripropone la virtual safety car. Si fermano le due Red Bull, così come Russell: tutti montano ancora gomme dure. La stessa scelta è fatta da Hamilton, mentre altri piloti, tra cui Ricciardo, decidono di utilizzare, per la parte finale di gara, gomme a mescola media.
La classifica vede al comando Verstappen, poi Pérez, Russell, Gasly, Tsunoda e Hamilton. Subito dopo il pit stop Hamilton riesce a prendere la posizione al giapponese dell'AlphaTauri. Tsunoda sconta dei problemi all'ala posteriore mobile, tanto da dover fermarsi ai box, per una riparazione che blocca il meccanismo. Pérez coglie il giro veloce della gara, ma è troppo distante dal compagno di team, per pensare di puntare alla vittoria. Al quarantatreesimo giro Hamilton sale quarto, dopo un sorpasso su Pierre Gasly. Il Gran Premio non vede altri mutamenti nella posizioni di testa: la Red Bull Racing conquista prima e seconda posizione, con Verstappen e Pérez.
Verstappen vince il venticinquesimo Gran Premio in carriera, eguagliando le vittorie di Jim Clark e Niki Lauda, e piazzandosi al nono posto nella classifica di tutti i tempi per numero di gare vinte nella storia del mondiale. Il campione del mondo diviene il sesto vincitore diverso sul circuito di Baku, una delle due piste presenti nel calendario della stagione, insieme al circuito di Monza, dove l'olandese non aveva mai conquistato nessun podio in carriera. È stato il sessantaseiesimo podio di Verstappen per la Red Bull Racing, battendo il record in precedenza stabilito da Vettel con la squadra. Il leader del campionato segna il centesimo Gran Premio a punti come pilota della scuderia austriaca, senza includere le Sprint. Per la squadra è l'ottantunesima vittoria nella categoria, eguagliando il numero di vittorie della scuderia britannica Lotus, e piazzandosi al quinto posto nella classifica di tutti i tempi per numero di gare vinte nella storia della categoria.
Per la Red Bull Racing è la quinta vittoria consecutiva della stagione solamente per la terza volta nella propria storia, dopo le nove vittorie consecutive ottenute da Vettel nel mondiale 2013 e le quinte consecutive di Verstappene e Pérez nel 2021. Con la seconda posizione di Pérez, la Red Bull Racing ottiene la ventesima doppietta nella propria storia, e la terza doppietta nelle ultime cinque gare del campionato, solamente dopo averne ottenuta una nelle ultime otto stagioni, durante il Gran Premio della Malesia 2016 con Ricciardo e proprio Verstappen. Pérez, al quarto podio sul circuito di Baku, è adesso il pilota di maggior successo su questa pista. Il pilota messicano ha infatti concluso ogni Gran Premio corso a Baku sul podio, dopo la vittoria nel 2021, il terzo posto nel 2016 e 2018, e la seconda posizione in questa edizione.
Russell, al terzo posto, allunga il record dell'unico pilota di questo campionato a conquistare punti, a terminare nelle prime cinque posizioni in ogni gara e a completare ogni giro. Grazie alla quinta posizione di Gasly, l'AlphaTauri termina nelle prime cinque posizioni per il secondo Gran Premio d'Azerbaigian consecutivo dopo la terza posizione dello stesso francese nell'edizione del 2021, mentre Vettel, sesto, termina nelle prime sei posizioni in tutti i Gran Premi disputati sul circuito di Baku, così come la squadra di mantenere il record di avere una vettura classificatasi nei primi sei posti in tutti i Gran Premi corsi a Baku, con il nome prima di Force India, poi di Racing Point e adesso di Aston Martin. Alonso termina settimo per il secondo Gran Premio consecutivo dopo il precedente Gran Premio di Monaco nel giorno in cui stabilisce un nuovo record di longevità in Formula 1 con 7 771 giorni dal suo debutto nel Gran Premio d'Australia 2001.
Norris, nono, sigla il cinquantesimo Gran Premio in carriera a punti, senza includere le Sprint, mentre Ocon, decimo, termina un'edizione del Gran Premio d'Azerbaigian per la prima volta dal 2017. Per la Ferrari è il primo doppio ritiro dal Gran Premio d'Italia 2020 nonché il primo doppio ritiro per problemi meccanici dal Gran Premio d'Australia 2009. Charles Leclerc è costretto al ritiro mentre conduce la gara in due delle ultime tre corse stagionali. Accade per la quinta volta nella storia del mondiale che il pilota monegasco è autore della pole position, mentre la vittoria del Gran Premio è appannaggio di Verstappen. La scuderia di Maranello ha 80 punti di ritardo dalla Red Bull Racing nel mondiale costruttori, dopo aver condotto la classifica fino a prima del Gran Premio di Spagna.

### Gran Premio del Canada
Allo spegnimento dei semafori, Max Verstappen mantiene la sua posizione di testa, precedendo Fernando Alonso, Carlos Sainz Jr., Lewis Hamilton, Kevin Magnussen, che affianca, senza successo, l'ex campione del mondo, danneggiando l'ala anteriore, ed Esteban Ocon. Al terzo giro Sainz Jr. supera Alonso, mentre George Russell prende la sesta posizione a Ocon. Due giri dopo il britannico supera anche Magnussen, che si ferma in seguito per sostituire l'ala danneggiata. La gara di Sergio Pérez s'interrompe nel corso dell'ottavo giro, per un problema al cambio. La necessità di spostare la monoposto del messicano induce la direzione di gara a stabilire il regime di virtual safety car. Verstappen, Hamilton e Tsunoda ne approfittano, per passare alle gomme a mescola dura.
In testa sale Sainz Jr., seguito da Alonso, Verstappen, Russell, Ocon e Hamilton. Il francese dell'Alpine è poi passato da Hamilton, all'undicesimo passaggio. Alonso resiste, in seconda posizione, fino al quindicesimo giro, quando deve cedere la piazza d'onore a Verstappen. Nel corso del diciannovesimo giro Russell va ai box, mentre Mick Schumacher è costretto al ritiro. Anche in questo frangente la direzione di corsa impone il regime di vettura di sicurezza virtuale. Sainz Jr. perde l'occasione di entrare ai box: al suo rientro in pista è terzo, davanti a Hamilton. Poco dopo il pilota della Ferrari passa il suo connazionale Alonso, e s'installa secondo, sempre alla spalle di Verstappen. Attorno al ventitreesimo giro il margine dell'olandese della Red Bull Racing è di nove secondi sul ferrarista, e di dodici su Hamilton che, ha passato, anche lui, Alonso. Quest'ultimo attende il ventottesimo giro per il cambio gomme, dopo che, per molte tornate, il suo ritmo di gara era risultato penalizzato. Rientra in gara settimo, alle spalle di Charles Leclerc, partito in ultima fila.
Nei giri successivi Sainz Jr. mantiene un ritmo migliore di quello del battistrada, tanto che, al quarantesimo giro, il distacco fra i due è di 6"4. Nello stesso giro si ferma, per la sua sosta, Leclerc, che torna in gara dodicesimo. Tre giri dopo si ferma anche Verstappen. L'olandese rientra in gara terzo, alle spalle anche di Hamilton, che però passa già nel primo giro dopo la sosta. Nello stesso passaggio compie la sua seconda sosta anche Russell. Sainz Jr. comanda con nove secondi di vantaggio su Verstappen. Seguono le due Mercedes, le due Alpine e Valtteri Bottas. Al quarantanovesimo giro Yuki Tsunoda, dopo la seconda sosta, va lungo, alla seconda curva, colpendo le barriere. La direzione gara impone nuovamente il regime di virtual safety car, per poi mandare in pista la vettura di sicurezza. Ne approfitta la Ferrari, per la seconda sosta di Sainz Jr.. Si fermano anche le due Alpine e Bottas. Ora, al comando, ritorna Verstappen, seguito da Sainz Jr., Hamilton, Russell, Ocon, Alonso e Leclerc. Alla ripartenza il campione del mondo si difende da Sainz Jr.. Lo spagnolo resta a contatto con il pilota della Red Bull Racing, cercando il sorpasso in un paio di occasioni, e mantenendo la pressione su Verstappen, fino a fine gara. L'olandese resiste, ma non è capace di strappare il giro veloce allo spagnolo. Leclerc supera Alonso, al tornantino, al cinquantottesimo giro, successivamente Ocon, due giri dopo. Alonso, nell'ultimo giro, si difende dall'attacco di Bottas.
Max Verstappen vince il ventiseiesimo Gran Premio in carriera, la sesta gara in stagione, nel suo centocinquantesimo Gran Premio nella categoria. Per l'olandese è la prima vittoria sul circuito di Montréal, mentre per la Red Bull Racing è la sesta vittoria consecutiva stagionale, primato ottenuto solo una volta nella propria storia, durante la stagione 2013 quando Vettel ottenne nove vittorie consecutive, e la prima vittoria nel Gran Premio del Canada dall'edizione del 2014 con Ricciardo. Il campione del mondo è al nono posto per numero di vittorie nella storia del mondiale all'eta di 24 anni, superando il numero di successi di Jim Clark e Niki Lauda, mentre il team austriaco, con l'ottantaduesimo successo nella categoria, supera il numero di vittorie del team britannico Lotus, al quinto posto di sempre. Sainz Jr., secondo, ottiene 11 podi in Formula 1 senza una vittoria, solo due in meno del record di Nick Heidfeld, che a sua volta è arrivato secondo nelle edizioni del 2007 e 2008. Per lo spagnolo è il quinto secondo posto in carriera. Per Hamilton, terzo, è il secondo podio del campionato dopo il terzo posto ottenuto nel Gran Premio del Bahrein, gara d'apertura del mondiale, battendo il compagno di scuderia Russell per la prima volta dal primo appuntamento dell'anno. Verstappen e Hamilton condividono il podio per la prima volta dal Gran Premio di Abu Dhabi 2021, ultima gara della precedente stagione in cui Verstappen conquistò il primo titolo iridato, proprio ai danni di Hamilton. Russell, quarto, allunga il record dell'unico pilota di questo campionato a conquistare punti, a terminare nelle prime cinque posizioni in ogni gara e a completare ogni giro. Leclerc, partito diciannovesimo, ottiene il quinto posto, ma perde altri 15 punti da Verstappen nella classifica piloti. L'Alpine eguaglia il miglior risultato stagionale grazie al sesto posto di Ocon, ottenuto in precedenza nel Gran Premio d'Arabia Saudita. Per il francese è il settimo arrivo stagionale nei primi dieci. Bottas, settimo, conquista punti in stagione per la settima volta su nove gare disputate, dopo aver ottenuto punti anche nella Sprint durante il Gran Premio dell'Emilia-Romagna, mentre per Zhou l'ottavo posto rappresenta il miglior risultato in carriera e i primi punti dalla gara inaugurale in Bahrein. L'Alfa Romeo ottiene punti con entrambe le vetture per la seconda volta in stagione. Stroll, decimo, ottiene punti per la terza volta nel Gran Premio di casa dopo essere stato eliminato nella prima fase delle qualifiche, mentre Vettel, dodicesimo, non ottiene punti sul circuito di Montréal per la prima volta in carriera, nel suo dodicesimo Gran Premio del Canada. Con il ritiro di Pérez, il quale termina una striscia di sette gare a punti, la Red Bull Racing, in questa stagione, ha più ritiri dovuti a problemi meccanici rispetto alla Ferrari, quattro contro i tre della scuderia di Maranello.

### Gran Premio di Gran Bretagna

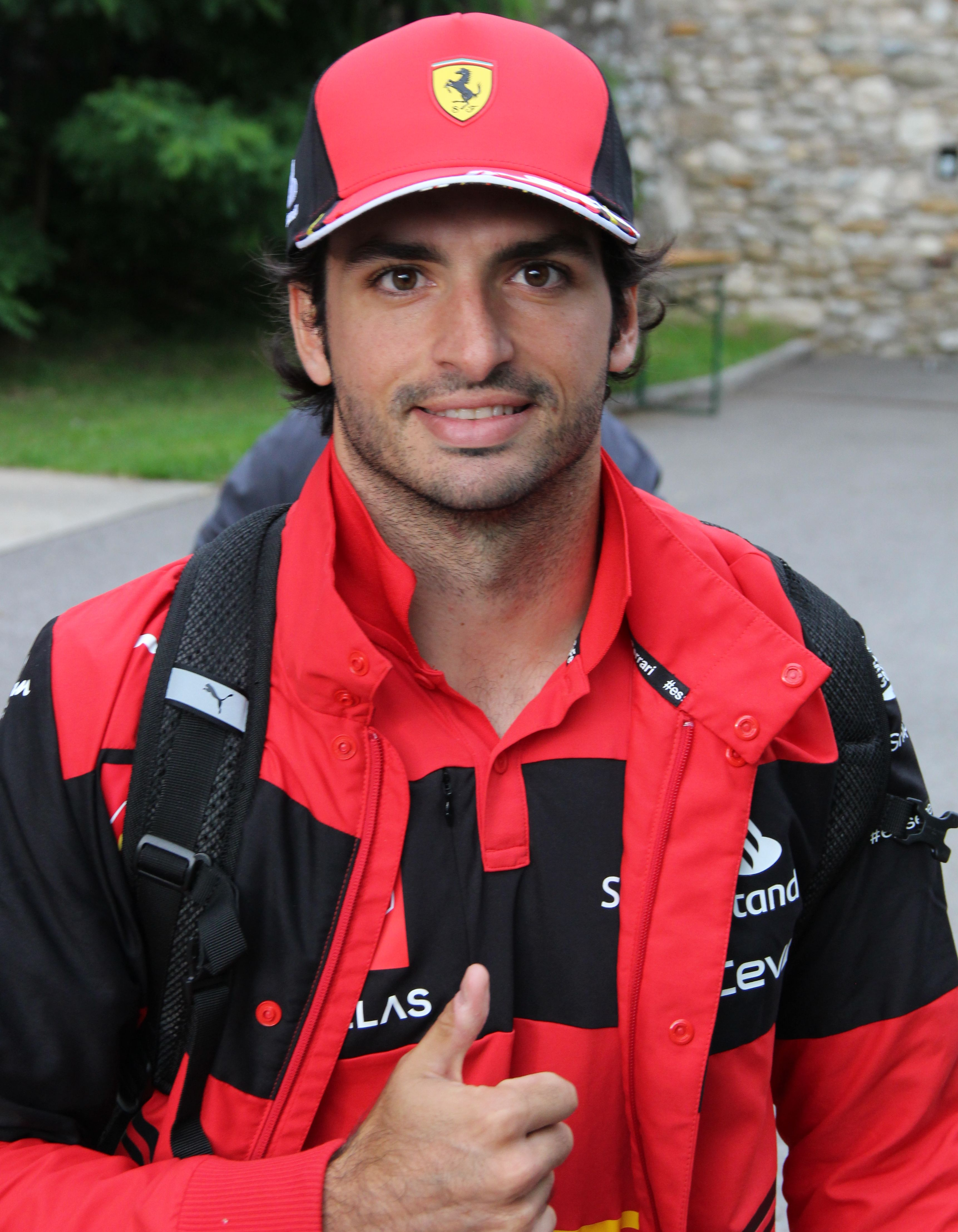
Il ferrarista Carlos Sainz Jr. vince a Silverstone il primo Gran Premio della carriera.

Le Ferrari hanno una brutta partenza. Carlos Sainz Jr. cede la prima posizione a Max Verstappen, che monta gomme soft, mentre Charles Leclerc viene infilato da Lewis Hamilton. La gara viene, però, subito interrotta con bandiera rossa per un incidente nella pancia del gruppo. George Russell, stretto da Pierre Gasly, colpisce la vettura di Zhou Guanyu, che salta in alto, si ribalta, danneggia il roll-bar, e termina contro le barriere, addirittura superandole. Alexander Albon, per evitare il caos, rallenta, viene tamponato da Sebastian Vettel, per poi colpire Esteban Ocon e Yuki Tsunoda. Tra l'altro la direzione di gara comunica anche la presenza di persone non autorizzate sul tracciato, sempre nel corso del primo giro, comunque già fermato per l'incidente. Zhou viene estratto dalla sua monoposto, portato al centro medico, ma sembra senza problemi fisici di rilievo. Anche Albon ha bisogno di cure mediche, ma senza riscontrare gravi problemi fisici.
La gara riprende alle 15:56, ora locale, senza tre vetture, Russell, Zhou e Albon, dalla griglia di partenza, secondo lo schieramento delle qualifiche e non della classifica al momento dell'interruzione. In questo caso Sainz Jr. è capace di mantenere il comando, difendendosi da Verstappen, passato alle medie nel corso dell'interruzione. Dietro c'è un contatto tra Leclerc e Sergio Pérez, con entrambi i piloti che danneggiano gli alettoni anteriori. Alle loro spalle ci sono Lando Norris, Hamilton e Pierre Gasly. Al quinto giro Pérez va ai box, per cambiare l'alettone. Il giro dopo Hamilton prende la posizione a Norris. Verstappen sembra avere un ritmo migliore di Sainz Jr., gli si avvicina e, sfruttando un errore dello spagnolo, lo passa, al nono giro. Un altro colpo di scena accade tre giri dopo quando, complice una foratura, Verstappen viene sfilato dalla coppia Ferrari, ed è costretto al cambio gomme. L'olandese rientra in gara sesto, ma si lamenta subito, col muretto, per la mancanza di bilanciamento della sua monoposto. Tsunoda cerca di passare il suo compagno di team Gasly, va in testacoda, forzando all'errore il francese. Entrambi sono capaci di ripartire, ma scendono fuori dalla zona dei punti.
Nei giri successivi il più veloce in pista è Hamilton, che riduce il gap sulla coppia della Ferrari. Nel frattempo Leclerc chiede di poter passare Sainz Jr., stimandosi più veloce, e avendo timore del recupero del britannico della Mercedes. Sainz Jr. si ferma per il cambio gomme al ventesimo giro, passando dalle medie alle dure. Leclerc si trova al comando, con un margine di 2"4 su Hamilton e oltre 19 sul compagno di team. Seguono Norris, Alonso, Verstappen e Ocon. Il campione del mondo soffre ancora per una vettura non competitiva, rientrando ai box al ventitreesimo giro. Ritornato in pista, si trova davanti Vettel, che sorpassa presto. Al venticinquesimo passaggio è il turno dei cambio gomme per Leclerc. Il monegasco passa alle dure, e scende in terza posizione, con Hamilton primo, davanti a Sainz Jr.. Ora la situazione è ribaltata, con la coppia ferrarista che, sfruttando gomme fresche, si avvicina al pilota di casa. Al trentesimo giro Sainz Jr. lascia sfilare Leclerc, dopo che i due avevano anche duellato.
Tre giri dopo si ferma Hamilton, che passa alle dure. Al trentaquattresimo giro tocca a Norris. La classifica vede in testa Leclerc, seguito da Sainz Jr., Hamilton, Pérez, Norris e Alonso. Poco dopo Ocon passa Verstappen, per l'ottava posizione, ma il pilota francese si ritira quasi subito, lasciando la sua monoposto in posizione pericolosa. La direzione di gara invia in pista la safety car. Sfruttano l'occasione, per montare gomme soft, tra i primi, Sainz Jr., Hamilton e Pérez. Il giro dopo fanno la stessa scelta pure Norris e Verstappen. Alla ripartenza Sainz Jr. attacca, e passa Leclerc, che si deve difendere da i piloti che seguono, tutti con gomme morbide e fresche. Al quarantaquattresimo giro Pérez attacca Leclerc, vanno entrambi lunghi, e vengono passati da Hamilton, che si trova secondo. Anche Alonso e Norris, che seguono, si avvicinano al terzetto. La lotta si fa intensa. Hamilton viene nuovamente passato da Pérez e Leclerc, per poi attaccare ancora il ferrarista, che si difende magistralmente alla Copse. Al quarantottesimo giro Leclerc non ha più possibilità di difendersi, e deve cedere, definitivamente, la terza posizione a Hamilton. Più dietro Verstappen viene attaccato da Mick Schumacher, per la settima piazza, e resiste. All'ultimo giro Hamilton prende il giro veloce della gara.
Carlos Sainz Jr. vince il primo Gran Premio in carriera, alla centocinquantesima gara nella categoria. È il centododicesimo pilota diverso della categoria a vincere un Gran Premio, il quarantesimo a trionfare con la Ferrari. Per la seconda corsa consecutiva della stagione dopo il precedente Gran Premio del Canada vinto da Verstappen, un pilota conquista la vittoria partendo dalla pole position nel suo centocinquatesimo Gran Premio. Per Sainz Jr. è la seconda striscia più lunga prima di ottenere una vittoria dopo il messicano Pérez nel Gran Premio di Sakhir 2020, dove ottenne la vittoria nel centonovantesimo Gran Premio. Il pilota della Ferrari, al sesto podio stagionale in confronto ai quattro ottenuti dal compagno di squadra Leclerc, è il secondo spagnolo nella categoria vincitore di una corsa dopo Fernando Alonso, il quale ha accumulato 32 vittorie tra il 2003 e il 2013, l'ultima delle quali al Gran Premio di Spagna 2013, nonché il secondo iberico a trionfare sulla pista inglese alla guida della Ferrari undici anni dopo lo stesso Alonso. La scuderia di Maranello, che torna a vincere nel Gran Premio di Gran Bretagna per la prima volta dall'edizione del 2018 con Sebastian Vettel e dal Gran Premio d'Australia corso ad aprile con Leclerc, ottiene la quindicesima vittoria sul circuito di Silverstone, tracciato in cui il costruttore italiano vinse il suo primo Gran Premio in Formula 1 nel 1951 con il pilota argentino José Froilán González. Pérez, secondo, e diciassettesimo ed ultimo durante il sesto giro, si era classificato solamente una volta nelle prime otto posizioni a Silverstone negli ultimi dieci anni, durante l'edizione del 2016 dove terminò in sesta posizione. Hamilton, terzo, a podio per la seconda gara consecutiva del campionato dopo aver condotto i primi giri in un Gran Premio in stagione, stabilisce un nuovo record nella categoria per aver siglato il maggior numero di podi su uno stesso tracciato con 13. Per il britannico è il decimo podio consecutivo sul circuito inglese. Hamilton ha condotto almeno un giro in un Gran Premio in tutte le sue 16 stagioni, superando il primato di Michael Schumacher fermo a 15. Leclerc, quarto, non ottiene podi da cinque gare. Il pilota monegasco ha terminato dalla quarta posizione in avanti nelle ultime cinque gare tenutesi in Inghilterra. Grazie al quinto posto di Alonso, l'Alpine ottiene il miglior risultato stagionale. Il pilota spagnolo batte il record detenuto dal finlandese Räikkönen del maggior numero di km percorsi in un Gran Premio con 92 596. Norris, sesto, ottiene punti per la quarta volta consecutiva a Silverstone, e per la terza volta in stagione ottiene un piazzamento nelle prime sei posizioni. Con il settimo posto di Verstappen e il secondo di Pérez, la Red Bull Racing termina una striscia di sei Gran Premi vinti in campionato iniziata nel Gran Premio dell'Emilia-Romagna, la seconda striscia più lunga della propria storia, di cui cinque vittorie appannaggio di Verstappen e una di Pérez. Mick Schumacher, ottavo, ottiene punti per la prima volta in carriera nel suo trentunesimo Gran Premio nella categoria, la sesta striscia più lunga di tutti i tempi prima di ottenere punti in una gara. È il primo piazzamento in zona punti per uno Schumacher dal Gran Premio del Brasile 2012. Vettel, nono, ottiene punti nel giorno del suo trentacinquesimo compleanno nonostante l'eliminazione nella prima fase delle qualifiche, mentre Magnussen, decimo, conquista punti dopo non essere riuscito a terminare la corsa nelle sue ultime tre partenze a Silverstone. Per Latifi il dodicesimo posto rappresenta il miglior risultato stagionale, adesso non più all'ultimo posto della classifica piloti, occupato dal pilota di riserva dell'Aston Martin Hülkenberg, il quale ha corso i primi due Gran Premi della stagione in sostituzione di Vettel. Russell, ritirato nel corso del primo giro per la prima volta in carriera, termina la striscia dell'unico pilota di questo campionato a conquistare punti, a terminare nelle prime cinque posizioni in ogni gara e a completare ogni giro. Il Gran Premio ha visto quattordici classificati, pareggiando per la seconda volta in stagione il numero più basso del campionato dopo quanto successo nel Gran Premio d'Arabia Saudita, oltre a segnare lo stesso numero di ritiri della gara araba, senza considerare in quell'occasione Albon classificato per aver completato il 90% della distanza di gara. È stato il secondo Gran Premio della stagione ad essere stato sospeso momentaneamente con bandiera rossa, dopo quello di Monaco.

### Gran Premio d'Austria

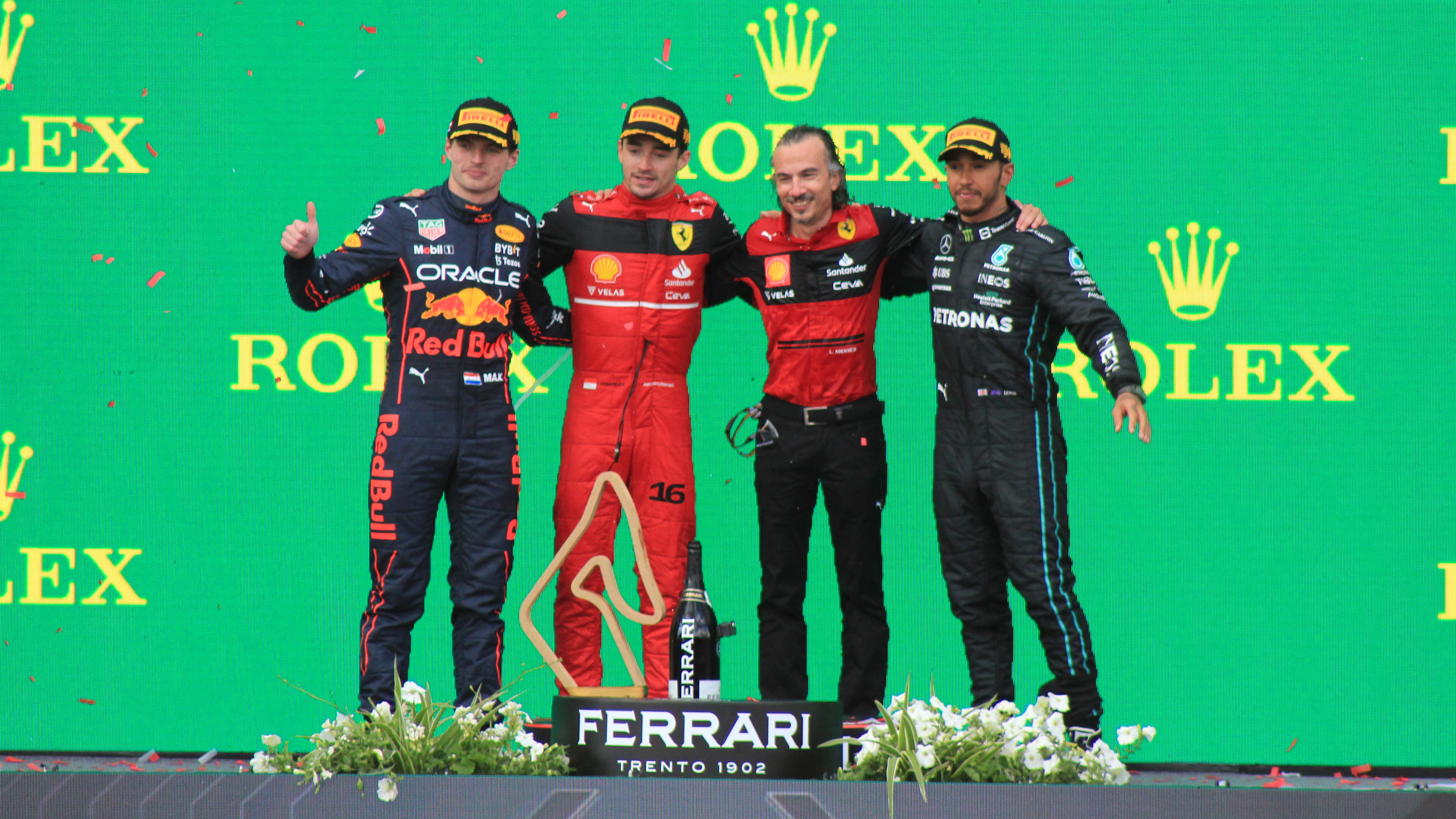
Il podio di Spielberg; da sinistra: il secondo classificato Max Verstappen, il vincitore Charles Leclerc, il direttore sportivo ferrarista Laurent Mekies e il terzo classificato Lewis Hamilton.

Al via Max Verstappen resiste all'attacco di Charles Leclerc, mentre George Russell passa Carlos Sainz Jr.. Lo spagnolo si riprende presto la terza posizione, già alla terza curva. Poco dopo Russell va a contatto con Sergio Pérez, che va nella via di fuga della quarta curva. Il britannico viene penalizzato di cinque secondi, mentre il messicano va ai box, rovinando la sua gara definitivamente. Alle spalle di Russell si trovano Ocon, Magnussen, Hamilton e Schumacher. Al terzo giro Mick Schumacher approfitta di un errore di Hamilton, per passare il pilota della Mercedes. Leclerc si avvicina a Verstappen. Il monegasco tenta un primo attacco già al nono giro, ma deve attendere due giri per passare al comando. Il pilota della Red Bull Racing ha problemi con la tenuta delle gomme, tanto che, già al tredicesimo giro, va ai box, per montare gomme a mescola dura. Il campione del mondo rientra in gara alle spalle di Hamilton. Il britannico, dal suo canto, riesce in due giri a passare le due Haas di Schumacher e Magnussen. Le due vetture statunitensi si fermano per il cambio gomme, fra il quindicesimo e il sedicesimo giro.
Al diciottesimo giro Verstappen coglie il sorpasso su Hamilton, ponendosi terzo, alle spalle del duo della Ferrari. Dopo Hamilton, quarto, ci sono Lance Stroll, Yuki Tsunoda, Zhou Guanyu e Fernando Alonso. Ocon, che ha già cambiato le gomme, supera, al ventiduesimo giro, sia Alonso che Zhou. Ancora un giro e il francese ha la meglio anche su Tsunoda. Poco dopo anche Kevin Magnussen passa Alonso, ed entrambi superano Zhou. Il cinese dell'Alfa Romeo ripassa Alonso. Sul gruppo giunge Norris, che passa sia Alonso che Zhou. Tra il ventiseiesimo e ventisettesimo giro, con Verstappen che sta riducendo il distacco dalla vetta, entrambe le vetture della Ferrari effettuano la loro prima sosta. Prima Leclerc, che rientra alle spalle di Hamilton, poi Sainz Jr., montano gomme hard. Al ventottesimo passaggio c'è la sosta anche per Hamilton. Verstappen è tornato al comando del Gran Premio, davanti a Leclerc, Sainz Jr., Stroll e Ocon. Al trentesimo giro Ocon cede la posizione a Hamilton. Un giro prima anche Stroll, l'unico pilota che ancora non aveva effettuato soste, aveva cambiato gli pneumatici. Al trentaduesimo giro Verstappen, nuovamente in crisi con le gomme, viene ripassato da Leclerc, che torna al comando. L'olandese, prima di essere superato anche da Sainz Jr., effettua la sua seconda sosta, al trentaseiesimo giro. Nel frattempo la direzione di gara penalizza di cinque secondi Pierre Gasly, per aver superato i limiti del tracciato. Sono diversi i piloti che ricevono avvertimenti per questa infrazione. Alonso passa Tsunoda, tra la terza e quarta curva, ma si lamenta platealmente, col giapponese, per la sua difesa.
Dopo 37 giri comanda Leclerc con 6"4 su Sainz Jr., 25"3 su Verstappen, 31"8 Hamilton, 42"7 Ocon e 45"6 Schumacher, che ha superato il compagno di squadra Magnussen. Due giri dopo c'è un contatto tra Gasly e Vettel, col tedesco che esce alla quarta curva; il francese subisce una nuova penalizzazione di cinque secondi. Magnussen cede la settima posizione, al quarantunesimo giro, a Norris. Un giro dopo il danese passa al pit stop. Schumacher si ferma al quarantaseiesimo giro. Ciò permette a Russell si scalare settimo, alle spalle di Ocon. Sempre per aver superato i limiti, ricevono un avvertimento con bandiera bianca e nera sia Hamilton che Sainz Jr.. Al quarantanovesimo giro Leclerc compie la sua seconda sosta ai box, dove gli vengono rimontate gomme a mescola dura. Il giro seguente tocca a Sainz Jr.. Ora il duo della Ferrari è nuovamente alle spalle di Verstappen. Leclerc, in due giri, riprende il pilota della Red Bull, e lo sorpassa, per la terza volta, alla curva 3. Quando Sainz Jr. sta per avvicinarsi a Verstappen, subisce un guasto al motore, da dove si origina un incendio. Lo spagnolo porta la monoposto in zona di sicurezza, ma su un declivio. Il fuoco si propaga alla vettura, ma Sainz Jr. non riesce né a fermare la vettura, né a scendere dalla stessa. Grazie all'intervento dei commissari il fuoco viene spento. La direzione di gara determina la virtual safety car. Sia Leclerc che Verstappen decidono per la terza sosta. Entrambi optano per concludere la gara su gomme medie. Anche Alonso si ferma al cambio gomme. La gara del monegasco viene penalizzata da un problema all'acceleratore, che rimane aperto a bassa velocità. Questo consente a Verstappen di avvicinarsi. Al sessantunesimo giro Russell passa Ocon, per la quarta posizione. Il leader della corsa, che oltre al problema all'acceleratore sconta anche dei problemi in scalata delle marce, completa la gara davanti a Verstappen e Hamilton.

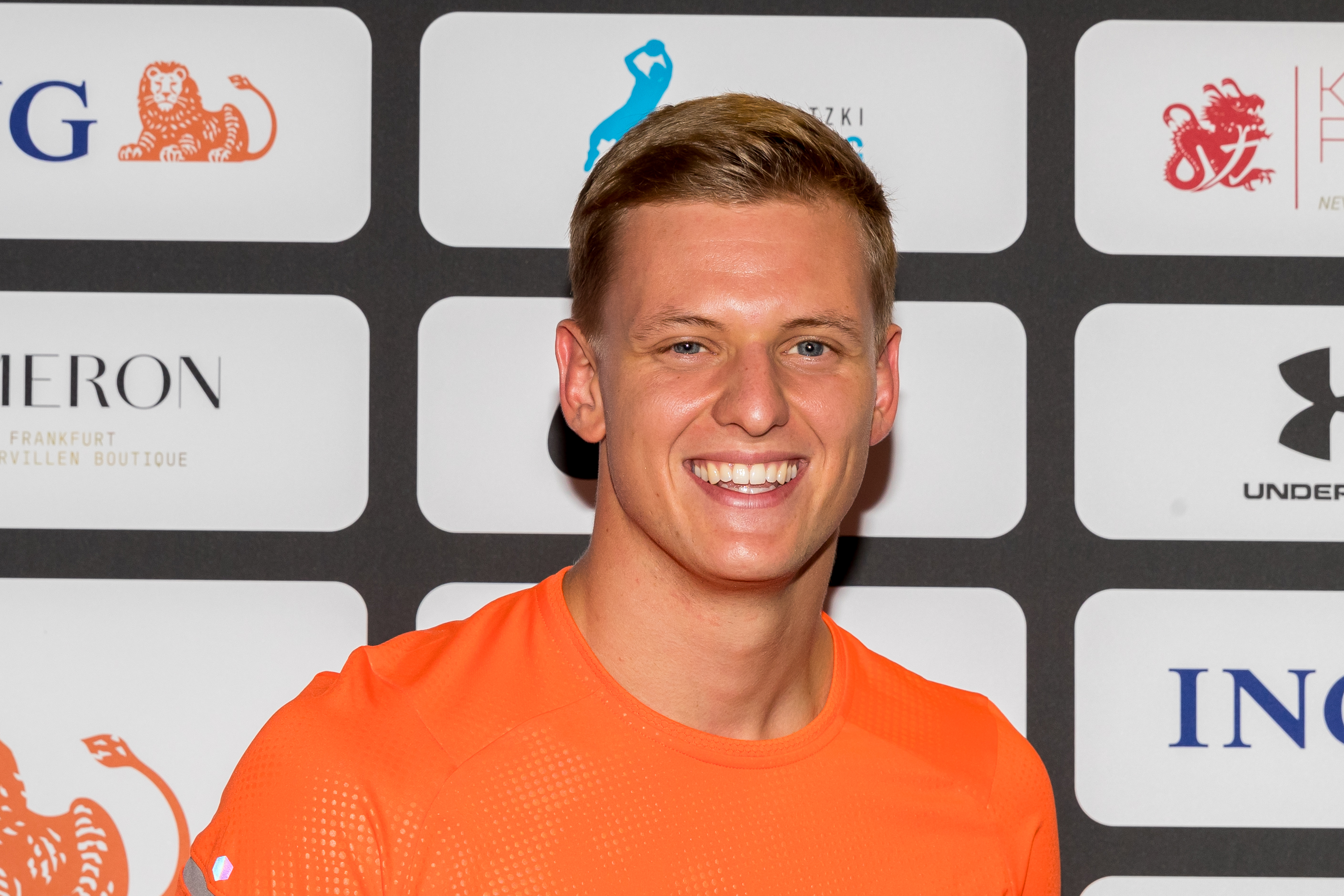
Mick Schumacher, sesto al traguardo con la, coglie in Stiria il migliore risultato della carriera in Formula 1, andando inoltre a punti per il secondo Gran Premio di fila: l'ultimo "Schumacher" a riuscirci era stato suo padre Michael nove anni prima.

Charles Leclerc vince il quinto Gran Premio in carriera, la terza vittoria stagionale, nella gara che segna il giro di boa della stagione con undici gare completate su 22, per la prima volta dal Gran Premio d'Australia. Il pilota monegasco, che non aveva terminato a podio nelle ultime cinque gare stagionali, vince per la prima volta una gara senza partire dalla pole position. Leclerc, che supera il leader del campionato Verstappen per tre volte in gara e Pérez in classifica piloti inserendosi al secondo posto, aveva ottenuto quattro vittorie in carriera nelle sue 90 precedenti partecipazioni. Per la Ferrari è il secondo successo consecutivo in stagione, dopo la vittoria di Sainz Jr. nel precedente Gran Premio di Gran Bretagna. La scuderia di Maranello torna a vincere il Gran Premio d'Austria per la prima volta dall'edizione 2003 dove a trionfare fu Michael Schumacher. Il costruttore italiano diviene il team di maggior successo nel Gran Premio d'Austria con sette affermazioni, senza considerare la vittoria nel 1965, prova non valida per il mondiale, staccando la McLaren ferma a sei vittorie. Verstappen, secondo, non aveva terminato in questa posizione durante la stagione. Il pilota olandese termina una striscia di 153 giri consecutivi condotti sul circuito del Red Bull Ring, la nona striscia più lunga su qualsiasi circuito nella storia della categoria. Il campione del mondo, a podio nella sua centoventinovesima gara con la Red Bull Racing, eguaglia il record stabilito da Mark Webber. Per Verstappen è il sessantottesimo podio nella categoria, eguagliando Rubens Barrichello all'ottavo posto nella classifica di tutti i tempi. Hamilton, terzo, e l'unico pilota del campionato a terminare ogni Gran Premio, conquista il podio per la terza gara consecutiva. Il pilota britannico della Mercedes ha terminato solo una volta fuori dalle prime cinque posizioni in undici corse disputate sul circuito austriaco. Con il quarto posto di Russell, la scuderia tedesca, che ottiene sette terzi posti in campionato, termina in terza e quarta posizione per la quinta volta in stagione, senza concludere nei primi due posti in nessuna gara. Grazie al quinto posto di Ocon, al miglior risultato in stagione, l'Alpine ottiene punti nelle prime cinque posizioni per la seconda gara consecutiva, dopo non aver ottenuto punti nei primi cinque nei primi nove Gran Premi della stagione. Per Ocon è stato il centesimo Gran Premio in Formula 1, il settantacinquesimo pilota a raggiungere la tripla cifra nella storia della categoria, e la cinquantesima gara con la scuderia di Enstone. La sesta posizione di Mick Schumacher è il miglior risultato in carriera per il pilota tedesco, mentre per la Haas si è trattato della terza volta a concludere nelle prime sei posizioni sul circuito del Red Bull Ring. Dopo nove anni uno Schumacher ottiene punti per due Gran Premi consecutivi dal settimo e sesto posto di Michael Schumacher rispettivamente nei Gran Premi del Belgio e d'Italia nel 2012. Con Kevin Magnussen in ottava posizione, la scuderia statunitense ottiene punti con entrambe le vetture per la seconda gara consecutiva per la prima volta dalle ultime due gare della stagione 2018. Per Norris il settimo posto è stato il peggior risultato ottenuto sul circuito austriaco in sei Gran Premi disputati, mentre Ricciardo, nono, ottiene punti solamente per il terzo Gran Premio dell'anno, dopo aver preso punti anche nella Sprint disputata nel Gran Premio dell'Emilia-Romagna. Alonso, decimo, e partito ultimo, ottiene punti per la sesta gara consecutiva, mentre Bottas, undicesimo, termina una striscia di cinque podi consecutivi ottenuti sul circuito del Red Bull Ring. Per Sainz Jr. si è trattato del quarto ritiro stagionale, mentre Pérez è ritirato per la seconda volta nelle ultime tre gare. Il pilota messicano termina la striscia record di aver terminato ogni Gran Premio d'Austria a cui ha partecipato.

### Gran Premio di Francia

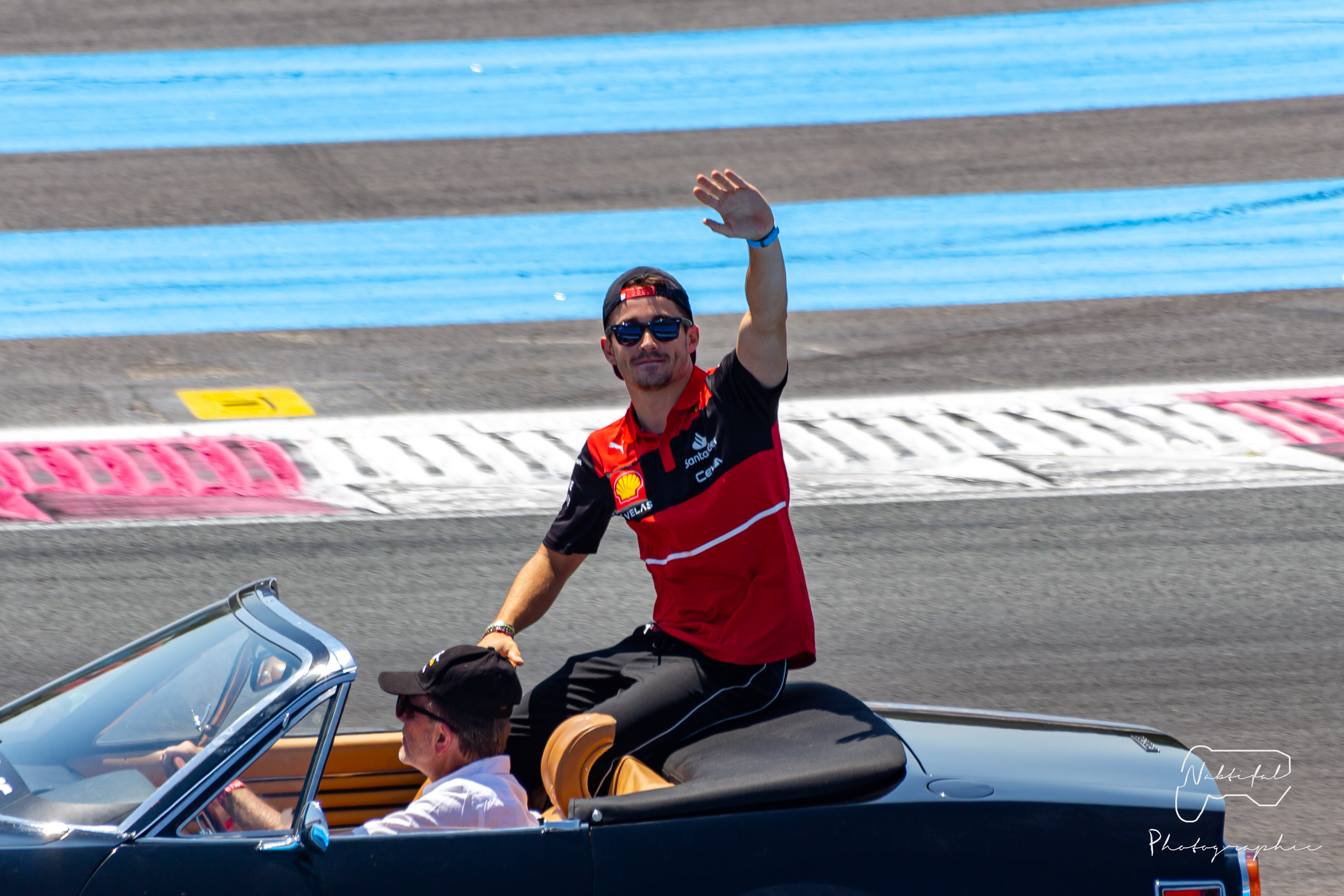
Leclerc vanifica la sua pole position a Le Castellet con un testacoda alla Beausset, che lo costringe a un ritiro molto pesante in ottica mondiale.

Charles Leclerc, allo spegnimento dei semafori, mantiene il comando della gara, seguito da Max Verstappen e da Lewis Hamilton, che ha passato al via Sergio Pérez. Dietro Fernando Alonso ha la meglio su Lando Norris e George Russell. Nelle retrovie alla chicane dopo il lungo rettilineo c'è un contatto tra Esteban Ocon e Yuki Tsunoda, con quest'ultimo che finisce in testacoda. Il francese dell'Alpine viene poi penalizzato di cinque secondi dalla direzione gara. Russell ripassa lo spagnolo, al terzo giro. Nei primi giri Verstappen sembra avvicinarsi a Leclerc, riuscendo anche ad attaccare, ma senza successo, al quinto giro. Anche l'altro pilota della Red Bull Racing, Pérez, si avvicina al pilota che lo precede, Hamilton. In fondo al gruppo sono autori di una rimonta sia Sainz Jr. che Magnussen, entrambi partiti dall'ultima fila.
Al settimo giro Magnussen è dodicesimo, prima di essere passato proprio dallo spagnolo della Ferrari. Il danese si ferma per il cambio gomme, già all'ottavo giro. Davanti Leclerc amplia il margine su Verstappen, e anche Pérez si riallontana da Hamilton, facendo avvicinare Russell. Al quindicesimo giro Leclerc comanda con quasi due secondi di vantaggio su Verstappen, quasi nove su Hamilton, mentre Pérez si trova a oltre dodici secondi. Seguono Russell, Alonso e Norris. Nel frattempo Sainz Jr., dopo aver passato le due Aston Martin, si trova in zona punti. Verstappen si ferma al sedicesimo giro, e passa a gomme dure. Il campione del mondo rientra in pista alle spalle di Norris, che però passa presto. Nello stesso giro Sainz Jr. ha la meglio su Ricciardo, per la nona piazza. Al diciassettesimo giro, poco prima di rientrare ai box, Leclerc esce di pista a causa di un testacoda alla Beausset. Il ferrarista finisce contro le barriere e non riesce a riprendere la gara. La direzione gara invia in pista la safety car: molti piloti ne approfittano per effettuare la loro sosta. Al momento del rilascio dalla piazzola dei box della vettura di Sainz Jr. sopraggiunge la Williams di Alexander Albon: viene sfiorato l'incidente, e la direzione di gara penalizza lo spagnolo di cinque secondi.
Alla ripresa della gara, nella sua valenza agonistica, Verstappen si trova in testa, seguito da Hamilton, Pérez, Russell, Alonso, Norris e Ricciardo. Il duo della McLaren viene superato da Sainz Jr. che, al ventiduesimo giro, passa anche Alonso. C'è anche un contatto tra Zhou Guanyu e Mick Schumacher, col tedesco che finisce in testacoda e il cinese costretto ai box, per cambiare l'ala anteriore. Zhou viene poi penalizzato di cinque secondi dai commissari. Verstappen porta il margine su Hamilton a tre secondi e mezzo, terzo è Pérez staccato di cinque secondi. Al ventinovesimo giro Sainz Jr., dopo un tentativo infruttuoso alla chicane dopo il lungo rettilineo, affianca Russell, per passarlo all'esterno, alla Signes. La progressione del pilota della Ferrari prosegue nei giri successivi, tanto che al quarantesimo giro, attacca Pérez, sempre alla Signes,er poi completare il sorpasso nella parte mista seguente. Due giri dopo però la scuderia di Maranello richiama ai box lo spagnolo, per montargli gomme nuove. Egli rientra in gara solo ottavo. In cinque giri Sainz Jr., che al pit stop ha scontato i cinque secondi di penalità inflittigli, risupera le due McLaren e Alonso.
Nei giri successivi si infiamma la lotta per il terzo posto, con Russell che mette pressione a Pérez, sfiorando anche il tamponamento all'ultima curva. A cinque giri dal termine Zhou è costretto a fermare la sua Alfa Romeo all'uscita della Sainte Baume. In questo caso la direzione di gara reputa sufficiente la virtual safety car. Alla ripartenza Russell sorprende Pérez, molto lento nell'ultimo settore della pista. Il britannico entra così sul podio virtuale. Il messicano tenta, negli ultimi giri, di riprendersi la terza posizione, ma senza avere successo.
Max Verstappen vince il ventisettesimo Gran Premio in carriera, eguagliando le vittorie di Jackie Stewart, al settimo posto nella classifica di tutti i tempi per numero di gare vinte, davanti a Hamilton, come nell'edizione del 2021, e Russell. Per l'olandese è la settima vittoria stagionale, per la prima volta dal Gran Premio del Canada, e la seconda vittoria consecutiva sul circuito del Paul Ricard, dopo quella del 2021, nel centotrentesimo Gran Premio con la Red Bull Racing, all'ottavo successo del campionato, battendo il record di Mark Webber. Verstappen ha completato durante la gara il millecinquecentesimo giro in carriera, il tredicesimo pilota nella storia del mondiale a raggiungere questa cifra. La scuderia austriaca bissa il successo nel Gran Premio di Francia con un propulsore sotto una diversa denominazione dopo l'edizione del 2021 con i motori marchiati Honda. Hamilton, secondo per la quarantanovesima volta in carriera, ed estendendo il suo record di tutti i tempi, al trecentesimo Gran Premio, rappresenta per la Mercedes il primo arrivo stagionale nelle prime due posizioni, dopo che la scuderia tedesca ha terminato in terza posizione in altri sette Gran Premi del campionato. Per la prima volta in stagione e dal Gran Premio d'Arabia Saudita 2021 la Mercedes presenta entrambe le vetture a podio grazie al terzo posto di Russell. L'ex pilota della Williams è arrivato tra i primi cinque in ogni gara del campionato quando ha superato la prima curva. Verstappen e Hamilton finiscono sul podio per la cinquantesima volta nella storia del mondiale. Sainz Jr., quinto con il giro veloce, al miglior risultato su questa pista, e dopo essere partito diciannovesimo, ha completato 24 giri con la gomma media durante la metà di gara, eguagliando lo stint più lungo di qualsiasi pilota con questa mescola nella precedente stagione. Alonso, sesto, batte il record di tutti i tempi per il maggior numero di giri completati in Formula 1, superando i 18 621 giri segnati da Kimi Räikkönen. Per lo spagnolo è stato solamente il secondo piazzamento nelle prime sei posizioni dopo il quinto posto nel Gran Premio di Gran Bretagna. È stato il miglior risultato per l'Alpine fin da quando il circuito del Paul Ricard è tornato nel calendario del mondiale nella stagione 2018 con il Gran Premio di Francia. Con Ocon in ottava posizione, per la prima volta a punti nel Gran Premio di casa, entrambe le vetture della scuderia francese terminano nelle prime otto posizioni per la prima volta in stagione. Norris termina settimo per il secondo Gran Premio consecutivo, mentre Ricciardo, nono, ottiene punti in due gare consecutive per la prima volta in stagione. I piloti della McLaren terminano nelle stesse posizioni del precedente Gran Premio d'Austria. Stroll, decimo, ottiene punti per la quarta volta in stagione, sempre terminando in questa posizione, nel giorno in cui l'Aston Martin celebra i 100 anni dalla partecipazione al primo Gran Premio proprio di Francia nel 1922 a Strasburgo. Vettel, undicesimo, non ottiene punti per la prima volta su questa pista, mentre Leclerc, al terzo ritiro in stagione, abbandona sempre la gara mentre la conduce, dopo i Gran Premi di Spagna e Azerbaigian, in tutti e tre i casi dopo aver segnato la pole position, per una perdita potenziale di 75 punti, come il nome della sua vettura, la F1-75. Accade per la sesta volta nella storia del mondiale che il pilota monegasco parte dalla prima posizione, mentre la vittoria del Gran Premio è appannaggio di Verstappen, il quale conduce la classifica piloti con il margine più alto mai ottenuto sul secondo, Leclerc, distante 63 punti.

### Gran Premio d'Ungheria
George Russell mantiene il comando della gara al via, davanti a Carlos Sainz Jr., Charles Leclerc, Lando Norris e Lewis Hamilton. Più dietro c'è un contatto tra la Williams di Alexander Albon e la Haas di Kevin Magnussen. I detriti lasciati dall'incidente costringono la direzione di gara a imporre la virtual safety car, per un paio di giri. Le Red Bull Racing, sfruttando le gomme soft, recuperano posizioni, nei primi giri. Fernando Alonso deve cedere sia a Max Verstappen che a Sergio Pérez. L'olandese passa anche Esteban Ocon, portandosi sesto, già al settimo giro. Pochi giri dopo Hamilton prende la quarta posizione a Norris. Ne approfitta anche Verstappen, che passa il pilota della McLaren. Un giro dopo anche Pérez ha la meglio su Norris che, al sedicesimo giro, va al cambio gomme. Nel giro successivo si ferma anche Russell: partito con gomme morbide, passa all'utilizzo di quelle a mescola media. A seguito di questa sosta, si ferma anche Sainz Jr.. Sulla Ferrari vengono ancora montate medie. Lo spagnolo entra in gara alle spalle di Ocon, che però sorpassa presto. Al ventesimo giro Hamilton monta un treno di gomme medie: l'ex campione del mondo rientra in gara dietro alle due Alpine. Leclerc attende il ventunesimo passaggio. La scuderia italiana monta gomme medie, le stesse utilizzate al via. Il monegasco ora è secondo, alle spalle di Russell, ma davanti a Sainz Jr. e a Verstappen.
Al ventiquattresimo giro si ferma Ocon, il quale opta per gomme dure. Tornato in pista davanti al compagno di scuderia Alonso, si difende per evitare il sorpasso, ma così facendo favorisce Daniel Ricciardo, che passa entrambi. Leclerc si avvicina a Russell, mettendolo sotto pressione per alcuni giri. La manovra decisiva avviene al trentunesimo giro quando il ferrarista sorprende il pilota della Mercedes con una profonda staccata, alla prima curva. Verstappen effettua la sua seconda sosta, al trentottesimo giro; l'olandese mantiene sempre la scelta della copertura a mescola media. Ora è sesto, ma presto il suo compagno di scuderia Pérez, subito davanti a lui, gli dà strada. Per coprire la strategia di Verstappen, passano subito alla seconda sosta sia Russell che Leclerc. Il pilota della Mercedes prosegue con le medie, mentre il ferrarista passa alle hard. Va al comando Sainz Jr., che ha cinque secondi di vantaggio su Hamilton e 16"2 su Leclerc. La scelta della Ferrari penalizza Leclerc che si vede sorpassato da Verstappen, al quarantunesimo giro. Al termine del giro l'olandese va in testacoda, riprende la gara, ma viene ripassato da Leclerc. Alle spalle dell'olandese sopraggiunge Pérez, che lo difende da un possibile attacco di Russell. Pérez si ferma, per il secondo pit stop, dando così il quinto posto proprio a Russell.
Le gomme di Leclerc hanno grossa difficoltà a entrare in temperatura, tanto che al quarantacinquesimo giro Verstappen ripassa il ferrarista. Dopo la seconda sosta di Sainz Jr., che opta per le morbide, Verstappen scala secondo, alle spalle del solo Hamilton. Il britannico comanda il Gran Premio fino al cinquantunesimo giro, quando passa ai box e monta gomme morbide. Dopo il pit stop di Hamilton, alle spalle di Verstappen, ci sono Leclerc, Russell, Sainz Jr. e lo stesso Hamilton. Anche nella sfida con il pilota della Mercedes Leclerc non può difendersi, e cede, al cinquantatreesimo giro, la seconda posizione. Subito dopo Leclerc viene richiamato ai box, per montare gomme a mescola morbida, con cui concludere la gara. Dopo questa terza sosta il monegasco è sesto, anche alle spalle di Pérez. Nei giri successivi Leclerc ha un ritmo migliore di quello del messicano, ma non si avvicinerà mai per poter tentare il sorpasso. Verstappen comanda agevolmente la gara, con quasi nove secondi di margine su Russell, quasi dieci e mezzo su Sainz Jr.. Su questi due piomba Hamilton che passa lo spagnolo al sessantatreesimo giro e, nel giro successivo, anche il compagno di team. A tre giri dal termine si ritira Valtteri Bottas. La sua Alfa Romeo è in una zona considerata pericolosa, tanto che viene nuovamente stabilito il regime di vettura di sicurezza virtuale. Negli ultimi due giri la pioggia, che era stata quasi impercettibile durante la gara, diventa più intensa, ma senza ostacolare la guida dei piloti.
Verstappen vince la gara, davanti alla coppia della Mercedes. Sainz Jr. è quarto, mentre Leclerc viene preceduto in volata da Pérez. Il campione del mondo vince il ventottesimo Gran Premio in carriera, l'ottava vittoria stagionale. Il pilota olandese, che ha condotto la cinquantesima gara della sua carriera, non aveva mai trionfato partendo al di fuori delle prime quattro posizioni. Per il secondo Gran Premio d'Ungheria consecutivo dopo quello del 2021 in cui a trionfare fu Ocon partendo dall'ottava piazza, ma solo per la quarta volta nella storia del circuito dell'Hungaroring, il vincitore della corsa è appannaggio di un pilota qualificatosi al di fuori delle prime quattro posizioni. Verstappen conquista per la quarta volta in carriera il podio dopo essere partito dalla decima posizione in giù, occorrenza verificatasi nelle tre precedenti occasioni dopo essere partito rispettivamente sedicesimo, diciottesimo e ventesimo. Per la Red Bull Racing è la nona vittoria del campionato. La scuderia austriaca, al terzo successo complessivo nel Gran Premio d'Ungheria, torna a trionfare sul circuito dell'Hungaroring, con i motori sotto una diversa denominazione, per la prima volta dall'edizione del 2014 con Ricciardo, quando la squadra era spinta dai motori della Renault. La scuderia di Milton Keynes aveva trionfato solamente una volta in precedenza nella propria storia con un pilota partente fuori dalle prime sei posizioni nel Gran Premio d'Azerbaigian 2017 proprio con Ricciardo, partendo dalla stessa decima posizione di Verstappen. Hamilton, secondo, batte il record per il maggior numero di giri condotti in una singola pista nella storia del campionato. Il precedente record era detenuto da Bill Vukovich durante la 500 Miglia di Indianapolis, che fu una prova valida per il campionato mondiale durante gli anni 1950. Per il britannico è l'undicesimo podio sul circuito ungherese, il quinto consecutivo del campionato, la striscia attiva più lunga nella categoria. È la trentunesima volta che Verstappen e Hamilton, in qualsiasi ordine, terminano in prima e seconda posizione in un Gran Premio. La Mercedes ha condotto più giri in questa gara rispetto a tutte le altre gare messe insieme in questa stagione. Il podio della gara è lo stesso di quello del precedente Gran Premio di Francia. La Ferrari, che ha il miglior pilota classificato Sainz Jr. al quarto posto, ottiene un risultato peggiore rispetto all'edizione del 2021 in cui proprio lo spagnolo terminò terzo dopo la squalifica di Vettel. Pérez, quinto, ottiene il primo piazzamento tra i primi cinque classificati in carriera all'Hungaroring nella sua dodicesima partecipazione, mentre Leclerc, sesto, non ha ancora terminato a podio sulla pista magiara sia nella massima categoria che in Formula 2. Norris, settimo, termina in questa posizione per la terza gara consecutiva, mentre Alonso, ottavo, termina per l'ottava volta di fila in stagione a punti, e per l'undicesima volta consecutiva conquista punti sul circuito dell'Hungaroring. Grazie al nono posto di Ocon, l'Alpine ottiene punti con entrambe le vetture per la terza gara di fila del campionato. Nel weekend di gara in cui ha annunciato il ritiro dalla categoria al termine della stagione, Vettel, decimo, conquista punti per la quinta volta in stagione. Il tedesco supera il compagno di scuderia Stroll nelle fasi conclusive della gara, dopo essere accaduto l'opposto nel precedente Gran Premio di Francia, sempre nei giri finali. Gasly, dodicesimo, non ottiene punti da cinque Gran Premi. Il vincitore Verstappen conduce la classifica piloti con il margine più alto mai ottenuto sul secondo, Leclerc, distante 80 punti. Per la prima volta dalla stagione 2011, è il distacco più ampio prima della pausa estiva. Per la tredicesima volta nella storia della massima categoria, per la nona volta nell'era turbo-ibrida, iniziata nella stagione 2014, e per la prima volta in stagione, non si sono verificati ritiri, occorrenza verificatasi per tre volte nella precedente stagione, nei Gran Premi di Francia, Belgio e Turchia, nonostante Bottas sia stato l'unico pilota a non tagliare il traguardo per un problema al motore, comunque classificato per aver coperto il 90% della distanza di gara. I meccanici della Red Bull Racing stabiliscono il primato stagionale di tempo per una sosta ai box durante un pit stop di Pérez, con 2"19. Il precedente record apparteneva alla Ferrari durante un pit stop di Leclerc con 2"23 nel Gran Premio di Spagna.

### Gran Premio del Belgio
Carlos Sainz Jr. tiene comodamente la vetta della gara alla partenza, stante anche l'avvio infelice di Sergio Pérez passato subito dalle due Mercedes e da Fernando Alonso. Arrivati alla staccata de Le Combes, la Mercedes di Lewis Hamilton urta la ruota anteriore sinistra di Alonso. La monoposto tedesca perde direzionalità, e termina nella ghiaia, costringendo al ritiro il britannico. Poco dopo, sempre nello stesso punto, Nicholas Latifi perde il controllo della sua Williams. Valtteri Bottas cerca di evitare il contatto, ma finisce fuori pista nella ghiaia, ritirandosi. La direzione di gara invia in pista la safety car.
Alla ripartenza della gara la classifica vede sempre al comando Sainz Jr., seguito da Pérez, Russell, Alonso, Sebastian Vettel, Ricciardo e Verstappen, già in zona punti, pur essendo partito quattordicesimo. Nei quattro giri successivi il campione del mondo passa i quattro piloti che lo precedono, installandosi al terzo posto. Già all'undicesimo giro Verstappen attacca, senza successo, Pérez. Il giro dopo si ferma Sainz Jr., per il cambio gomme. Poco dopo Verstappen passa il compagno di scuderia, portandosi al comando della gara. Vanno ai box, al tredicesimo giro, anche Ricciardo e Ocon. Sainz Jr. rientra in gara quinto, dietro Vettel, che però resiste, solo un giro, al ritorno dello spagnolo. Russell e Norris si fermano al quattordicesimo passaggio. Il giro dopo tocca a Pérez, che resta sulle medie. Il messicano rientra in gara proprio davanti a Leclerc, che però non ha lo spunto sufficiente per superarlo. Verstappen cede il comando del Gran Premio al sedicesimo giro, quando entra ai box per il pit stop. L'olandese resta sulle soft. Nello stesso giro Leclerc, già in crisi con gli pneumatici, cede la posizione a Russell. La gara vede al comando Sainz Jr., davanti a Verstappen, Pérez, Russell, Leclerc e Alonso.
Dopo due soli giri Verstappen raggiunge Sainz Jr., per passarlo senza problemi sul rettilineo del Kemmel. Al ventitreesimo giro lo spagnolo della Ferrari cede anche a Pérez. Nel frattempo Verstappen ha portato il margine sul compagno di scuderia a oltre otto secondi. Al ventiseiesimo giro effettuano, una dopo l'altra, la seconda sosta entrambe le Ferrari; Sainz Jr. prosegue con le dure, Leclerc con le medie. Si ferma anche Alonso. Due giri dopo passa alle hard anche Pérez. Il messicano cede la posizione a Russell, recuperandola dopo un giro, dopo che il britannico è passato ai box. Leclerc passa Ocon, per la sesta posizione, e in seguito Vettel. Al trentunesimo giro Verstappen, alla seconda sosta, passa alle medie. L'olandese guida sempre con oltre 12 secondi su Pérez, 21 su Sainz Jr. e 25 su Russell. Al trentaseiesimo giro, sul rettilineo Kemmel, Gasly prende la scia a Vettel e Ocon, i tre si trovano sulla stessa linea, col pilota dell'AlphaTauri che passa davanti. Poco dopo il tedesco è capace di recuperare la posizione. Negli ultimi giri George Russell si avvicina a Sainz Jr., che però al ritmo per tenere a bada il britannico. Al penultimo giro Leclerc va ai box, per montare gomme nuove, e tentare l'assalto al giro veloce. Il monegasco rientra in pista alle spalle di Alonso, riuscendo però a risuperarlo, prima dell'arrivo, senza però ottenere la prestazione migliore del Gran Premio. Penalizzato per eccesso di velocità nella corsia dei box, Leclerc si troverà, a fine gara, declassato, alle spalle dello spagnolo al sesto posto. Verstappen vince la corsa davanti al compagno di scuderia Pérez e Sainz Jr..
Max Verstappen vince il ventinovesimo Gran Premio in carriera, la nona vittoria stagionale e la terza consecutiva, ad una sola vittoria dalle dieci ottenute durante la precedente stagione, con il ventesimo giro più veloce conquistato. Il campione del mondo bissa il successo ottenuto nell'edizione precedente e per la prima volta dalla stagione 2007 il Gran Premio del Belgio è vinto dallo stesso pilota per due edizioni consecutive. Dopo aver vinto il precedente Gran Premio d'Ungheria partendo decimo, il leader della classifica piloti si ripete partendo da una posizione peggiore, la quattordicesima. Verstappen conquista per la quinta volta in carriera il podio dopo essere partito dalla decima posizione in giù, occorrenza verificatasi nelle quattro precedenti occasioni dopo essere partito rispettivamente sedicesimo, diciottesimo, ventesimo e decimo. Per il secondo Gran Premio consecutivo del campionato, l'olandese della Red Bull Racing vince partendo dalla decima posizione in giù, divenendo solamente il secondo pilota a vincere due gare consecutive partendo fuori dalle prime nove posizioni, e il quindicesimo pilota nella storia del mondiale a vincere una corsa partendo dalla quattordicesima posizione o peggio. Verstappen non aveva mai condotto un giro con bandiera verde sul circuito di Spa-Francorchamps fino a questa gara, dove partendo quattordicesimo ha condotto la gara prima della fine del dodicesimo giro. Era solamente accaduto una volta nella storia della categoria che due corse consecutive erano state vinte da un pilota partendo dalla decima posizione in giù, tra l'ultimo Gran Premio della stagione 1959, quello degli Stati Uniti d'America, ed il primo del campionato 1960, quello d'Argentina, entrambi vinti dal neozelandese Bruce McLaren. Per la Red Bull Racing è la decima vittoria del campionato, l'ottantacinquesima in totale, la quarta doppietta dell'anno, eguagliando quelle delle stagioni 2009, 2010 e 2013, la ventunesima della propria storia, e il quinto successo complessivo nella gara belga, confermandosi vittoriosa per la seconda edizione consecutiva della gara con i motori sotto una diversa denominazione, Red Bull Powertrains, in sigla RBPT, dopo la vittoria dell'anno precedente spinta da motori Honda. Il costruttore di Milton Keynes, vincitore dalla posizione più bassa in griglia di partenza nella propria storia, e per la prima volta vincente partendo fuori dai primi dieci, aveva vinto solo una gara dal suo debutto nella categoria nella stagione 2005 fuori dalle prime sei posizioni prima del precedente Gran Premio d'Ungheria, nel Gran Premio d'Azerbaigian 2017 con Ricciardo partito decimo, ripetendo il successo per due gare di seguito partendo da una posizione peggiore. Pérez, secondo, non aveva mai terminato nelle prime quattro posizioni sul circuito belga. Per il messicano è stata la settima volta in stagione a concludere nelle prime due posizioni, dopo aver terminato nei due gradini più alti per cinque volte in carriera prima di questo campionato. Per Sainz Jr., terzo, è il settimo podio dell'anno, due in più rispetto al compagno di scuderia Leclerc. Lo spagnolo aveva completato solo due giri negli ultimi tre Gran Premi del Belgio, e prima di questa gara non era mai arrivato al di sopra della decima posizione. Il pilota della Ferrari supera in classifica piloti quello della Mercedes Russell, posizionandosi al quarto posto. Il britannico, quarto, termina due posizioni indietro rispetto al secondo posto conquistato nell'edizione precedente con la Williams. Il britannico ha terminato nei primi cinque posti in tutte le gare della stagione, tranne al Gran Premio di Gran Bretagna, ritirato al primo giro a causa di un incidente. La quinta posizione di Alonso eguaglia il miglior risultato stagionale dell'Alpine, appannaggio due volte dello spagnolo e una volta del compagno di scuderia Ocon. Nonostante il contatto durante il corso del primo giro con Hamilton, per Alonso è stato il nono arrivo a punti consecutivo dell'anno, al miglior risultato sulla pista belga dal secondo posto con la Ferrari ottenuto durante l'edizione 2013. Leclerc, sesto, ha conquistato solamente un podio nelle ultime nove gare, ossia la vittoria ottenuta nel Gran Premio d'Austria. Ocon termina settimo nel giorno del suo sesto anniversario dal debutto in Formula 1 durante il Gran Premio del 2016 con l'ex scuderia britannica Manor. Per l'Aston Martin l'ottava posizione di Vettel è il miglior risultato dal sesto posto proprio del tedesco ottenuto nel Gran Premio d'Azerbaigian. Al suo centesimo Gran Premio nella categoria, Gasly, nono, termina una striscia di cinque gare in cui non conquista punti, mentre Albon, decimo, ottiene punti per la terza volta in stagione. Hamilton, al primo ritiro in stagione e per la prima volta dal Gran Premio d'Italia 2021, abbandona la gara nel corso del primo giro solamente per la quinta volta nelle 302 gare disputate nella categoria. Per il britannico è stato il terzo ritiro al primo giro sul circuito belga dopo le edizioni del 2009 e del 2012. Il vincitore Verstappen conduce la classifica piloti con il margine più alto mai ottenuto sul secondo, il suo compagno di squadra Pérez, distante 93 punti, il quale supera Leclerc in graduatoria, ora al terzo posto generale. Per la Red Bull Racing il precedente miglior risultato partendo fuori dalle prime cinque file sulla griglia di partenza fu appannaggio proprio di Verstappen, il quale ottenne due secondi posti rispettivamente nel Gran Premio degli Stati Uniti d'America 2018, partito diciottesimo, e nel Gran Premio di Russia 2021, partito ventesimo. Il Gran Premio è vinto dal campione del mondo Verstappen partito quattordicesimo, la seconda posizione più bassa da cui è stato vinto, dopo Michael Schumacher nell'edizione del 1995, partito sedicesimo.

### Gran Premio d'Olanda
In partenza Max Verstappen mantiene il comando della gara, davanti a Charles Leclerc, Carlos Sainz Jr. e Lewis Hamilton. Tra questi ultimi due vi è anche un leggero contatto alla prima curva. Seguono Sergio Pérez, Lando Norris e George Russell. Al quarto giro il pilota della Mercedes si riprende la posizione persa al via a favore di Norris. Verstappen comanda la gara, ampliando il suo margine, su Leclerc, dopo otto giri, a oltre un secondo e mezzo. Inizia presto la serie dei cambi gomme. La maggior parte dei piloti opta per gomme medie, ad eccezione di Fernando Alonso che, dopo 11 giri, passa alle gomme dure. Al quattordicesimo giro si fermano sia Sainz Jr. che Pérez. La sosta del ferrarista è però decisa all'ultimo momento, tanto che la gomme posteriore sinistra arriva in ritardo in piazzola, facendo perdere allo spagnolo circa 10 secondi.
Al diciassettesimo giro si ferma Leclerc, che passa alle medie, a differenza di Norris che nello stesso giro opta per le hard, anticipando di un giro il pit stop per Verstappen. Hamilton si trova al comando del Gran Premio, con oltre tre secondi di vantaggio su Russell. Le vetture tedesche affrontano la gara, dal via, con gomme medie, a differenza delle soft che erano montate dagli avversari delle scuderie più competitive. Alle spalle del duo della Mercedes c'è Verstappen, davanti a Leclerc, Pérez, Sainz Jr. e Norris. Verstappen raggiunge e passa Russell, al ventisettesimo giro. L'olandese si avvicina anche a Hamilton, che effettua la sua sosta al ventinovesimo passaggio. Il sette volte campione del mondo monta pneumatici di mescola dura. Due giri dopo anche l'altro pilota Mercedes, Russell, effettua la stessa scelta, nel tentativo di arrivare al traguardo senza ulteriori soste. Verstappen torna a condurre, con quasi otto secondi di margine su Leclerc. Alle spalle del ferrarista c'è Pérez, che precede il duo della Mercedes. Hamilton arriva presto alle spalle del messicano, che inizialmente resiste agli attacchi.
Al trentaseiesimo giro Hamilton supera Pérez alla prima curva, ma si trova davanti Sebastian Vettel, appena uscito dai box. Pérez prova a sfruttare il rallentamento provocato dal pilota dell'Aston Martin, ma senza riuscire a risuperare Hamilton. Due giri dopo il messicano cede la posizione anche a Russell. Pérez si fermerà ai box, per la seconda sosta, al quarantesimo giro, dove monta gomme dure. Tre giri dopo anche Sainz Jr. compie il suo secondo pit stop, mentre Pérez passa Norris, ponendosi quinto. Poco dopo è il turno per Leclerc di passare, per la seconda volta, al cambio gomme. Il monegasco rientra in gara quarto, alle spalle dei due piloti della Mercedes. Yuki Tsunoda ferma la sua vettura, poco dopo curva 3, lamentandosi per una gomma fissata male. Il giapponese viene invitato dalla sua scuderia a riprendere la gara. Avendo già slacciato le cinture di sicurezza deve tornare ai box per poterle far fissare di nuovo. Ripartito, comunica ai box che la vettura non è in stato di proseguire e si ferma a bordo pista. La direzione di gara introduce in pista la virtual safety car. Della situazione approfitta Verstappen, che passa ai box per montare gomme dure. A questa mossa rispondono le Mercedes, che passano a gomme medie.
Al cinquantaquattresimo giro Valtteri Bottas ferma la sua Alfa Romeo al termine del rettilineo dei box. Vengono imposte bandiere gialle, proprio nel momento in cui Sainz Jr. stava passando Ocon. In questo caso i commissari fanno entrare in pista la safety car. La Red Bull Racing richiama ai box Verstappen, che monta gomme soft. Così facendo l'olandese perde due posizioni, trovandosi alle spalle di Hamilton e Russell. Vista la posizione della vettura di Bottas, le vetture, dietro la safety car, sfilano all'interno della corsia dei box. Russell esce dalla fila di vetture e passa in piazzola, dove gli sono montate gomme morbide. Il britannico scala in terza posizione. La stessa mossa è fatta dalla Ferrari per Sainz Jr., che però rientra in pista al sopraggiungere di Alonso. La gara riprende con Hamilton al comando, su gomme medie, che precede Verstappen su gomme morbide. Seguono Russell, Leclerc, Pérez, Sainz Jr. e Alonso. Alla ripartenza, già prima della staccata della prima curva, Verstappen si riprende la prima posizione. Subito dietro anche Sainz Jr. ha la meglio su Pérez. La difficile situazione delle coperture della vettura di Hamilton penalizzano il pilota della Mercedes che, al sessantatreesimo giro, si vede passato anche dal compagno di scuderia. Tre giri dopo l'ex campione del mondo deve cedere anche a Leclerc, uscendo così dal podio. Pérez tenta di attaccare Sainz Jr., ma lo spagnolo si difende, portando il messicano all'esterno della prima curva. All'ultimo giro Russell tenta l'assalto al giro veloce, fatto segnare da Verstappen, ma senza successo.
Il campione del mondo vince il trentesimo Gran Premio in carriera, la decima vittoria stagionale, e la quarta consecutiva, segnando il ventunesimo giro veloce. Il pilota olandese della Red Bull Racing, che non aveva mai vinto quattro gare consecutive fin dal suo debutto nella categoria durante la stagione 2015, eguaglia lo stesso numero di vittorie complessive ottenute nella precedente stagione in cui si è laureto campione del mondo piloti. Verstappen è il primo pilota diverso da Hamilton a vincere quattro corse consecutive fin da quando Nico Rosberg ne vinse sette, trionfando negli ultimi tre Gran Premi della stagione 2015 e nei primi quattro del campionato 2016. Con sette gare rimanenti, il leader della classifica piloti può ancora battere il record detenuto da Vettel e da Michael Schumacher, entrambi capaci di vincere 13 gare in un campionato mondiale. Verstappen bissa il successo nell'edizione precedente, ottenendo il quinto hat trick (pole position, giro veloce e vittoria) in carriera in Formula 1, ora tra i primi dieci piloti della storia del mondiale per numero di giri compiuti durante una gara con 1 636, piazzandosi davanti a Nelson Piquet e Niki Lauda. Per il secondo anno consecutivo da quando il Gran Premio d'Olanda è tornato a far parte del calendario del campionato mondiale di Formula 1 sul circuito di Zandvoort nel 2021, un pilota locale vince la corsa nel proprio Paese. Per la scuderia di Milton Keynes, la quale ha condotto il cinquemillesimo giro della propria storia nella categoria, è l'undicesima vittoria del campionato, l'ottantaseiesima complessiva della propria storia, al secondo successo in totale nella gara olandese, confermandosi vittoriosa per la seconda edizione consecutiva della gara con i motori sotto una diversa denominazione, Red Bull Powertrains, in sigla RBPT, dopo la vittoria dell'anno precedente spinta da motori Honda. Russell, secondo, e ora quarto in classifica piloti davanti a Sainz Jr., eguaglia lo stesso miglior risultato in carriera ottenuto nel Gran Premio del Belgio 2021 con la Williams, stabilendo il suo primo secondo posto in un Gran Premio completato nella distanza prevista. Il pilota britannico, al settantacinquesimo Gran Premio, è ora distanziato solamente di 13 punti dal secondo in classifica, Leclerc, senza ancora aver vinto una gara, e segna il dodicesimo podio del campionato della Mercedes, senza una vittoria. Per il monegasco, ora nuovamente secondo in classifica piloti davanti a Pérez, la terza posizione ha stabilito solamente il secondo podio nelle ultime dieci gare dell'anno, dove ottenne il successo nel Gran Premio d'Austria. Prima di questa gara, Leclerc non aveva concluso nelle prime cinque posizioni nelle ultime tre gare. Hamilton, quarto, è ora distante 30 punti dal compagno di scuderia Russell, nonostante si sia qualificato davanti a lui per 8-7 finora quest'anno. A parte il ritiro nel corso del primo nel precedente Gran Premio del Belgio, Hamilton non ha concluso una gara al di sotto del quarto posto sin dall'ottava posizione nel Gran Premio di Monaco. Pérez è quinto classificato grazie alla penalità inflitta a Sainz Jr., ma perde la seconda piazza in classifica piloti, ora occupata da Leclerc, in quanto il messicano ha ottenuto una vittoria contro le tre del pilota della Ferrari. Alonso è sesto in quel che è stato il decimo risultato consecutivo nella zona dei punti, mentre l'Alpine, con la nona posizione di Ocon, ottiene punti con entrambe le vetture per la quinta gara di fila. Norris, partito in settima posizione, conclude nello stesso piazzamento, ed è piazzato settimo anche in classifica piloti. Il pilota britannico della McLaren ha terminato nella stessa posizione in quattro delle ultime cinque gare. Sainz Jr., quinto all'arrivo, scala in ottava posizione a causa della penalità, in quel che è stato il secondo Gran Premio consecutivo in cui la Ferrari riceve una penalità da scontare sul tempo di gara. Stroll ottiene la decima posizione per la quinta volta in stagione, senza aver terminato una corsa oltre questo piazzamento, mentre Albon, dodicesimo, conclude nelle prime dodici posizioni per la settima volta stagionale. Per la prima volta in carriera, Bottas, ritirato, non raggiunge la bandiera a scacchi nelle ultime tre gare. Il pilota finlandese dell'Alfa Romeo fu comunque classificato nel primo Gran Premio degli ultimi tre, quello d'Ungheria, per aver completato il 90% della distanza di gara. Il vincitore Verstappen conduce la classifica piloti con il margine più alto mai ottenuto sul secondo, Leclerc, e sul terzo Pérez, suo compagno di scuderia, entrambi distanziati 109 punti. I meccanici della Red Bull Racing stabiliscono il primato stagionale di tempo per una sosta ai box durante un pit stop di Pérez, con 2"09. Il precedente record apparteneva alla stessa scuderia, sempre per una sosta ai box del messicano, con 2"19 nel Gran Premio d'Ungheria.

### Gran Premio d'Italia
Tutti piloti, al via, montano gomme medie, tranne Leclerc, Russell, Verstappen, De Vries e Ocon, che partono su gomme soft. Leclerc tiene il comando della gara alla partenza, precedendo George Russell. Parte male invece Lando Norris che si vede passato da Daniel Ricciardo e Max Verstappen. L'olandese passa prima Ricciardo, al secondo giro, e poi, dopo due giri, anche Russell. Nelle retrovie si fanno largo sia Sainz Jr., che dopo quattro giri è già tredicesimo, sia Pérez, poco dietro. All'ottavo passaggio Sergio Pérez passa già al cambio gomme. Il messicano monta gomme dure, ma sconta un problema di surriscaldamento ai freni della gomma anteriore destra, che portano anche a un principio d'incendio, che però si spegne e permette al pilota di continuare la gara. Nel frattempo Sainz Jr. prosegue la sua rimonta. Lo spagnolo passa Stroll, Zhou, De Vries, Alonso, Norris e Gasly, portandosi in quinta posizione.
Al dodicesimo giro Sebastian Vettel ferma la sua vettura a bordo pista, per una perdita di potenza della sua power unit. La direzione di gara impone il regime di virtual safety car. Leclerc decide di anticipare la sosta, per montare gomme medie. La gara riprende nella sua valenza agonistica poco prima che il monegasco rientra in gara, alle spalle di Verstappen e Russell. Sainz Jr. passa anche Ricciardo, portandosi al quarto posto. L'australiano si trova in lotta anche con Gasly, che va lungo alla prima chicane, e ricede la posizione. Verstappen porta, dopo 16 giri, il suo vantaggio su Russell a sei secondi, mentre Leclerc è a undici secondi dal leader. Tra il sedicesimo e il diciottesimo giro Norris e Alonso battagliano, per il quinto posto. Alle loro spalle spunta Lewis Hamilton, che sfrutta i pit stop di chi gli stava davanti, oltre a effettuare alcuni sorpassi.
Al ventitreesimo giro si ferma Russell, che monta gomme hard e, due giri dopo, anche Verstappen, che prosegue la gara passando alle gomme medie. Hamilton raggiunge Alonso, ma non riesce a prenderne la posizione, se non al ventisettesimo giro. Dopo la sosta di Verstappen, Charles Leclerc torna al comando del Gran Premio, con poco più di dieci secondi di vantaggio sull'olandese. Sainz Jr. si ferma al trentesimo giro. Il ferrarista monta ora gomme soft e ritorna in gara al settimo posto. Un giro dopo si ferma per abbandonare la gara Alonso. Due giri dopo Leclerc si ferma per la seconda volta, per montare gomme morbide. Il monegasco scende in seconda posizione, staccato di quasi venti secondi dal battistrada. La classifica vede, dietro al monegasco, Russell, Norris, Sainz Jr., Pérez e Ricciardo. Al trentacinquesimo giro si ferma Norris, che torna in gara sesto. Su di lui e Gasly piomba Hamilton, che passa entrambi, e si trova sesto, alle spalle di Pérez.
Nei giri seguenti Leclerc inanella giri veloci, riuscendo a limare, di qualche secondo, il distacco a Verstappen. Pérez monta gomme morbide, al quarantaquattresimo giro, scalando settimo. Poco dopo Ricciardo è costretto a lasciare la sua McLaren a bordo pista prima della curva 7. La direzione di gara opta per la safety car. Verstappen e Leclerc decidono di montare un set di gomme morbide. La vettura di sicurezza entra però in pista lontana dalla vettura del leader Verstappen e, inoltre, i tempi per rimuovere la vettura di Ricciardo si dilatano. Questo non consente di riprendere effettivamente la gara, che si conclude, di fatto, in regime di vettura di sicurezza.
Max Verstappen vince il trentunesimo Gran Premio in carriera ed eguaglia il numero di successi nella categoria del britannico Nigel Mansell, portandosi ad una sola vittoria dallo spagnolo Alonso. Per il campione del mondo, che non aveva mai trionfato o raggiunto il podio nel Gran Premio d'Italia all'autodromo nazionale di Monza, e che non aveva mai ottenuto cinque vittorie consecutive fin dal suo debutto nella categoria nella stagione 2015, la striscia più lunga della sua carriera, è l'undicesimo successo stagionale, superando il numero di successi totali ottenuti nel campionato precedente in cui ha conquistato il titolo piloti. Con sei gare rimanenti, il leader della classifica piloti può ancora battere il record detenuto dai due tedeschi Vettel e Michael Schumacher, entrambi capaci di vincere 13 gare in un campionato mondiale. Verstappen vince la corsa partendo dalla settima posizione differente in una singola stagione, estendendo il record che aveva già battuto nel corso del Gran Premio del Belgio. Per la Red Bull Racing è la dodicesima vittoria in stagione, la quinta consecutiva, l'ottantasettesima complessiva della propria storia, al terzo successo in totale nel Gran Premio d'Italia per la prima volta dall'edizione del 2013 con Vettel, spinta all'epoca da propulsori Renault. Per la scuderia di Milton Keynes è quindi il primo podio sul circuito di Monza nell'era turbo-ibrida iniziata nella stagione 2014. Per Leclerc è il ventesimo podio in carriera. Il pilota monegasco della Ferrari ottiene due podi consecutivi dopo il terzo posto conquistato nel precedente Gran Premio d'Olanda per la prima volta dalle prime tre gare del campionato. Russell, terzo, ottiene il settimo podio dell'anno, mentre per la Mercedes è stato il tredicesimo podio della stagione senza una vittoria, un nuovo record nella categoria. Il pilota britannico, che ottiene quindici piazzamenti nelle prime cinque posizioni in sedici gare della stagione, è adesso distante sette lunghezze dal terzo posto in classifica pilota occupato da Pérez, il quale, terminando sesto con in aggiunta il punto addizionale del giro veloce, ottiene punti sul circuito di Monza per la nona stagione consecutiva. Sainz Jr., partito diciottesimo, ottiene il quarto posto, non riuscendo a salire sul podio dopo che la partenza più bassa di sempre della Ferrari per un pilota che è salito poi sul podio fu la tredicesima posizione dell'argentino José Froilán González e dell'italiano Umberto Maglioli nell'edizione del 1954. La scuderia di Maranello è la prima squadra della storia del mondiale a superare i 10 000 punti ottenuti nella propria storia. Hamilton termina quinto dopo essere partito diciannovesimo in quel che è stato il suo miglior risultato nel Gran Premio d'Italia dall'edizione del 2019, dove concluse terzo. Norris, settimo, non riesce nell'impresa di conquistare due podi consecutivi in Gran Premi corsi in Italia, come nella precedente stagione. Il britannico termina in settima posizione in cinque delle ultime sei gare, ed è settimo anche in classifica piloti. Gasly, ottavo, ottiene punti solamente per la seconda volta nelle ultime otto gare, mentre il debuttante De Vries, nono, e che aveva guidato per l'Aston Martin al posto di Vettel durante la prima sessione di prove libere del venerdì, diviene il sessantasettesimo pilota nella storia del mondiale a ottenere punti al debutto in un Gran Premio nella categoria, il primo a farlo alla guida della Williams dal settimo posto del tedesco Nico Rosberg nel Gran Premio del Bahrein 2006. De Vries eguaglia il miglior risultato stagionale della Williams ottenuto da Albon nella prima edizione del Gran Premio di Miami. Zhou, decimo, termina una striscia di sei gare senza ottenere punti, la più lunga per qualsiasi team. Entrambe le Alpine con Ocon undicesimo e Alonso ritirato non ottengono punti solamente per la seconda volta in stagione, in un'altra corsa disputata in Italia, dopo quanto successo nel Gran Premio dell'Emilia-Romagna. Lo spagnolo termina una striscia di dieci gare a punti in quel che è stato il trecentoquarantanovesimo Gran Premio a cui ha preso parte in Formula 1, eguagliando il numero record di gare disputate nella categoria detenuto dal finlandese Kimi Räikkönen. Stroll è ritirato per la prima volta in stagione dopo che prima di questa gara era stato classificato in tutti i precedenti Gran Premi dell'anno, compresa la sedicesima posizione nel Gran Premio d'Azerbaigian per aver completato il 90% della distanza di gara. Il vincitore Verstappen conduce la classifica piloti con il margine più alto mai ottenuto sul secondo, Leclerc, distanziato di 116 punti. È anche il distacco più ampio mai registrato nella storia del mondiale quando mancano sei Gran Premi alla conclusione del campionato. Verstappen può vincere il secondo campionato mondiale piloti consecutivo nel successivo Gran Premio di Singapore. Per la prima volta dal Gran Premio del Brasile 2006 quando Robert Doornbos corse per la Red Bull Racing e Christijan Albers per l'ex scuderia Midland, la gara ha caratterizzato la presenza di due piloti olandesi, il campione del mondo Verstappen e il debuttante De Vries. Per la tredicesima volta nella storia della Formula 1, la gara è terminata sotto il regime di safety car. Le due più recenti occasioni si verificarono nel Gran Premio del Bahrein 2020 e nel Gran Premio del Belgio 2021.

### Gran Premio di Singapore
La partenza del Gran Premio viene posticipata di un'ora e cinque minuti a causa della pioggia. I piloti partono con gomme da bagnato intermedio dopo che l'acquazzone, prima della gara, ha colpito il tracciato. Sergio Pérez parte meglio di Charles Leclerc, ponendosi immediatamente al comando. La partenza sul lato sinistro della pista favorisce anche Sainz Jr. che precede Hamilton. Seguono Norris, Alonso, Gasly e Vettel. Parte male invece Max Verstappen che cede diverse posizioni e, alla fine del primo giro, è solo dodicesimo. Nel corso della prima tornata l'olandese ha un contatto anche con Kevin Magnussen, che ha danneggiato l'ala anteriore, tanto che presto la direzione gara gli segnala l'obbligo di sostituire il musetto, con bandiera nera e arancione. In pochi giri il campione del mondo sale già nella zona punti, mentre Pérez e Leclerc staccano il resto del gruppo. Nel corso dell'ottavo giro c'è un incidente che coinvolge Zhou Guanyu e Nicholas Latifi. Il cinese è costretto ad abbandonare la gara, mentre viene decisa l'entrata in pista della safety car. Oltre al pilota dell'Alfa Romeo anche quello della Williams si ritira. Nello stesso giro c'è anche un contatto tra George Russell e Valtteri Bottas.
Alla ripartenza della gara la situazione della classifica rimane invariata. Nel giro successivo Verstappen sorprende Vettel e passa anche Gasly. Pérez riesce ad ampliare il margine su Leclerc, mentre Verstappen non è capace di passare Fernando Alonso, almeno fino al ventiduesimo giro, quando un problema alla power unit costringe lo spagnolo a terminare la sua gara. In questa occasione, per recuperare la vettura, viene istituito il regime di virtual safety car. In questo caso Russell passa ai box, ed è il primo pilota a montare gomme da asciutto, di mescola media. La scelta sembra però penalizzare il pilota della Mercedes, che è lento e fa fatica a tenere la vettura in pista. Dopo quattro giri finisce a muro Alexander Albon: il pilota può ripartire ma, per recuperare la parte di ala anteriore staccatasi dalla sua monoposto, la direzione di gara è costretta a imporre di nuovo il regime di virtual safety car. La stessa scelta è fatta, dopo due giri, per recuperare l'Alpine di Esteban Ocon, anche lui costretto al ritiro per un problema al motore. Al trentatreesimo giro Hamilton commette un errore di guida, e termina a muro. Il britannico può riprendere la gara, ma la sua ala anteriore è danneggiata. Hamilton è passato da Norris, ma tiene dietro Verstappen, almeno fino a quando è richiamato ai box. Da questo momento, visto che Russell è capace di far segnare tempi competitivi, tutti i piloti passano ai box, per montare gomme slick. Tutti scelgono le gomme medie, tranne Daniel Ricciardo e Bottas, che optano per le soft. Leclerc arriva lungo sulla sua piazzola dei box, costringendo i meccanici a un pit stop un po' più lungo del normale. Anche Russell effettua una nuova sosta. Poco dopo essere rientrato in pista, il pilota dell'AlphaTauri Yuki Tsunoda sbatte contro le barriere. Ancora una volta è necessaria la presenza della vettura di sicurezza. Ne approfitta Norris, che effettua il pit stop durante il periodo di neutralizzazione.
Quando la gara riprende nella sua valenza agonistica Pérez precede Leclerc, Sainz Jr., Norris, Verstappen, Ricciardo, Stroll, Vettel e Hamilton. Al quarantesimo passaggio Verstappen attacca Norris, ma valuta male il punto di frenata e va lungo nella via di fuga e, soprattutto, rovina gli pneumatici, tanto da essere costretto a una nuova sosta, che lo fa retrocedere in tredicesima posizione. Anche Russell attacca Mick Schumacher, ma c'è un contatto fra le due monoposto, che costringe entrambi a passare ai box. Leclerc mette pressione a Pérez, portando il distacco a pochi decimi. Il messicano è anche sotto indagine, per non aver rispettato la distanza obbligatoria dalla safety car nei due periodi di neutralizzazione. Il ferrarista tenta per diversi giri di trovare un varco per il sorpasso, ma deve desistere. Verstappen passa, in pochi giri, Bottas e Gasly, fino a raggiungere Hamilton, in lotta con Sebastian Vettel. Il pilota della Mercedes attacca il tedesco al cinquantasettesimo giro, ma senza successo, favorendo bensì Verstappen. L'olandese della Red Bull Racing è poi capace di passare Vettel, portandosi in settima posizione. Pérez vince, davanti alla coppia della Ferrari, che a sua volta precede la coppia della McLaren.
Il messicano vince il quarto Gran Premio in carriera, la seconda vittoria in stagione dopo quella ottenuta nel Gran Premio di Monaco, eguagliando le vittorie nel mondiale di Dan Gurney, Bruce McLaren e Eddie Irvine, triofando, per la prima volta dal suo debutto nella categoria nella stagione 2011, dopo aver condotto la gara per tutti i suoi giri. Pérez è il primo vincitore del Gran Premio di Singapore dopo essere partito da una posizione sulla griglia di partenza pari, la seconda, da cui ha poi preso la testa della corsa alla partenza, oltre a essere il primo pilota non campione del mondo a trionfare sul circuito di Marina Bay. Il messicano, che aveva ottenuto solo un podio nelle sei gare precedenti, è il primo pilota a vincere nella stessa stagione il Gran Premio di Monaco e quello di Singapore, entrambi disputati su circuiti cittadini, dalle vittorie di Vettel nelle due gare nella stagione 2011, oltre a diventare il cinquantottesimo pilota a condurre una gara dall'inizio alla fine, dopo che Leclerc era diventato il cinquantasettesimo nel Gran Premio d'Austrialia. Per la Red Bull Racing è la tredicesima vittoria in stagione, eguagliando il numero record di trionfi in un singolo campionato della stagione 2013, la sesta consecutiva, l'ottantottesima complessiva della propria storia, al quarto successo in totale nel Gran Premio di Singapore, pareggiando i successi in questo Gran Premio della Ferrari, considerando l'edizione del 1970 non valida per il mondiale, e della Mercedes, per la prima volta dall'edizione del 2013 con Vettel, spinta all'epoca da propulsori Renault. Per la scuderia di Milton Keynes, che termina a podio per l'undicesima corsa consecutiva sul circuito di Marina Bay, è il primo successo nel Gran Premio di Singapore nell'era turbo-ibrida iniziata nella stagione 2014. Per Leclerc, secondo, come nell'ultima edizione della corsa disputata nel 2019, è stato il terzo podio consecutivo, terminando sempre dietro a un pilota della scuderia austriaca in tutte le occasioni. Grazie alla terza posizione di Sainz Jr. entrambe le Ferrari terminano sul podio per la prima volta dalla prima edizione del Gran Premio di Miami, corso dodici Gran Premi fa. Con Norris quarto e Ricciardo quinto la McLaren ottiene 22 punti, scavalcando l'Alpine, che con entrambe le vetture ritirate non ottiene punti per la seconda gara consecutiva, e tornando a occupare la quarta posizione nella classifica costruttori. Per il britannico e per la scuderia inglese è stato il secondo arrivo in stagione nelle prime quattro posizioni, dopo il terzo posto ottenuto nel Gran Premio dell'Emilia-Romagna, mentre per l'australiano, quinto dopo essere partito sedicesimo, è stato il primo arrivo nelle prime quattro posizioni dalla prima edizione del Gran Premio d'Arabia Saudita corsa nella precedente stagione. La McLaren aveva avuto un pilota classificatosi settimo negli ultimi quattro Gran Premi di Singapore. Per Stroll la settima posizione rappresenta il miglior risultato in stagione, dopo aver concluso decimo in cinque occasioni nel corso del campionato, mentre Verstappen, settimo, termina una striscia di cinque vittorie consecutive, non riuscendo a trionfare dopo aver vinto da sette diverse posizioni di partenza in stagione. Per diventare campione del mondo piloti per la seconda stagione consecutiva nel successivo Gran Premio del Giappone, il pilota olandese deve ottenere otto punti più di Leclerc, secondo in classifica piloti, e sei più del compagno di scuderia Pérez, terzo, a due lunghezze dal monegasco. Vettel, ottavo, termina nelle prime otto posizioni per la quarta volta in stagione, e non considerando il ritiro nel corso del primo giro nell'edizione del 2017, l'ottavo posto è stato il traguardo più basso in assoluto del tedesco in 13 partecipazioni sul circuito di Marina Bay. L'Aston Martin sale al settimo posto in classifica costruttori superando Haas e AlphaTauri. Hamilton, nono, al suo trecentocinquesimo Gran Premio, termina in questa posizione solamente per la settima volta in carriera, mentre Gasly, decimo, ottiene punti per la seconda gara consecutiva per la prima volta dai punti ottenuti consecutivamente nei Gran Premi d'Arabia Saudita e d'Australia. Russell, quattordicesimo e con il secondo giro più veloce in carriera, non termina nei primi cinque posti solamente per la seconda volta in campionato, dopo il ritiro nel corso del primo giro nel Gran Premio di Gran Bretagna. Alonso è ritirato nel giorno del trecentocinquantesimo Gran Premio a cui ha preso parte in Formula 1, stabilendo il record assoluto di gare disputate nella categoria, distanziando di una lunghezza Kimi Räikkönen e battendo il record condiviso in precedenza col finlandese. Il costruttore britannico Williams ha disputato l'ottocentesimo Gran Premio nella storia del mondiale, al terzo posto totale dietro solo a Ferrari, con 1 047, e McLaren, con 919, per numero di gare disputate nella categoria. Il Gran Premio ha visto quattordici classificati, pareggiando per la terza volta in stagione il numero più basso del campionato dopo quanto successo nei Gran Premi d'Arabia Saudita e di Gran Bretagna, oltre a essere la terza gara dell'anno con il più alto numero di ritiri, sei, insieme al Gran Premio inglese e quello arabo senza considerare in quest'ultimo Albon classificato per aver completato il 90% della distanza di gara. È stato il tredicesimo Gran Premio di Singapore consecutivo ad essere stato caratterizzato dall'utilizzo di almeno una safety car, per un totale di 23 interventi della vettura di sicurezza fin dell'edizione inaugurale nella stagione 2008, oltre ad essere stato il quarto Gran Premio non completato nella distanza prevista per il raggiungimento delle due ore di gara, come previsto dal regolamento sportivo, dopo le edizioni del 2012, completato per lo stesso numero di giri di questa gara, 59, del 2014, con la distanza di gara coperta per 60 giri, e del 2017, terminato dopo 58 giri. È stato il secondo Gran Premio della stagione a terminare anticipatamente rispetto alla distanza di gara prevista, dopo il Gran Premio di Monaco, completato per 64 giri rispetto ai 78 programmati. Per la prima volta dalla prima edizione del Gran Premio di Città del Messico il punto addizionale del giro più veloce non viene assegnato, per la prima volta in questo campionato e per la quinta complessiva dopo essere stato reintrodotto nella stagione 2019, in quanto ottenuto da Russell, quattordicesimo, fuori dalle prime dieci posizioni.

### Gran Premio del Giappone

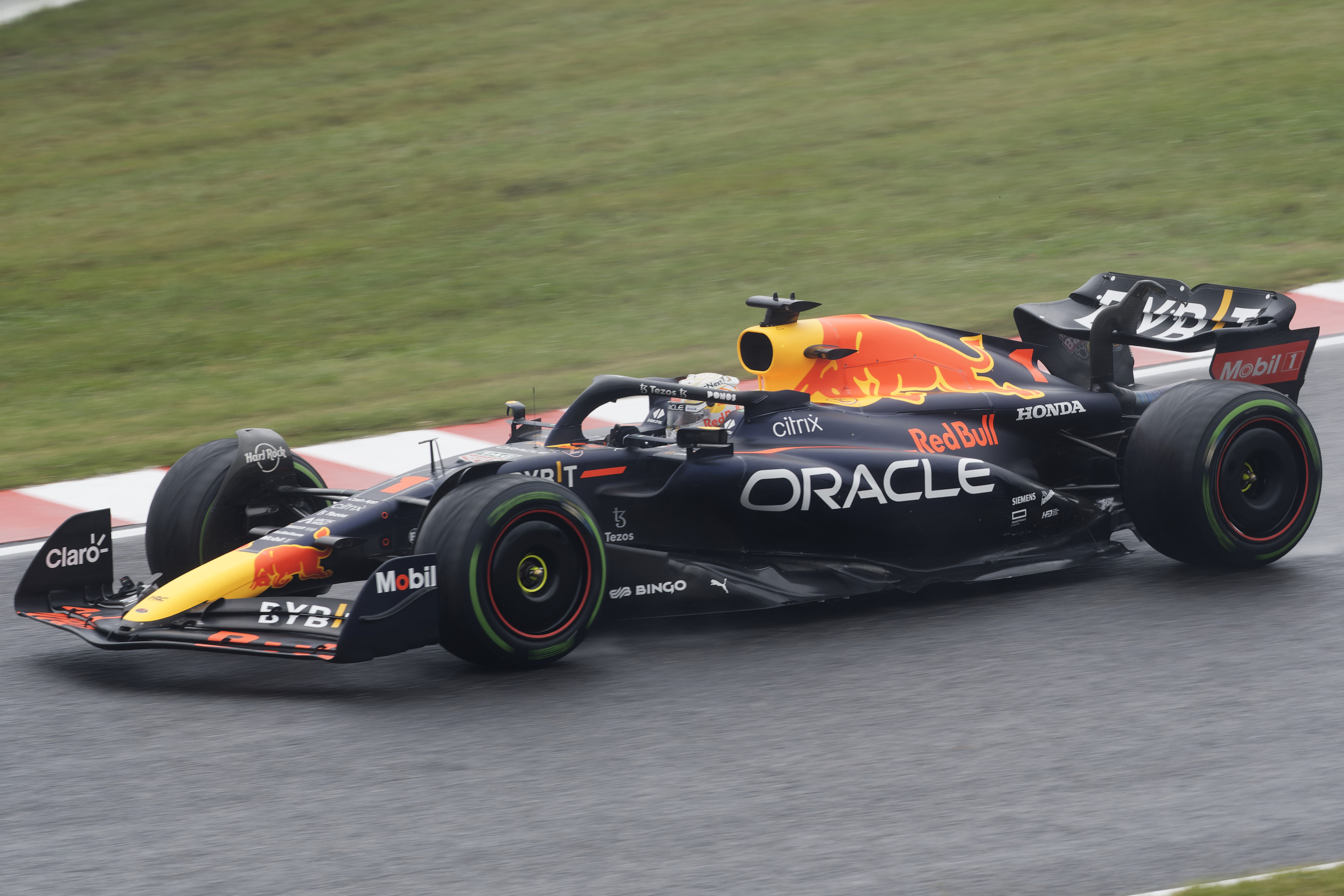
Con la vittoria sull'asfalto bagnato di Suzuka e la contemporanea penalizzazione comminata al rivale al titolo Leclerc, Verstappen conquista matematicamente il suo secondo mondiale consecutivo.

Tutti i piloti iniziano la gara con gomme da bagnato intermedio, anche se le due Alpine avevano condotto il giro di allineamento sulla griglia di partenza con gomme da bagnato estremo. La pioggia è continua sul tracciato, e la visibilità non è perfetta, ma la gara inizia in maniera ordinaria, senza la presenza in pista della safety car. Verstappen resiste all'attacco di Leclerc che, alla prima curva, riesce anche a mettersi davanti all'olandese. Segue Pérez che ha passato Sainz Jr.. Nelle retrovie c'è un contatto tra Sebastian Vettel e Fernando Alonso, con il pilota tedesco che termina nella via di fuga, ma può proseguire la gara. Nel corso del primo giro Carlos Sainz Jr. perde il controllo della sua monoposto alla curva 12, a causa di un aquaplaning terminando contro le barriere. La Ferrari rientra in pista e viene sfiorata dalle altre vetture. Un panello pubblicitario finisce contro l'AlphaTauri di Pierre Gasly, che è costretto ai box. La direzione di gara invia in pista la vettura di sicurezza, ma le condizioni di pista, e la scarsa visibilità, impongono la bandiera rossa. Inoltre, in regime di safety car, diversi piloti si lamentano per la presenza, a bordo pista, di due trattori inviati per recuperare la vettura di Sainz Jr. e quella di Alexander Albon, ritiratosi, nel frattempo, per problemi idraulici. Gasly viene messo sotto osservazione dalla direzione gara per essere transitato troppo velocemente vicino al veicolo di sicurezza che stava rimuovendo la vettura incidentata di Sainz Jr.. L'episodio sarà valutato al termine della gara.
Le condizioni meteorologiche non permettono, fino alle 17:15 locali, la ripresa della gara. Ciò comporta che, tenendo conto che la gara è iniziata alle 14:00, il Gran Premio si svolgerà su 45 minuti. Con il numero ridotto di giri cui esso verrà completato, verranno comunque attribuiti pieni punti, vista la ripresa della gara dopo la sospensione. La ripartenza viene data dietro alla safety car, ma i piloti comunicano che le condizioni della pista sono migliori, rispetto alla prima partenza, e che presto potranno essere montate le gomme da bagnato intermedio. Verstappen è al comando, seguito da Leclerc, Pérez, Ocon, Hamilton, Alonso e Russell. Con la ripresa della valenza agonistica della gara, dopo due giri, Verstappen mantiene la testa. Subito Sebastian Vettel e Nicholas Latifi entrano ai box, per montare gomme da bagnato intermedio. Seguono, il giro seguente, anche Verstappen e Leclerc. Si trova in testa Fernando Alonso che però, presto, passa anche lui ai box. Al decimo giro, terminata la girandola delle soste, Verstappen è al comando, con 4"3 su Leclerc, penalizzato al pit stop dal sopraggiungere di Pérez, 11"7 sullo stesso messicano, 15"5 su Mick Schumacher, unico a non aver ancora montato le gomme intermedie. Il tedesco sarà poi costretto a cedere diverse posizioni, a causa delle gomme non adatte. Vettel e Latifi, grazie al cambio gomme anticipato, sono sesto e ottavo.
Leclerc, che ha anche fatto segnare il giro veloce, perde terreno su Verstappen, e vede avvicinarsi Sergio Pérez. Dietro Lewis Hamilton inizia a infastidire Esteban Ocon. Nel frattempo George Russell passa prima Tsunoda, poi Norris, ed è nono, al quindicesimo giro. Cinque giri dopo il britannico supera anche Latifi. Vari piloti decidono di effettuare un secondo cambio gomme, in quanto le gomme intermedie hanno un certo degrado. Tra questi non c'è Charles Leclerc, che perderebbe troppe posizioni. Alonso, che ha effettutato la seconda sosta al ventitreesimo giro, rientra in gara alle spalle di Russell e Latifi. Un giro dopo e lo spagnolo recupera l'ottava posizione sul canadese. Leclerc resiste fino all'ultimo giro a Pérez ma, all'ultima chicane va lungo, per poi chiudere sul messicano all'ultima curva, manovra che gli costerà una penalizzazione. Sempre all'ultimo passaggio Alonso passa Russell, e scala settimo.
Max Verstappen vince il trentaduesimo Gran Premio in carriera, la dodicesima vittoria in stagione, per la prima volta dal Gran Premio d'Italia, conquistando per la seconda stagione consecutiva il mondiale piloti, il primo di nazionalità olandese nella storia della categoria a ottenere nuovamente il titolo iridato, all'età di 25 anni e 9 giorni, il secondo più giovane bicampione del mondo. Egli, che non aveva mai trionfato o condotto un giro al comando sul circuito di Suzuka fin dal suo debutto nella categoria nella stagione 2015, eguaglia il numero dei successi nella categoria di Alonso, al sesto posto in classifica nella graduatoria di tutti i tempi per maggior numero di trionfi. Verstappen, che supera gli 8 000 km condotti in testa, ottiene la seconda corona iridata sulla pista giapponese dove debuttò in una sessione ufficiale durante un Gran Premio di Formula 1, in quella delle prime prove libere nell'edizione del 2014 per una diversa scuderia, quella denominata all'epoca Toro Rosso. Con quattro gare rimanenti, Verstappen può ancora battere il record detenuto dai due tedeschi Vettel e Michael Schumacher, entrambi capaci di vincere tredici gare in un campionato mondiale, rispettivamente nel 2004 e nel 2013. L'olandese eguaglia il numero di titoli mondiali dell'italiano Alberto Ascari, dei britannici Jim Clark e Graham Hill, del brasiliano Emerson Fittipaldi, del finlandese Mika Häkkinen e dello spagnolo Alonso. Verstappen è l'undicesimo pilota a vincere il titolo piloti consecutivamente, nonché il diciassettesimo dei 34 campioni del mondo della categoria a vincere più di un titolo. Per la Red Bull Racing è la settima vittoria consecutiva, l'ottantanovesima complessiva della propria storia, nonché la quattordicesima della stagione, fissando il nuovo record per maggior numero di successi in un singolo campionato dalle tredici vittorie ottenute nella stagione 2013. Per la scuderia di Milton Keynes, alla ventiduesima doppietta, la quinta dell'anno, nuovo record in un singolo campionato per il costruttore austriaco, è il quinto successo nel Gran Premio del Giappone, il primo nell'era turbo-ibrida iniziata nella stagione 2014, per la prima volta dall'edizione del 2013 con Vettel, con i motori sotto una diversa denominazione, Red Bull Powertrains, in sigla RBPT, a differenza dell'ultimo trionfo spinta da propulsori Renault. La scuderia austriaca termina una striscia di sei successi consecutivi nella gara giapponese a opera del costruttore tedesco Mercedes tra il 2014 e il 2019. Pérez, secondo, ottiene due podi consecutivi per la prima volta dalla disputa dei Gran Premi di Monaco e d'Azerbaigian. Il pilota messicano non aveva mai terminato nelle prime posizioni sul circuito di Suzuka, dopo aver concluso settimo nelle tre precedenti apparizioni. Per Leclerc, terzo, è stato il quarto podio consecutivo, la striscia della sua carriera più lunga, ottenuta due volte nella stagione 2019, anche se la penalità di cinque secondi gli è costata il secondo posto e ha messo fine alle sue speranze di campionato, ora terzo in classifica piloti superato da Pérez. Grazie al quarto posto di Ocon, l'Alpine ottiene il miglior risultato stagionale, mentre per Hamilton la quinta posizione è stato il risultato peggiore sul circuito giapponese dal ritiro nell'edizione del 2013. La scuderia francese sorpassa nuovamente la McLaren nel campionato costruttori per il quarto posto, dopo lo scambio di posizioni a Singapore, mentre per il pilota britannico della Mercedes si è trattato del trecentoseiesimo Gran Premio nella categoria, lo stesso numero di gare del tedesco Michael Schumacher e del connazionale Jenson Button, al quarto posto complessivo nella storia del mondiale. Per la seconda gara consecutiva, l'Aston Martin, grazie a Vettel, presenta un pilota nelle prime sei posizioni, dopo la sesta piazza ottenuta dal compagno di scuderia Stroll nel Gran Premio di Singapore. Il tedesco precede sul traguardo Alonso per 0"011. Lo spagnolo, in settima posizione, ottiene punti sul circuito di Suzuka dal quarto posto con la Ferrari nella gara del 2013. Il due volte campione del mondo stabilisce un nuovo record per l'intervallo più lungo tra due gare al comando, 19 anni 6 mesi e 16 giorni, tra il Gran Premio della Malesia 2003 e la gara giapponese, battendo il record di Michael Schumacher di 19 anni 1 mese 9 giorni, tra il Gran Premio del Belgio 1992 e l'edizione 2011 del Gran Premio del Giappone. Per Russell, ottavo, è stata solamente la terza volta durante il campionato a terminare fuori dalle prime cinque posizioni, la seconda consecutiva. Grazie al nono posto, Latifi ottiene i primi punti in campionato, per la prima volta dal Gran Premio del Belgio 2021, adesso davanti a De Vries e Hülkenberg in classifica piloti, i quali hanno sostituito rispettivamente Albon alla Williams, nel Gran Premio d'Italia, e Vettel all'Aston Martin, nelle prime due gare. Per la scuderia di Grove è stata la quinta volta in stagione a ottenere punti. Zhou ottiene il primo giro più veloce in carriera, il sedicesimo pilota più giovane ad ottenerlo nella storia del mondiale, all'età di 23 anni, 4 mesi e 9 giorni, ma senza punto addizionale, in quanto ha terminato la gara fuori dai primi dieci. La scuderia per la quale il pilota cinese corre, la svizzera Alfa Romeo, non faceva registrare un giro più veloce dall'edizione 2013 del Gran Premio di Spagna, quando allora lo segnò il messicano Esteban Gutiérrez e la squadra correva con il nome Sauber. Per un'Alfa Romeo è il primo giro veloce dal Gran Premio del Belgio 1983 con l'italiano Andrea De Cesaris. Per la tredicesima volta nella storia del mondiale un pilota vince il campionato da campione in carica. Verstappen ha conquistato il secondo titolo iridato 302 giorni dopo il primo ottenuto nel Gran Premio di Abu Dhabi 2021, dietro solo al britannico Jack Brabham, vincitore dei titoli 1959 e 1960 a distanza di 247 giorni. Verstappen, comunque, batte il tedesco Michael Schumacher, al terzo posto generale dopo 315 giorni trascorsi tra il titolo 2000 e 2001.
Il Gran Premio del Giappone vede l'assegnazione del titolo piloti per la tredicesima volta, con Verstappen che diviene il nono pilota diverso, l'ottavo sul circuito di Suzuka, a laurearsi campione. Prima di lui, il britannico James Hunt vinse il titolo piloti, sul circuito del Fuji, nell'edizione del 1976, seguito dal brasiliano Nelson Piquet, che trionfò in quella del 1987, dal connazionale Ayrton Senna, vincitore del mondiale piloti nelle edizioni 1988, 1990 e 1991, dal francese Alain Prost, nell'edizione del 1989, dal britannico Damon Hill, trionfante nella corsa del 1996, dal finlandese Mika Häkkinen, vincitore del titolo piloti nelle edizioni del 1998 e del 1999, dal tedesco Michael Schumacher, cui ottenne il mondiale nelle edizioni del 2000 e del 2003, e dal connazionale Sebastian Vettel, campione del mondo nell'edizione del 2011. Per la seconda volta, il titolo è deciso nella gara giapponese quando quest'ultima non è stata la penultima o ultima prova del campionato, ma bensì tenutasi con ancora quattro Gran Premi al termine, come nel caso del titolo di Vettel nel campionato 2011. Nonostante il Gran Premio sia stato completato per una distanza compresa tra il 50% ed il 75% di quella prevista per il raggiungimento del tempo limite delle tre ore di gara, a causa di avverse condizioni meteorologiche, con i punti che sarebbero stati assegnati secondo il nuovo sistema di punteggio valido da questa stagione, quest'ultimi sono stati distribuiti normalmente in quanto la gara, sospesa dopo due giri completati, è ripresa ed è stata completata nel tempo limite di tre ore, come da regolamento. La bandiera a scacchi è stata data allo scoccare delle tre ore dall'inizio dell'evento, senza consentire ai piloti la disputa dell'ultimo giro addizionale. Quest'ultimo viene effettuato una volta completate le due ore di gara, ma tale regola svanisce essendo stato utilizzato in questo caso il limite delle tre ore dall'inizio dell'evento. È stato il terzo Gran Premio della stagione ad essere stato sospeso momentaneamente con bandiera rossa, dopo quelli di Monaco e di Gran Bretagna, nonché il terzo in totale, oltre che il secondo consecutivo, ad essere terminato prima della distanza prevista, dopo quelli di Monaco e Singapore, corso sette giorni prima. A partire dal 2014, la gara giapponese non viene completata secondo la distanza prevista per tre volte. Il punto addizionale del giro più veloce non viene assegnato come nella gara precedente a Singapore, ovvero per la seconda volta in questo campionato e per la sesta complessiva dopo essere stato reintrodotto nella stagione 2019, in quanto ottenuto da Zhou, sedicesimo, fuori dalle prime dieci posizioni. Si è trattato del Gran Premio di Formula 1 completato dal vincitore con la media oraria più bassa di sempre nella storia della categoria con 53,582 km/h. Il precedente record apparteneva al Gran Premio del Canada 2011 in cui il britannico Jenson Button completò la corsa con una media di 74,844 km/h con la gara interrotta due ore a causa di forti piogge. Per la prima volta dal 2013 con Vettel, il titolo piloti è vinto da un pilota portante il numero 1 sulla vettura, riservato al campione del mondo.

### Gran Premio degli Stati Uniti
Carlos Sainz Jr. viene passato, già al via, da Max Verstappen. La gara dello spagnolo è poi subito interrotta da un contatto subìto da George Russell, alla prima curva, che danneggia la sua monoposto, tanto da costringerlo all'abbandono. Il pilota britannico è penalizzato di cinque secondi per l'incidente. Alle spalle di Verstappen ci sono Lewis Hamilton, Lance Stroll, Russell, Sebastian Vettel, Lando Norris e Sergio Pérez. Tra il secondo e il quarto giro Pérez passa i due piloti che lo precedono. Norris, un giro dopo, cede la posizione anche a Pierre Gasly, mentre Russell ha la meglio su Stroll, per il terzo posto. Dalle retrovie recupera Charles Leclerc. L'unico ferrarista ancora in gara è già nono al secondo giro, e al quinto ha la meglio su Norris e Gasly. Un giro dopo Pérez prende la quarta piazza a Stroll.
Dopo dieci giri Verstappen, che si lamenta per la scarsa guidabilità della sua vettura a causa del vento, ha un margine di 3"2 su Hamilton, e di nove secondi su Russell, che si trova in scia Pérez. Al dodicesimo giro Leclerc recupera ancora una posizione, superando Vettel. Il giro successivo Hamilton si ferma ai box, per montare gomme a mescola dura. La stessa scelta è fatta, poco dopo, sia da Verstappen che da Russell, che al pit stop sconta la penalizzazione inflittagli per l'incidente del primo giro. Al quindicesimo giro si fermano anche Pérez e Norris, mentre Leclerc passa Stroll. Grazie ai vari cambi gomme il monegasco è ora secondo, alle spalle di Verstappen, ma davanti a Hamilton, che ha ripassato Vettel, che non ha ancora effettuato la sua prima sosta. Tre giri dopo Valtteri Bottas finisce con la sua Alfa Romeo nella ghiaia della curva 19. La direzione di gara impone la safety car. Ne approfittano i piloti che non hanno ancora cambiato gli pneumatici, tra cui Leclerc. Il ferrarista rientra in pista quarto, preceduto, in uscita dai box, per pochi metri, dall'accorrente Pérez.
Alla ripresa della valenza agonistica della gara, sul lungo rettilineo tra le curve 11 e 12, Fernando Alonso, al momento del sorpasso su Stroll, colpisce il retro della vettura del canadese. Lo spagnolo perde il controllo della sua Alpine, che tende anche a sollevarsi, mentre la vettura di Stroll termina contro le barriere. La direzione di gara è costretta immediatamente a inviare in pista la vettura di sicurezza. I piloti sono incolumi, tanto che Alonso, pur con la sua monoposto danneggiata. dopo un passaggio ai box, potrà proseguire il Gran Premio. Al ventiseiesimo giro la gara riprende. Verstappen conduce con 1"8 su Hamilton, tre su Pérez, 3"8 su Leclerc, 5"3 su Russell. Seguono Vettel, Gasly e Tsunoda. Leclerc mette pressione a Pérez, prima tenta il sorpasso alla curva 12, ma va lungo, e cede nuovamente la posizione al messicano. Il giro seguente la manovra riesce, e Leclerc sale terzo.
Al trentacinquesimo passaggio Hamilton si ferma per la seconda volta. Anche questa volta il pilota della Mercedes opta per gomme a mescola dura. Per marcare la scelta del britannico, Verstappen, nel giro successivo, effettua anche lui la sua seconda sosta. Il pit stop presenta però dei problemi, durando più di undici secondi. Il pilota della Red Bull Racing viene passato, ai box, da Leclerc, anche lui autore di un nuovo pit stop. Entrambi scelgono gomme medie. Russell si ferma al trentasettesimo giro, Pérez al trentanovesimo. Ciò porta al comando Vettel, davanti a Hamilton e Verstappen, che ha passato Leclerc, dopo un lungo duello. Hamilton passa, poco dopo Vettel, che si ferma al quarantaduesimo giro. Anche il pit stop del pilota dell'Aston Martin è lento, tanto da farlo allontanare dalle primissime posizioni. Hamilton vede ridursi il suo vantaggio su Verstappen, mentre Leclerc, che per qualche giro era rimasto in scia all'olandese, non è più capace di tenerne il passo. Alle spalle dei primi tre ci sono Pérez, Russell, Magnussen e Alonso. Lo spagnolo ha la meglio sul danese, al quarantanovesimo giro.
A cinque giri dal termine Verstappen effettua il sorpasso decisivo su Hamilton, per la prima posizione, alla curva 12. Hamilton cercherà, nei giri successivi, di ripassare l'olandese. Entrambi i piloti, nel frattempo, vengono ammoniti, con bandiera bianco e nera, per aver superato i limiti della pista. Al penultimo giro Russell effettua ancora una sosta: monta gomme morbide e coglie il giro veloce. Sempre al penultimo giro Lando Norris prende la sesta posizione ad Alonso. Nell'ultima tornata Vettel, dopo una bella rimonta, passa Kevin Magnussen, per l'ottava posizione.
Max Verstappen vince il trentatreesimo Gran Premio in carriera, al sesto posto generale per maggior numero di gare vinte nella storia categoria, la seconda gara consecutiva dopo il precedente Gran Premio del Giappone, nonché la tredicesima vittoria in stagione, confermandosi vincitore per la seconda edizione consecutiva del Gran Premio degli Stati Uniti d'America dopo quella del 2021. Il pilota olandese della Red Bull Racing due volte campione del mondo eguaglia il numero record di vittorie ottenute in un singolo campionato dai due tedeschi Sebastian Vettel, sempre con la Red Bull Racing, nella stagione 2013, e da Michael Schumacher con la Ferrari in quella del 2004. Avendo vinto anche la prima edizione del Gran Premio di Miami, Verstappen è il primo pilota a vincere due volte negli Stati Uniti d'America nella stessa stagione dai trionfi di Alan Jones nel Gran Premio degli Stati Uniti d'America-Ovest e nel Gran Premio di Las Vegas del campionato 1981. Il numero delle vittorie di Verstappen, 33, corrisponde al suo numero tradizionale di gara, oltre a corrispondere al totale di vittorie in Formula 1 di tutti i piloti americani messi insieme. Partito secondo in griglia di partenza, testimonia che su dieci edizioni della gara corse sul circuito delle Americhe tutte sono state vinte dalla prima fila dello schieramento. Per la scuderia austriaca è l'ottava vittoria consecutiva, a una lunghezza dal record di nove vittorie di fila della stagione 2013, la novantesima complessiva della propria storia, nonché la quindicesima della stagione, nuovo record, oltre a essere il terzo successo totale nel Gran Premio degli Stati Uniti d'America, tutte sul circuito delle Americhe. Essa si conferma vittoriosa per la seconda edizione consecutiva della gara con i motori sotto una diversa denominazione, Red Bull Powertrains, in sigla RBPT, a differenza dell'ultimo trionfo del 2021 spinta da propulsori Honda. Grazie ai risultati ottenuti, il costruttore austriaco si aggiudica per la quinta volta nella propria storia il mondiale costruttori, il primo dell'era turbo-ibrida, con una diversa denominazione dei propri propulsori, per la prima volta dalla stagione 2013 con Vettel, nel quale fu spinta da motori Renault. La scuderia di Milton Keynes termina una striscia record di otto mondiali costruttori vinti consecutivamente dalla tedesca Mercedes tra il 2014, prima stagione dell'era turbo-ibrida della categoria, e il 2021. Hamilton ha disputato il suo trecentosettesimo Gran Premio, al quarto posto generale per numero di Gran Premi disputati nella storia della categoria, dietro a Fernando Alonso con 352, a Kimi Räikkönen con 349 e a Rubens Barrichello con 322. Il britannico della Mercedes, secondo, al primo podio dal Gran Premio d'Ungheria, mantiene il record di concludere ogni edizioni disputata sul circuito delle Americhe tra le prime quattro posizioni. Il distacco di 5"023 dal vincitore Verstappen è quello con il margine più basso per Hamilton da una vittoria in questo campionato. Grazie alla terza posizione, Leclerc riottiene il secondo posto in classifica piloti, due lunghezze avanti rispetto a Pérez. Per il monegasco, al primo podio sul circuito delle Americhe, è il quinto di fila, la serie più lunga della sua carriera. Per Russell il quarto posto è stato il sedicesimo arrivo nelle prime cinque posizioni della stagione, mentre Norris termina sesto, dopo aver terminato settimo e ottavo nelle ultime due edizioni della gara. Vettel, ottavo, rappresenta per l'Aston Martin il terzo arrivo consecutivo nelle prime otto posizioni. Il pilota tedesco ha condotto il tremilacinquecentesimo giro della sua carriera. Magnussen, nono, termina una striscia di sette gare senza ottenere punti per la Haas, la più lunga di qualsiasi squadra. La scuderia locale ottiene punti nel proprio Paese solamente per la seconda volta nella propria storia dopo il decimo posto di Romain Grosjean nell'edizione del 2016. Tsunoda, decimo, ottiene punti dopo la disputa di tredici Gran Premi, la striscia più lunga di qualsiasi pilota. Per Sainz Jr. è stato il secondo ritiro consecutivo, avendo completato soltanto un giro nelle ultime due gare, occorrenza già verificatasi in altri due Gran Premi del campionato, in quelli d'Australia e dell'Emilia-Romagna. Il vincitore Verstappen conduce la classifica piloti con il margine più alto mai ottenuto sul secondo, Leclerc, distanziato di 124 punti. È anche il distacco più ampio mai registrato nella storia del mondiale quando mancano tre Gran Premi alla conclusione del campionato. Il Gran Premio degli Stati Uniti d'America vede l'assegnazione del titolo costruttori per la settima volta. In precedenza, il titolo fu deciso nelle edizioni del 1966, 1970, 1973 e 1974, tutte corse a Watkins Glen. I successi furono appannaggio, rispettivamente, della scuderia britannica Brabham, dell'inglese Lotus, per due volte, e della connazionale McLaren. Sull'attuale sede del circuito delle Americhe il titolo costruttori viene assegnato per la terza volta dopo le edizioni del 2012 e 2017, dove a trionfare, rispettivamente, furono sempre l'austriaca Red Bull Racing e la tedesca Mercedes. Sul suolo statunitense il titolo fu deciso anche nel Gran Premio degli Stati Uniti d'America-Est 1976, sempre corso a Watkins Glen, dove a vincere fu l'italiana Ferrari, e nel Gran Premio di Las Vegas 1982, disputato sul circuito del Caesars Palace, con trionfante sempre la Ferrari.

### Gran Premio di Città del Messico
I piloti di Red Bull Racing, Ferrari, insieme a Tsunoda, Schumacher, Vettel e Latifi, iniziano le gara con gomme soft, gli altri con le medie. Max Verstappen tiene il comando del Gran Premio, alla prima curva. Alle sue spalle si pone Lewis Hamilton, che battaglia col compagno George Russell. Ne approfitta Sergio Pérez che s'interpone fra i due. Seguono poi i due piloti della Ferrari, Fernando Alonso, Valtteri Bottas ed Esteban Ocon. Verstappen, su gomme morbide, non riesce a scavare un ampio margine su Hamilton, che, invece, utilizza gomme medie. Dopo venti giri l'olandese gode di un vantaggio di 2"3 sul britannico, 6" sul compagno di scuderia Pérez, 7"6 su Russell. Più staccato è Carlos Sainz Jr., a oltre 17 secondi, davanti a Charles Leclerc, a 21 secondi dalla testa.
Pérez è il primo, dei piloti di testa, a passare al cambio gomme, al ventiquattresimo giro. Il messicano opta per le gomme medie, ma un problema di disinserimento dello pneumatico posteriore sinistro rallenta il suo rientro in pista. Due giri dopo la stessa scelta viene seguita da Verstappen. Al ventisettesimo giro Pérez supera Leclerc, per il quinto posto. Il monegasco si ferma ai box al ventinovesimo giro. Hamilton, leader della gara, attende il trentesimo passaggio per la sua sosta, e decide di passare alle gomme di mescola dura. Il britannico rientra in gara terzo, alle spalle di Verstappen. Al trentesimo giro si ferma anche Sainz Jr.. Ora al comando va Russell che tenta di allungare lo stint, per poi poter concludere la gara con gomme soft. Al trentaquattresimo giro però il britannico viene richiamato ai box, per il cambio gomme. Anche in questo caso la Mercedes decide l'impiego di gomme a mescola dura.
Verstappen torna in vetta alla gara, davanti a Hamilton, Pérez, Russell, Alonso, Bottas e il duo della Ferrari. Al trentanovesimo passaggio Sainz Jr. passa Bottas, che poco dopo va ai box, per concludere la gara con gomme hard. Due giri dopo lo spagnolo passa anche Alonso, per riportarsi in quinta posizione. Subito dopo il pilota dell'Alpine effettua il suo cambio gomme. Dopo 43 giri Verstappen, sfruttando la migliore competitività delle coperture medie, ha un vantaggio di 9"3 su Hamilton, che si lamenta per la scelta delle gomme. Pérez è staccato di 11"3 dal leader, mentre Russell è a oltre 18 secondi.
Al cinquantesimo giro Daniel Ricciardo colpisce la vettura di Yuki Tsunoda, nel tentativo di conquistare l'undicesima posizione. I danni della vettura dell'AlphaTauri sono troppo profondi per consentire al giapponese di proseguire la gara. La direzione di gara punisce l'australiano della McLaren con dieci secondi di penalità. Ricciardo, sfruttando le gomme soft montate al quarantaseiesimo giro, passa Norris, Bottas, e le due Alpine, portandosi in settima posizione. Alonso, al sessantacinquesimo giro, è costretto al ritiro, per un problema tecnico. La direzione di gara impone il regime di virtual safety car, che dura per due giri. Al sessantottesimo passaggio Pierre Gasly supera Alexander Albon, per l'undicesima posizione, ma non riesce a mettere pressione a Bottas, per l'entrata nella zona dei punti. Al penultimo giro Russell passa ai box, monta gomme morbide, e realizza il giro veloce della gara.
Verstappen vince con margine il Gran Premio, grazie alla tenuta delle gomme medie, che non consente a Hamilton, che ha chiuso la parte finale di gara con le hard, di impensierire l'olandese. Il pilota due volte campione del mondo della Red Bull Racing trionfa nella trentaquattresima corsa in carriera, la terza gara consecutiva dopo i precedenti Gran Premi del Giappone e degli Stati Uniti d'America, nonché la quattordicesima vittoria in stagione, nuovo record assoluto nella categoria, battendo quello del maggior numero di vittorie ottenute in un singolo campionato dai due tedeschi Sebastian Vettel, sempre con la Red Bull Racing, nella stagione 2013, e da Michael Schumacher con la Ferrari in quella del 2004, confermandosi vincitore per la seconda edizione consecutiva del Gran Premio di Città del Messico dopo quella inaugurale del 2021. Verstappen diviene il pilota con il maggior numero di trionfi in un Gran Premio disputato in Messico, con quattro successi, dopo aver vinto le edizioni 2017 e 2018 del Gran Premio omonimo, insieme alle prime due edizioni di questa gara. L'olandese ha vinto quattro volte sul circuito del Red Bull Ring, sede del Gran Premio d'Austria, per due volte nella stagione 2021 grazie alla disputa del Gran Premio di Stiria, ma fino alla disputa di questo appuntamento non aveva mai vinto sulla stessa pista in quattro anni diversi. Per la scuderia austriaca è la nona vittoria consecutiva, eguagliando il record del maggior numero di vittorie di fila della stagione 2013, a due lunghezze del record assoluto della McLaren di undici vittorie di seguito nella stagione 1988, la novantunesima vittoria complessiva della propria storia, nonché la sedicesima della stagione, nuovo record per il costruttore austriaco, oltre a diventare la squadra con il maggior numero di successi, quattro, insieme alla Lotus, considerandogli l'edizione della gara del 1962 non valida per il mondiale, in un Gran Premio disputato in Messico, dopo aver vinto le edizioni 2017 e 2018 del Gran Premio omonimo, insieme alle prime due edizioni di questa gara, sempre con Verstappen. La scuderia si conferma vittoriosa per la seconda edizione consecutiva della gara con i motori sotto una diversa denominazione, Red Bull Powertrains, in sigla RBPT, a differenza dell'ultimo trionfo del 2021 spinta da propulsori Honda, oltre a eguagliare il record di diciannove corse terminate a podio stabilito a cavallo delle stagioni 2010 e 2011. Hamilton, secondo, al centonovantesimo podio in carriera, ottiene l'ottavo podio stagionale, più di quelli ottenuti nelle ultime due stagioni con la McLaren, con ancora due gare rimanenti a disposizione per poter vincere almeno un Gran Premio in ogni stagione a cui a partecipato fin dal debutto in quella del 2007. Solo Verstappen e Leclerc si sono classificati meglio di Hamilton nelle ultime dodici gare dal Gran Premio del Canada. Pérez, terzo, prende nuovamente la seconda posizione in classifica piloti, con un margine di cinque punti su Leclerc. Russell, quarto, ottiene il giro veloce nel corso dell'ultimo giro, il secondo consecutivo dopo quello ottenuto nel precedente Gran Premio degli Stati Uniti d'America. Le Ferrari con Sainz Jr. quinto e Leclerc sesto terminano nelle stesse posizioni, ma invertite, per la seconda edizione consecutiva della gara. Per lo spagnolo è il miglior risultato sul circuito messicano, completando oltre due giri in gara per la prima volta dal Gran Premio di Singapore, mentre il monegasco, al centesimo Gran Premio nella categoria, termina la striscia record in carriera di cinque arrivi a podio. Ricciardo, settimo, nonostante una penalità di dieci secondi per aver causato una collisione con Tsunoda, ottiene punti solamente per la volta nelle ultime otto gare, mentre per Norris la nona posizione è il miglior risultato ottenuto sulla pista messicana. La McLaren è distante sette punti dall'Alpine nella lotta per la quarta posizione in classifica costruttori. Ocon termina ottavo e ottiene punti in una gara tenutasi in Messico per la prima volta dal 2017, il secondo arrivo a punti nelle ultime cinque gare. Bottas, decimo, pone fine alla serie più lunga per un pilota sulla griglia di partenza senza ottenere punti, dopo non averne conquistati in dieci gare dal Gran Premio di Gran Bretagna. Il vincitore Verstappen conduce la classifica piloti con il margine più alto mai ottenuto sul secondo, il compagno di squadra Pérez, distanziato di 136 punti. È anche il distacco più ampio mai registrato nella storia del mondiale quando mancano due Gran Premi alla conclusione del campionato. L'olandese segna il record del maggior numero di punti ottenuti in una singola stagione, 416, trovandosi a 31 lunghezze dai punti complessivi ottenuti da Russell e Hamilton in stagione, battendo il record detenuto proprio da Hamilton in cui nella stagione 2019 ottenne 413 punti. Verstappen vince il Gran Premio partendo dalla pole position e tenendo la posizione nel corso del primo giro, con l'autore della partenza al palo che non era salito sul podio in nessuna delle ultime quattro gare all'Autodromo Hermanos Rodríguez. I primi tre classificati ripropongono lo stesso identico podio dell'edizione inaugurale del 2021, insieme alla quinta e sesta posizione ottenute dalla Ferrari. Tale evento, per i primi tre classificati, si era verificato solo per le edizioni 1964 e 1965 del Gran Premio di Gran Bretagna con Jim Clark primo, Graham Hill secondo e John Surtees terzo, per le edizioni 1998 e 1999 del Gran Premio di Spagna con Mika Häkkinen primo, David Coulthard secondo e Michael Schumacher terzo, per le edizioni 2012 e 2013 del Gran Premio del Bahrein con Sebastian Vettel primo, Kimi Räikkönen secondo e Romain Grosjean terzo, per le edizioni 2018 e 2019 del Gran Premio di Spagna con Lewis Hamilton primo, Valtteri Bottas secondo e Max Verstappen terzo, e per le edizioni 2020 e 2021 del Gran Premio di Spagna con Lewis Hamilton primo, Max Verstappen secondo e Valtteri Bottas terzo. I meccanici della McLaren stabiliscono il primato stagionale di tempo per una sosta ai box durante un pit stop di Ricciardo, con 1"98. Il precedente record apparteneva alla Red Bull Racing per una sosta ai box di Pérez con 2"09 nel Gran Premio d'Olanda.

### Gran Premio di San Paolo

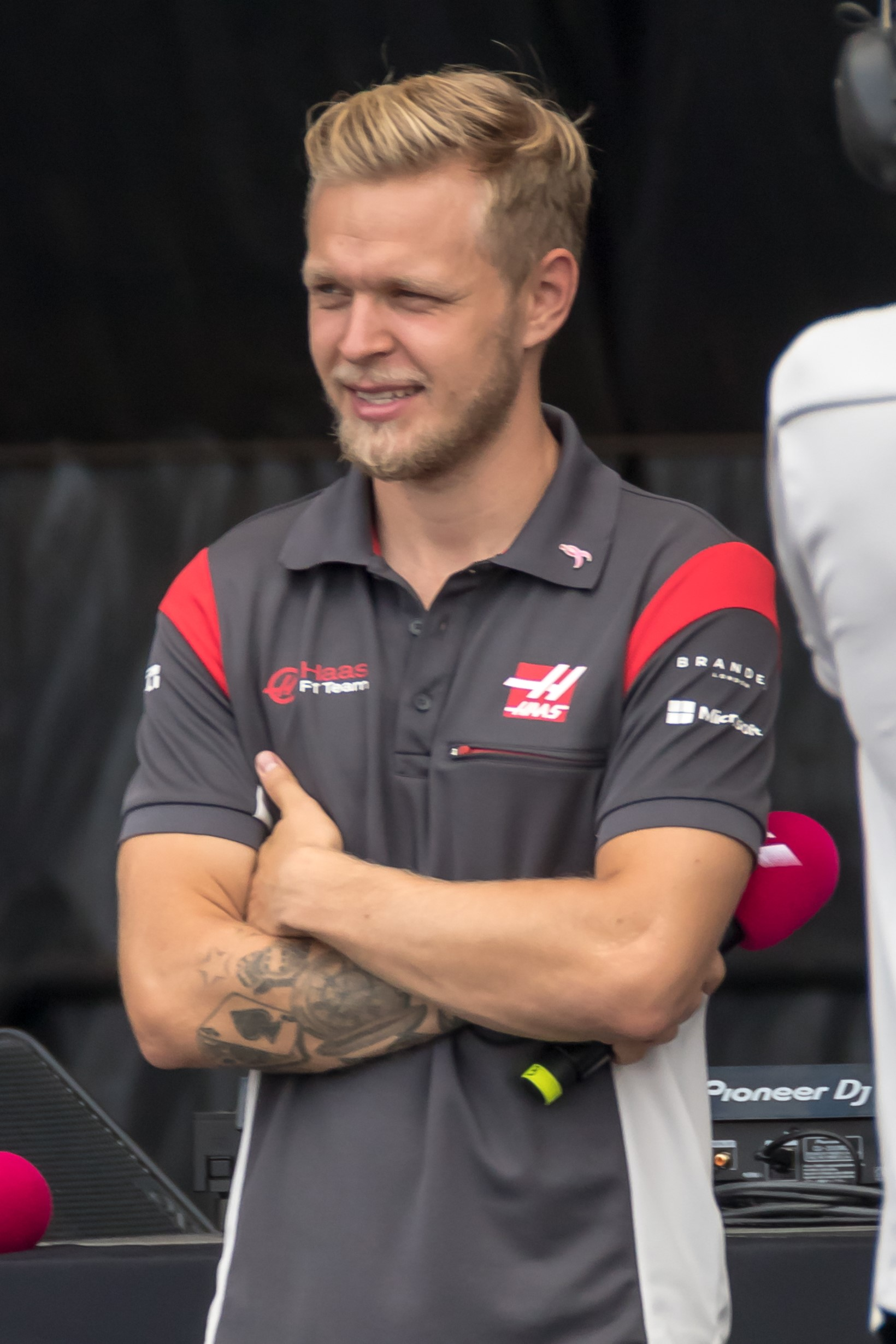
Kevin Magnussen era tornato in Formula 1 dopo due stagioni, frettolosamente richiamato dalla Haas a pochi giorni dal via del campionato, dopo la fine del rapporto col russo Mazepin a seguito degli strascichi geopolitici dell'invasione dell'Ucraina: a Interlagos il danese ottiene a sorpresa la pole position, la prima in carriera per lui oltreché per la scuderia statunitense.

Optano per la gomma media, al via, Leclerc, Sainz Jr., Magnussen, Schumacher, Stroll, Alonso, Latifi e Tsunoda, che parte dalla pit lane. Tutti gli altri utilizzano gomme soft, ad eccezione di Albon, che usa la mescola dura. Russell mantiene il comando della gara, seguono Lewis Hamilton, Max Verstappen, Sergio Pérez, Norris e le due Ferrari. Nel corso del primo giro Daniel Ricciardo colpisce la vettura di Kevin Magnussen, che va in testacoda e, ancora piroettando, colpisce proprio la McLaren dell'australiano. Entrambi sono costretti al ritiro, e la direzione di corsa, per liberare il tracciato, invia in pista la safety car. Alla ripartenza agonistica Verstappen attacca Hamilton alla curva 2, le due vetture vanno a contatto. Verstappen è costretto ai box, mentre Hamilton scende in ottava posizione. Sempre nello stesso giro anche Charles Leclerc cerca di sorpasso su Norris, i due si toccano. Ha la peggio il ferrarista che finisce fuori pista, colpisce le barriere, ma può proseguire la gara, anche se è costretto a fermarsi ai box, per il cambio del musetto. Al nono giro Sainz Jr. prende la posizione a Norris, mentre Hamilton effettua un doppio sorpasso su Gasly e Schumacher.
Russell, dopo tredici giri, gode di un vantaggio di poco più di un secondo su Pérez, mentre Sainz Jr., terzo, è staccato di oltre tre secondi. Subito dietro ci sono Norris, Vettel e Hamilton. Tra il quattordicesimo e il quindicesimo giro Hamilton recupera due posizioni. Al diciassettesimo passaggio Norris cede anche a Sebastian Vettel. Il primo dei piloti di testa a fermarsi per il cambio delle gomme è Sainz Jr., al diciottesimo giro. Lo spagnolo è costretto a fermarsi perché una visiera a strappo è finita nella presa d'aria dei freni, provocando un surriscaldamento. Pérez, in crisi con le gomme, si ferma al ventiquattresimo giro. Russell si ferma un giro dopo, ma rientra in pista davanti al messicano. Valtteri Bottas prende la settima posizione a Gasly, mentre Hamilton, ora al comando, effettua la sua sosta al trentesimo giro. Dopo la sosta del britannico la classifica è comandata da Russell, davanti a Pérez, Sainz Jr., Hamilton e Alonso. Lo spagnolo dell'Alpine si ferma dopo 36 giri, per la sua seconda sosta. La lentezza del cambio gomme lo fa allontanare dalla zona dei punti. Poco dopo anche Sainz Jr. effettua la sua seconda sosta: il ferrarista monta gomme medie, e scala di una sola posizione, alle spalle di Hamilton.
Dopo 41 giri Russell comanda con otto secondi di margine su Pérez, dieci su Lewis Hamilton, e quasi 17 su Sainz Jr.. Quinto è Bottas, davanti a Vettel, Esteban Ocon e Norris. Bottas, Vettel e Norris si fermano al quarantasettesimo giro, per il cambio gomme. Due giri dopo è il turno per Pérez, che monta ora le mescole medie), Hamilton, su pneumatici soft, e Ocon. Il leader della gara, George Russell, attende il cinquantesimo giro. Resta al comando del Gran Premio, precedendo Sainz Jr., Hamilton e Pérez. Al cinquantatreesimo giro Lando Norris ferma la sua monoposto, per un problema tecnico, a bordo pista. Prima viene stabilito il regime di virtual safety car, poi entra in pista la vettura di sicurezza. Sainz Jr., nel frattempo, è ai box, per montare gomme soft. Lo spagnolo scala quarto e, in regime di vettura di sicurezza, affianca Pérez. Alle spalle di Sainz c'è ora Leclerc. Quando la gara riprende nella sua valenza agonistica le due Mercedes non si attaccano, mentre Sainz Jr. cerca, senza successo, di passare Pérez. Dietro Alonso prima gode di strada libera da parte del compagno di scuderia Ocon, poi supera Bottas, e si installa in sesta posizione. Il pilota dell'Alfa Romeo cederà la posizione anche a Ocon e Verstappen, nei giri successivi. Tra il sessantatreesimo e il sessantacinquesimo giro Pérez, nuovamente con gomme problematiche, viene passato sia dalla due Ferrari che da Alonso. Due giri dopo il messicano è superato anche dal compagno di scuderia Verstappen.

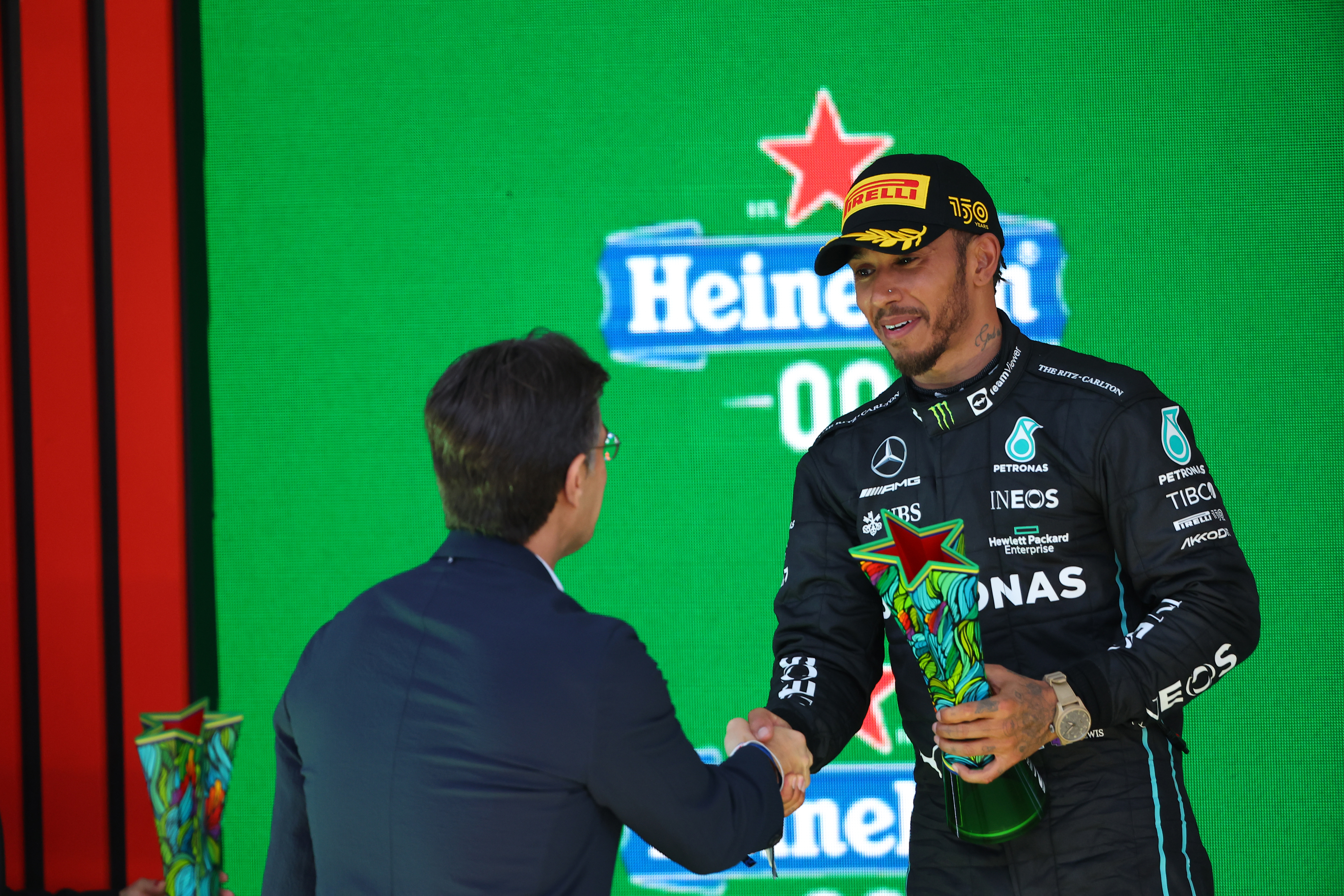
Hamilton premiato per il secondo posto sul podio di San Paolo, alle spalle del compagno di squadra Russell: per la prima volta in carriera il britannico conclude una stagione in Formula 1 senza conseguire vittorie o pole position.

George Russell vince il primo Gran Premio in carriera all'età di 24 anni, 8 mesi e 29 giorni, nell'ottantunesima gara in Formula 1, il diciannovesimo pilota più giovane a trionfare nella categoria, il centotreesimo differente nel mondiale e il ventesimo di nazionalità britannica, al primo successo con la Mercedes, nella ventiduesima gara con il costruttore tedesco, confermando la vittoria ottenuta nella Sprint. Russell è il quinto vincitore diverso della stagione dopo Leclerc, Verstappen, Pérez e Sainz Jr., trionfante all'Autódromo José Carlos Pace nello stesso circuito dove debuttò in una sessione ufficiale durante il Gran Premio del Brasile 2017 con l'ex scuderia denominata Force India durante la prima sessione di prove libere, e termina una striscia di tre successi consecutivi di Verstappen a partire dal Gran Premio del Giappone, dove l'olandese conquistò il secondo titolo piloti di fila. Per la Mercedes è il primo successo in stagione, il centoventicinquesimo in totale, per la prima volta dalla prima edizione del Gran Premio d'Arabia Saudita con Hamilton, il terzo costruttore diverso a vincere in stagione dopo la Ferrari e la Red Bull Racing, e alla cinquantanovantesima doppietta nel mondiale. Per il team di Brackley è il sesto successo complessivo in un Gran Premio disputato il Brasile, eguagliando le vittore della Williams, confermandosi vincitore per la seconda edizione consecutiva del Gran Premio di San Paolo dopo il successo nella prima e inaugurale del 2021, sempre con Hamilton. È la prima doppietta in più di due anni per la Mercedes dalla prima edizione del Gran Premio dell'Emilia-Romagna, dove trionfò Hamilton davanti a Bottas, nonché la prima doppietta in una gara con due piloti di nazionalità britannica dal Gran Premio del Canada 2010, dove vinse sempre Hamilton con la McLaren davanti a Jenson Button. La Mercedes termina una striscia di nove successi di fila appannaggio della Red Bull Racing, record per la scuderia austriaca, iniziata nel Gran Premio di Francia, e per l'undicesima stagione consecutiva il costruttore tedesco vince almeno un Gran Premio in stagione, dopo quindici podi stagionali. Hamilton termina secondo per la terza gara consecutiva e per la quinta volta durante il campionato, senza ancora aver ottenuto un successo in stagione, nel giorno del suo trecentonovesimo Gran Premio in carriera, superando il tedesco Michael Schumacher con 308 partecipazioni e eguagliando le gare del connazionale Button, al quarto posto generale nella storia della categoria, dietro al brasiliano Rubens Barrichello con 326, al finlandese Kimi Räikkönen con 353 e allo spagnolo dell'Alpine Fernando Alonso con 357. Sainz Jr., terzo, ottiene il nono podio dell'anno. Per lo spagnolo è stato propriamente il primo podio dopo quello ereditato nel Gran Premio del Brasile 2019 dopo una penalità inflitta a Hamilton. Leclerc ottiene il quarto posto, adesso secondo nel mondiale piloti con 290 punti, gli stessi di Pérez, nella lotta per la seconda posizione nella classifica piloti, con una gara al termine. Il messicano, settimo all'arrivo, e terzo quando mancavano nove giri alla fine della gara, è stato superato dal compagno di scuderia Verstappen, sesto, nelle fasi finali del Gran Premio, il quale gli ha costato il secondo posto nella classifica generale ai danni del monegasco, dopo che Pérez gli è finito davanti nella Sprint. Per Verstappen la sesta posizione è stato il peggior risultato sul circuito brasiliano fin da quando ha debuttato con la Red Bull Racing nel campionato 2016. Alonso termina quinto e eguaglia il miglior risultato stagionale per la terza volta in campionato, dopo essere partito diciassettesimo, mentre Ocon, ottavo, termina in questa posizione per la seconda gara di fila dopo quella di Città del Messico, e per la seconda edizione consecutiva del Gran Premio di San Paolo dopo quella inaugurale del 2021. L'Alpine ottiene punti con entrambe le vetture in due delle ultime quattro gare. Bottas, nono, ottiene punti per la seconda gara di fila, dopo non averne conquistati nelle dieci precedenti gare, mentre Stroll termina decimo per la sesta volta in stagione. Entrambe le McLaren sono ritirate per la prima volta dal Gran Premio di Monaco 2017, l'ultima gara nella categoria di Button. Magnussen, dopo l'ottenimento della prima pole positionin carriera, è ritirato nel corso del primo giro dopo una collisione con Ricciardo. Per il danese della Haas i due ritiri nel corso del primo giro sono avvenuti in collisioni rispettivamente con una McLaren e con Ricciardo, nel 2017 e in questo campionato. Verstappen conduce la classifica piloti con il margine più alto mai ottenuto sul secondo e sul terzo, Pérez, suo compagno di squadra, e Leclerc, distanziati entrambi di 139 punti. È anche il distacco più ampio mai registrato nella storia del mondiale quando manca un Gran Premio alla conclusione del campionato. L'olandese aggiorna il record del maggior numero di punti ottenuti in una singola stagione, 429. Leclerc e Pérez affrontano il Gran Premio di Abu Dhabi, l'ultima prova del campionato, appaiati a 290 punti nella lotta per il secondo posto. Per la seconda edizione consecutiva della gara una posizione del podio è decisa nell'ultima gara dopo che l'anno precedente Verstappen e Hamilton, in lotta per il titolo, ebbero gli stessi 369,5 punti prima dell'atto conclusivo. Per la prima volta nella storia del mondiale, l'inno britannico God Save the King viene suonato per un pilota o costruttore vincitore, in questo caso il pilota Russell. Precedentemente fu esibito come God Save the Queen prima della scomparsa della regina Elisabetta II del Regno Unito lo scorso settembre.

### Gran Premio di Abu Dhabi
Verstappen mantiene il comando della gara, al via. Alle sue spalle Leclerc cerca, invano, di passare Pérez. Lewis Hamilton supera Sainz Jr.. Lo spagnolo si riprende la posizione, spingendo fuori dal tracciato Hamilton. Poco dopo il ferrarista ricede la posizione al britannico. La lotta tra Hamilton e Sainz Jr. si riavviva al quinto giro, quando l'ex campione del mondo prende la posizione allo spagnolo. Nello stesso giro George Russell supera Norris, per il sesto posto. Hamilton sconta delle difficoltà alla monoposto, e all'ottavo giro si lascia sfilare da Sainz Jr. e, il nel giro successivo, anche dal compagno di team Russell.
Sergio Pérez effettua il suo pit stop al sedicesimo giro. Il messicano monta gomme a mescola dura. Nello stesso giro si fermano anche, tra i piloti di testa, Russell e Norris. La sosta del primo non è delle migliori, per la difficoltà a inserire la gomma posteriore sinistra. Inoltre Russell viene rimandato in pista in maniera pericolosa, al sopraggiungere di Norris, cosa che gli costa una penalità di cinque secondi. Pérez rientra in pista sesto, tra Vettel e Ocon. Il pilota della Red Bull Racing riesce, in un primo momento, a passare il tedesco, ma viene poi risorpassato. Il messicano si impone solo nel giro successivo. Vanno al cambio gomme anche Sainz Jr. e Hamilton. Lo spagnolo rientra in gara sesto, ma risale presto quarto, passando Sebastian Vettel e Fernando Alonso. Al ventunesimo giro si ferma il leader della gara, Verstappen, seguito, dopo un giro, anche da Leclerc. La classifica, dopo il primo giro di pit stop, vede sempre al comando Verstappen, seguito da Pérez, Leclerc, Sainz Jr. e Russell. Vettel è alle spalle di Russell, ma il ritardare il cambio gomme non lo premia, tanto che, nei giri seguenti, perderà diverse posizioni.
Dopo trenta giri Max Verstappen ha un vantaggio di due secondi su Pérez, 4"7 su Leclerc, 7"6 su Sainz Jr. e undici su Russell. Al trentatreesimo giro Pérez si ferma, per il secondo pit stop. Anche in questo caso la Red Bull Racing opta per gomme dure. Sei giri dopo è il turno di Sainz Jr. e Russell. Lo spagnolo prosegue con gomme dure, mentre il britannico usa le medie. Hamilton, dopo queste soste sale terzo, ma deve nuovamente lottare con Pérez, che lo passa al quarantaseiesimo giro. Nei giri successivi il britannico viene avvicinato anche da Carlos Sainz Jr., a cui cede però per l'avvenuto ritiro, al cinquantasettesimo giro. Nell'ultima parte di gara Pérez sembra ridurre lo svantaggio da Leclerc, che ha effettuato una sola sosta. Il ritmo del monegasco, assieme a dei problemi nei doppiaggi, non permette a Pérez di rendersi pericoloso col monegasco.
Max Verstappen vince il trentacinquesimo Gran Premio in carriera, per la prima volta dalla vittoria ottenuta nel Gran Premio di Città del Messico, nonché il quindicesimo successo in stagione, nuovo record assoluto nella categoria, confermandosi vincitore per la terza edizione consecutiva del Gran Premio di Abu Dhabi dopo quelle del 2020 e del 2021, in quest'ultima in cui conquistò il primo titolo iridato. L'olandese due volte campione del mondo vince, per la prima volta in carriera, per tre volte consecutive sul circuito di Yas Marina. Le quindici vittorie di Verstappen rappresentano la somma dei successi di Alain Prost e Ayrton Senna con la McLaren nella stagione 1988. Per la scuderia austriaca Red Bull Racing è la prima vittoria dal Gran Premio di Città del Messico proprio con Verstappenn, la novantaduesima complessiva della propria storia, nonché la diciassettesima della stagione, nuovo record per il costruttore austriaco, oltre a eguagliare il numero di successi, sei, della Mercedes, nel Gran Premio di Abu Dhabi. La scuderia si conferma vittoriosa per la terza edizione consecutiva della gara, ma con i motori sotto una diversa denominazione, Red Bull Powertrains, in sigla RBPT, a differenza degli ultimi due trionfi del 2020 e del 2021 spinta da propulsori Honda. La Ferrari ottiene il secondo posto in classifica costruttori, mentre Leclerc, secondo, ottiene il miglior risultato nella storia della categoria in classifica generale fin dal suo debutto nella stagione 2018 con l'ex scuderia denominata Sauber. Grazie al risultato del monegasco, che non aveva mai terminato meglio del quarto posto ottenuto nell'edizione del 2019, per la scuderia di Maranello è il miglior risultato nel Gran Premio di Abu Dhabi dall'edizione del 2018. Pérez termina terzo e se la Red Bull Racing avesse invertito le posizioni nel precedente Gran Premio di San Paolo, in cui Pérez terminò settimo dietro a Verstappen, i due punti che avrebbe guadagnato sarebbero stati irrilevanti in quarto termina terzo in classifica piloti, distaccato di tre lunghezze da Leclerc. Per il messicano è l'undicesimo podio del campionato, eguagliando il numero di podi che ha ottenuto nelle precedenti sette stagioni messe insieme. La scuderia austriaca, fin dal suo debutto nella categoria nella stagione 2005, non ha ancora presentato nella classifica piloti finale due piloti nelle prime due posizioni. Sainz Jr. termina quarto, e ottiene il quinto posto in classifica piloti, davanti a Hamilton, chiudendo il campionato nella stessa posizione del mondiale 2021. La quinta posizione di Russell rappresenta il diciannovesimo arrivo nelle prime cinque posizioni su ventidue gare stagionali per il britannico. Norris, sesto, ottiene il punto addizionale del giro veloce, il quinto in carriera, ma nonostante ciò non ha potuto impedire alla McLaren di finire quinta dietro all'Alpine nel campionato costruttori. Per Ocon, settimo, è il miglior risultato sul circuito di Yas Marina in sei partecipazioni, mentre Stroll termina ottavo, avendo fatto meglio di questa posizione solamente una volta in stagione, nel sesto posto ottenuto nel Gran Premio di Singapore. Ricciardo, nono, ottiene punti nell'ultima gara disputata con la McLaren, dopo aver finito solamente per sette volte a punti in stagione. Vettel, decimo, ottiene punti nell'ultima gara, la duecentonovantanovesima nella categoria. Il tedesco termina il campionato senza almeno ottenere un podio, dopo quattordici stagioni consecutive. Hamilton, al duecentesimo Gran Premio con la Mercedes, è ritirato per la prima volta dal Gran Premio del Belgio, ma comunque classificato avendo coperto il 90% della distanza di gara, in quel che è stato il primo ritiro per problemi meccanici della scuderia tedesca in questa stagione. Il britannico termina al sesto posto in classifica piloti, al peggior risultato in sedici stagioni in Formula 1 fin dal suo debutto nel campionato 2007, oltre a non segnare, per la prima volta, nessuna vittoria o pole position per tutto l'arco della stagione. Bottas è quindicesimo nel suo duecentesimo Gran Premio in carriera. Il vincitore della gara Verstappen termina il campionato conducendo la classifica piloti con un margine di 146 punti sul secondo in classifica generale, Leclerc. È il secondo distacco più ampio mai registrato nella storia del mondiale tra il vincitore del titolo e il secondo classificato, dopo i 155 punti di distacco tra Vettel e il secondo classificato Alonso nel 2013. L'olandese aggiorna il record del maggior numero di punti ottenuti in una singola stagione, 454. La Red Bull Racing termina conducendo la classifica costruttori con un margine di 205 punti dalla Ferrari, seconda classificata. I punti totali della scuderia austriaca sono 759, a sole sei lunghezze dal record della Mercedes di 765 punti stabilito nella stagione 2016. Il due volte campione del mondo Verstappen si aggiudica per la prima volta in carriera il DHL Fastest Lap Award a seguito di cinque giri veloci durante il campionato. La Red Bull Racing vince il riconoscimento per la prima volta dalla stagione 2013 con Vettel, spinta allora da motori Renault, e termina una striscia di otto successi per questo premio della Mercedes iniziata nella prima stagione dell'era turbo-ibrida del 2014. Leclerc, per la seconda volta dopo il 2019, si è aggiudicato il Trofeo Pole FIA nel Gran Premio degli Stati Uniti d'America, a tre Gran Premi dal termine. I campioni del mondo nei costruttori della Red Bull Racing ottengono, per la sesta volta complessiva, nonché quinta consecutiva, la prima da campioni del mondo, il DHL Fastest Pit Stop Award, con 536 punti e dieci pit stop più rapidi durante la stagione. Il più veloce in assoluto, durante le ventidue gare, è appannaggio dei meccanici della McLaren, con 1"98, per una sosta di Ricciardo nel Gran Premio di Città del Messico. Per l'ottava volta consecutiva, il Gran Premio di Abu Dhabi è vinto da un pilota partente in pole position.

## Risultati

### Risultato dei Gran Premi
| Nº | Gran Premio                      | Circuito          | Pole position    | Giro veloce      | Pilota vincitore | Scuderia vincitrice  | Resoconto |
| -- | -------------------------------- | ----------------- | ---------------- | ---------------- | ---------------- | -------------------- | --------- |
| 1  | Gran Premio del Bahrein          | Sakhir            | Charles Leclerc  | Charles Leclerc  | Charles Leclerc  | Ferrari              | Resoconto |
| 2  | Gran Premio d'Arabia Saudita     | Gedda             | Sergio Pérez     | Charles Leclerc  | Max Verstappen   | Red Bull Racing-RBPT | Resoconto |
| 3  | Gran Premio d'Australia          | Melbourne         | Charles Leclerc  | Charles Leclerc  | Charles Leclerc  | Ferrari              | Resoconto |
| 4  | Gran Premio dell'Emilia-Romagna  | Imola             | Max Verstappen   | Max Verstappen   | Max Verstappen   | Red Bull Racing-RBPT | Resoconto |
| 5  | Gran Premio di Miami             | Miami             | Charles Leclerc  | Max Verstappen   | Max Verstappen   | Red Bull Racing-RBPT | Resoconto |
| 6  | Gran Premio di Spagna            | Montmeló          | Charles Leclerc  | Sergio Pérez     | Max Verstappen   | Red Bull Racing-RBPT | Resoconto |
| 7  | Gran Premio di Monaco            | Monaco            | Charles Leclerc  | Lando Norris     | Sergio Pérez     | Red Bull Racing-RBPT | Resoconto |
| 8  | Gran Premio d'Azerbaigian        | Baku              | Charles Leclerc  | Sergio Pérez     | Max Verstappen   | Red Bull Racing-RBPT | Resoconto |
| 9  | Gran Premio del Canada           | Montréal          | Max Verstappen   | Carlos Sainz Jr. | Max Verstappen   | Red Bull Racing-RBPT | Resoconto |
| 10 | Gran Premio di Gran Bretagna     | Silverstone       | Carlos Sainz Jr. | Lewis Hamilton   | Carlos Sainz Jr. | Ferrari              | Resoconto |
| 11 | Gran Premio d'Austria            | Spielberg         | Max Verstappen   | Max Verstappen   | Charles Leclerc  | Ferrari              | Resoconto |
| 12 | Gran Premio di Francia           | Le Castellet      | Charles Leclerc  | Carlos Sainz Jr. | Max Verstappen   | Red Bull Racing-RBPT | Resoconto |
| 13 | Gran Premio d'Ungheria           | Mogyoród          | George Russell   | Lewis Hamilton   | Max Verstappen   | Red Bull Racing-RBPT | Resoconto |
| 14 | Gran Premio del Belgio           | Spa-Francorchamps | Carlos Sainz Jr. | Max Verstappen   | Max Verstappen   | Red Bull Racing-RBPT | Resoconto |
| 15 | Gran Premio d'Olanda             | Zandvoort         | Max Verstappen   | Max Verstappen   | Max Verstappen   | Red Bull Racing-RBPT | Resoconto |
| 16 | Gran Premio d'Italia             | Monza             | Charles Leclerc  | Sergio Pérez     | Max Verstappen   | Red Bull Racing-RBPT | Resoconto |
| 17 | Gran Premio di Singapore         | Singapore         | Charles Leclerc  | George Russell   | Sergio Pérez     | Red Bull Racing-RBPT | Resoconto |
| 18 | Gran Premio del Giappone         | Suzuka            | Max Verstappen   | Zhou Guanyu      | Max Verstappen   | Red Bull Racing-RBPT | Resoconto |
| 19 | Gran Premio degli Stati Uniti    | Austin            | Carlos Sainz Jr. | George Russell   | Max Verstappen   | Red Bull Racing-RBPT | Resoconto |
| 20 | Gran Premio di Città del Messico | Città del Messico | Max Verstappen   | George Russell   | Max Verstappen   | Red Bull Racing-RBPT | Resoconto |
| 21 | Gran Premio di San Paolo         | Interlagos        | Kevin Magnussen  | George Russell   | George Russell   | Mercedes             | Resoconto |
| 22 | Gran Premio di Abu Dhabi         | Yas Marina        | Max Verstappen   | Lando Norris     | Max Verstappen   | Red Bull Racing-RBPT | Resoconto |

### Risultato delle qualifiche
| Nº | Pilota           |    |      |      |    |    |       |    |    |       |    |    |       |    |       |    |       |    |      |       |      |    |      |
| -- | ---------------- | -- | ---- | ---- | -- | -- | ----- | -- | -- | ----- | -- | -- | ----- | -- | ----- | -- | ----- | -- | ---- | ----- | ---- | -- | ---- |
| 1  | Max Verstappen   | 2  | 4    | 2    | 1  | 3  | 2     | 4  | 3  | 1     | 2  | 1  | 2     | 10 | 14+35 | 1  | 7+5   | 8  | 1    | 2     | 1    | 2  | 1    |
| 3  | Daniel Ricciardo | 18 | 14+3 | 7    | 6  | 14 | 9     | 14 | 12 | 9     | 14 | 16 | 9     | 9  | 7     | 17 | 4     | 16 | 11   | 15    | 11   | 14 | 13+3 |
| 4  | Lando Norris     | 13 | 11   | 4    | 3  | 8  | 11    | 5  | 11 | 14    | 6  | 15 | 5     | 4  | 17+35 | 7  | 3     | 6  | 10   | 6     | 8    | 4  | 7    |
| 5  | Sebastian Vettel |    |      | 17   | 9  | 13 | 16    | 9  | 9  | 16    | 18 | 20 | 12    | 18 | 10    | 19 | 11    | 13 | 9    | 10    | 16   | 13 | 9    |
| 6  | Nicholas Latifi  | 20 | 18   | 18   | 18 | 19 | 19    | 19 | 18 | 18    | 10 | 19 | 18    | 19 | 11    | 20 | 10    | 19 | 19+5 | 17    | 18   | 16 | 20   |
| 10 | Pierre Gasly     | 10 | 9    | 11   | 17 | 7  | 14    | 17 | 6  | 15    | 11 | 10 | 14    | P  | 8     | 11 | 5     | 7  | P    | 11    | 14   | 12 | 17   |
| 11 | Sergio Pérez     | 4  | 1    | 3    | 7  | 4  | 5     | 3  | 2  | 13    | 4  | 13 | 3     | 11 | 2     | 5  | 13+10 | 2  | 4    | 9+5   | 4    | 9  | 2    |
| 14 | Fernando Alonso  | 8  | 7    | 10   | 5  | 11 | 20+30 | 7  | 10 | 2     | 7  | 8  | 7     | 6  | 3     | 13 | 6     | 5  | 7    | 14+5  | 9    | 7  | 10   |
| 16 | Charles Leclerc  | 1  | 2    | 1    | 2  | 1  | 1     | 1  | 1  | 19+30 | 3  | 2  | 1     | 3  | 15+50 | 2  | 1     | 1  | 2    | 12+10 | 7    | 10 | 3    |
| 18 | Lance Stroll     | 19 | 13   | 19+3 | 15 | 10 | 17    | 18 | 19 | 17    | 20 | 17 | 15    | 14 | 9     | 10 | 12    | 11 | 18   | 5     | 20+3 | 15 | 14   |
| 20 | Kevin Magnussen  | 7  | 10   | 16   | 4  | 16 | 8     | 13 | 16 | 5     | 17 | 6  | 20+30 | 13 | 12    | 18 | 16+15 | 9  | 17   | 13    | 19+5 | 1  | 16   |
| 22 | Yuki Tsunoda     | 16 | 19   | 13   | 16 | 9  | 13    | 11 | 8  | 20+30 | 13 | 14 | 8     | 16 | P     | 9  | 20+33 | 10 | 13   | 19+5  | 13   | 19 | 11   |
| 23 | Alexander Albon  | 14 | 16   | 20+3 | 20 | 18 | 18    | 16 | 17 | 12    | 16 | 11 | 13    | 17 | 6     | 15 |       | 18 | 16   | 8     | 17   | 11 | 19   |
| 24 | Zhou Guanyu      | 15 | 12   | 14   | 14 | 17 | 15    | 20 | 14 | 10    | 9  | 18 | 16    | 12 | 18+30 | 14 | 9     | 14 | 14   | 18+5  | 12   | 17 | 15   |
| 27 | Nico Hülkenberg  | 17 | 17   |      |    |    |       |    |    |       |    |    |       |    |       |    |       |    |      |       |      |    |      |
| 31 | Esteban Ocon     | 11 | 5    | 8    | 19 | 20 | 12    | 10 | 13 | 7     | 15 | 5  | 10    | 5  | 16+30 | 12 | 14+5  | 17 | 5    | P     | 10   | 6  | 8    |
| 44 | Lewis Hamilton   | 5  | 15   | 5    | 13 | 6  | 6     | 8  | 7  | 4     | 5  | 9  | 4     | 7  | 4     | 4  | 19+20 | 3  | 6    | 3     | 3    | 8  | 5    |
| 45 | Nyck de Vries    |    |      |      |    |    |       |    |    |       |    |    |       |    |       |    | 8     |    |      |       |      |    |      |
| 47 | Mick Schumacher  | 12 | –    | 15   | 12 | 15 | 10    | 15 | 20 | 6     | 19 | 7  | 17    | 15 | 19+40 | 8  | 17+15 | 12 | 15   | 16    | 15   | 20 | 12   |
| 55 | Carlos Sainz Jr. | 3  | 3    | 9    | 10 | 2  | 3     | 2  | 4  | 3     | 1  | 3  | 19+30 | 2  | 1     | 3  | 18+50 | 4  | 3    | 1     | 5    | 5  | 4    |
| 63 | George Russell   | 9  | 6    | 6    | 11 | 12 | 4     | 6  | 5  | 8     | 8  | 4  | 6     | 1  | 5     | 6  | 2     | P  | 8    | 4     | 2    | 3  | 6    |
| 77 | Valtteri Bottas  | 6  | 8    | 12   | 8  | 5  | 7     | 12 | 15 | 11    | 12 | 12 | 11    | 8  | 13+20 | 16 | 15+15 | 15 | 12   | 7     | 6    | 18 | 18   |
| Nº | Pilota           |    |      |      |    |    |       |    |    |       |    |    |       |    |       |    |       |    |      |       |      |    |      |

| Legenda | + – Precede il numero di posizioni di penalità sulla griglia di partenza. § – Indica quei piloti che per penalità sono stati retrocessi in fondo alla griglia di partenza. P – Indica quei piloti che hanno preso il via dalla pit lane. |

## Classifiche

### Sistema di punteggio
| Posizione | Posizione | 1ª | 2ª | 3ª | 4ª | 5ª | 6ª | 7ª | 8ª | 9ª | 10ª | GV |  |  |  |
| Gara      | Punti     | 25 | 18 | 15 | 12 | 10 | 8  | 6  | 4  | 2  | 1   | 1  |  |  |  |
| Sprint    | Punti     | 8  | 7  | 6  | 5  | 4  | 3  | 2  | 1  |    |     |    |  |  |  |

### Classifica piloti
| Pos. | Pilota           |     |     |     |      |     |     |     |     |     |     |      |     |     |     |     |     |     |     |     |     |      |     | Punti |
| ---- | ---------------- | --- | --- | --- | ---- | --- | --- | --- | --- | --- | --- | ---- | --- | --- | --- | --- | --- | --- | --- | --- | --- | ---- | --- | ----- |
| 1    | Max Verstappen   | 19* | 1   | Rit | 1    | 1   | 1   | 3   | 1   | 1   | 7   | 21   | 1   | 1   | 1   | 1   | 1   | 7   | 1   | 1   | 1   | 64   | 1   | 454   |
| 2    | Charles Leclerc  | 1   | 2   | 1   | 62   | 2   | Rit | 4   | Rit | 5   | 4   | 12   | Rit | 6   | 6   | 3   | 2   | 2   | 3   | 3   | 6   | 46   | 2   | 308   |
| 3    | Sergio Pérez     | 18* | 4   | 2   | 23   | 4   | 2   | 1   | 2   | Rit | 2   | Rit5 | 4   | 5   | 2   | 5   | 6   | 1   | 2   | 4   | 3   | 75   | 3   | 305   |
| 4    | George Russell   | 4   | 5   | 3   | 4    | 5   | 3   | 5   | 3   | 4   | Rit | 4    | 3   | 3   | 4   | 2   | 3   | 14  | 8   | 5   | 4   | 1    | 5   | 275   |
| 5    | Carlos Sainz Jr. | 2   | 3   | Rit | Rit4 | 3   | 4   | 2   | Rit | 2   | 1   | Rit3 | 5   | 4   | 3   | 8   | 4   | 3   | Rit | Rit | 5   | 32   | 4   | 246   |
| 6    | Lewis Hamilton   | 3   | 10  | 4   | 13   | 6   | 5   | 8   | 4   | 3   | 3   | 38   | 2   | 2   | Rit | 4   | 5   | 9   | 5   | 2   | 2   | 23   | 18* | 240   |
| 7    | Lando Norris     | 15  | 7   | 5   | 35   | Rit | 8   | 6   | 9   | 15  | 6   | 7    | 7   | 7   | 12  | 7   | 7   | 4   | 10  | 6   | 9   | Rit7 | 6   | 122   |
| 8    | Esteban Ocon     | 7   | 6   | 7   | 14   | 8   | 7   | 12  | 10  | 6   | Rit | 56   | 8   | 9   | 7   | 9   | 11  | Rit | 4   | 11  | 8   | 8    | 7   | 92    |
| 9    | Fernando Alonso  | 9   | Rit | 17  | Rit  | 11  | 9   | 7   | 7   | 9   | 5   | 10   | 6   | 8   | 5   | 6   | Rit | Rit | 7   | 7   | 19* | 5    | Rit | 81    |
| 10   | Valtteri Bottas  | 6   | Rit | 8   | 57   | 7   | 6   | 9   | 11  | 7   | Rit | 11   | 14  | 20* | Rit | Rit | 13  | 11  | 15  | Rit | 10  | 9    | 15  | 49    |
| 11   | Daniel Ricciardo | 14  | Rit | 6   | 186  | 13  | 12  | 13  | 8   | 11  | 13  | 9    | 9   | 15  | 15  | 17  | Rit | 5   | 11  | 16  | 7   | Rit  | 9   | 37    |
| 12   | Sebastian Vettel |     |     | Rit | 8    | 17* | 11  | 10  | 6   | 12  | 9   | 17   | 11  | 10  | 8   | 14  | Rit | 8   | 6   | 8   | 14  | 11   | 10  | 37    |
| 13   | Kevin Magnussen  | 5   | 9   | 14  | 98   | 16* | 17  | Rit | Rit | 17  | 10  | 87   | Rit | 16  | 16  | 15  | 16  | 12  | 14  | 9   | 17  | Rit8 | 17  | 25    |
| 14   | Pierre Gasly     | Rit | 8   | 9   | 12   | Rit | 13  | 11  | 5   | 14  | Rit | 15   | 12  | 12  | 9   | 11  | 8   | 10  | 18  | 14  | 11  | 14   | 14  | 23    |
| 15   | Lance Stroll     | 12  | 13  | 12  | 10   | 10  | 15  | 14  | 16* | 10  | 11  | 13   | 10  | 11  | 11  | 10  | Rit | 6   | 12  | Rit | 15  | 10   | 8   | 18    |
| 16   | Mick Schumacher  | 11  | NP  | 13  | 17   | 15  | 14  | Rit | 14  | Rit | 8   | 6    | 15  | 14  | 17  | 13  | 12  | 13  | 17  | 15  | 16  | 13   | 16  | 12    |
| 17   | Yuki Tsunoda     | 8   | NP  | 15  | 7    | 12  | 10  | 17  | 13  | Rit | 14  | 16   | Rit | 19  | 13  | Rit | 14  | Rit | 13  | 10  | Rit | 17   | 11  | 12    |
| 18   | Zhou Guanyu      | 10  | 11  | 11  | 15   | Rit | Rit | 16  | Rit | 8   | Rit | 14   | 16* | 13  | 14  | 16  | 10  | Rit | 16  | 12  | 13  | 12   | 12  | 6     |
| 19   | Alexander Albon  | 13  | 14* | 10  | 11   | 9   | 18  | Rit | 12  | 13  | Rit | 12   | 13  | 17  | 10  | 12  | SP  | Rit | Rit | 13  | 12  | 15   | 13  | 4     |
| 20   | Nicholas Latifi  | 16  | Rit | 16  | 16   | 14  | 16  | 15  | 15  | 16  | 12  | Rit  | Rit | 18  | 18  | 18  | 15  | Rit | 9   | 17  | 18  | 16   | 19* | 2     |
| 21   | Nyck de Vries    |     |     |     |      |     | SP  |     |     |     |     |      | SP  |     |     |     | 9   |     |     |     | SP  |      |     | 2     |
| 22   | Nico Hülkenberg  | 17  | 12  |     |      |     |     |     |     |     |     |      |     |     |     |     |     |     |     |     |     |      |     | 0     |
| Pos. | Pilota           |     |     |     |      |     |     |     |     |     |     |      |     |     |     |     |     |     |     |     |     |      |     | Punti |

| Legenda | 1º posto     | 2º posto | 3º posto    | A punti         | Senza punti/Non class.  | Grassetto – Pole position Corsivo – Giro più veloce Apice – Risultato Sprint (A punti) |
| Legenda | Squalificato | Ritirato | Non partito | Non qualificato | Solo prove/Terzo pilota | Grassetto – Pole position Corsivo – Giro più veloce Apice – Risultato Sprint (A punti) |

* – Indica i piloti ritirati ma ugualmente classificati avendo coperto, come previsto dal regolamento, almeno il 90% della distanza di gara.

### Classifica costruttori
| Pos. | Costruttore                  | Pilota     |     |     |     |      |     |     |     |     |     |     |      |     |     |     |     |     |     |     |     |     |      |     | Punti |
| ---- | ---------------------------- | ---------- | --- | --- | --- | ---- | --- | --- | --- | --- | --- | --- | ---- | --- | --- | --- | --- | --- | --- | --- | --- | --- | ---- | --- | ----- |
| 1    | Red Bull Racing-RBPT         | Verstappen | 19* | 1   | Rit | 1    | 1   | 1   | 3   | 1   | 1   | 7   | 21   | 1   | 1   | 1   | 1   | 1   | 7   | 1   | 1   | 1   | 64   | 1   | 759   |
| 1    | Red Bull Racing-RBPT         | Pérez      | 18* | 4   | 2   | 23   | 4   | 2   | 1   | 2   | Rit | 2   | Rit5 | 4   | 5   | 2   | 5   | 6   | 1   | 2   | 4   | 3   | 75   | 3   | 759   |
| 2    | Ferrari                      | Leclerc    | 1   | 2   | 1   | 62   | 2   | Rit | 4   | Rit | 5   | 4   | 12   | Rit | 6   | 6   | 3   | 2   | 2   | 3   | 3   | 6   | 46   | 2   | 554   |
| 2    | Ferrari                      | Sainz Jr.  | 2   | 3   | Rit | Rit4 | 3   | 4   | 2   | Rit | 2   | 1   | Rit3 | 5   | 4   | 3   | 8   | 4   | 3   | Rit | Rit | 5   | 32   | 4   | 554   |
| 3    | Mercedes                     | Russell    | 4   | 5   | 3   | 4    | 5   | 3   | 5   | 3   | 4   | Rit | 4    | 3   | 3   | 4   | 2   | 3   | 14  | 8   | 5   | 4   | 1    | 5   | 515   |
| 3    | Mercedes                     | Hamilton   | 3   | 10  | 4   | 13   | 6   | 5   | 8   | 4   | 3   | 3   | 38   | 2   | 2   | Rit | 4   | 5   | 9   | 5   | 2   | 2   | 23   | 18* | 515   |
| 4    | Alpine-Renault               | Alonso     | 9   | Rit | 17  | Rit  | 11  | 9   | 7   | 7   | 9   | 5   | 10   | 6   | 8   | 5   | 6   | Rit | Rit | 7   | 7   | 19* | 5    | Rit | 173   |
| 4    | Alpine-Renault               | Ocon       | 7   | 6   | 7   | 14   | 8   | 7   | 12  | 10  | 6   | Rit | 56   | 8   | 9   | 7   | 9   | 11  | Rit | 4   | 11  | 8   | 8    | 7   | 173   |
| 5    | McLaren-Mercedes             | Ricciardo  | 14  | Rit | 6   | 186  | 13  | 12  | 13  | 8   | 11  | 13  | 9    | 9   | 15  | 15  | 17  | Rit | 5   | 11  | 16  | 7   | Rit  | 9   | 159   |
| 5    | McLaren-Mercedes             | Norris     | 15  | 7   | 5   | 35   | Rit | 8   | 6   | 9   | 15  | 6   | 7    | 7   | 7   | 12  | 7   | 7   | 4   | 10  | 6   | 9   | Rit7 | 6   | 159   |
| 6    | Alfa Romeo-Ferrari           | Bottas     | 6   | Rit | 8   | 57   | 7   | 6   | 9   | 11  | 7   | Rit | 11   | 14  | 20* | Rit | Rit | 13  | 11  | 15  | Rit | 10  | 9    | 15  | 55    |
| 6    | Alfa Romeo-Ferrari           | Zhou       | 10  | 11  | 11  | 15   | Rit | Rit | 16  | Rit | 8   | Rit | 14   | 16* | 13  | 14  | 16  | 10  | Rit | 16  | 12  | 13  | 12   | 12  | 55    |
| 7    | Aston Martin Aramco-Mercedes | Stroll     | 12  | 13  | 12  | 10   | 10  | 15  | 14  | 16* | 10  | 11  | 13   | 10  | 11  | 11  | 10  | Rit | 6   | 12  | Rit | 15  | 10   | 8   | 55    |
| 7    | Aston Martin Aramco-Mercedes | Vettel     |     |     | Rit | 8    | 17* | 11  | 10  | 6   | 12  | 9   | 17   | 11  | 10  | 8   | 14  | Rit | 8   | 6   | 8   | 14  | 11   | 10  | 55    |
| 7    | Aston Martin Aramco-Mercedes | Hülkenberg | 17  | 12  |     |      |     |     |     |     |     |     |      |     |     |     |     |     |     |     |     |     |      |     | 55    |
| 8    | Haas-Ferrari                 | Magnussen  | 5   | 9   | 14  | 98   | 16* | 17  | Rit | Rit | 17  | 10  | 87   | Rit | 16  | 16  | 15  | 16  | 12  | 14  | 9   | 17  | Rit8 | 17  | 37    |
| 8    | Haas-Ferrari                 | Schumacher | 11  | NP  | 13  | 17   | 15  | 14  | Rit | 14  | Rit | 8   | 6    | 15  | 14  | 17  | 13  | 12  | 13  | 17  | 15  | 16  | 13   | 16  | 37    |
| 9    | AlphaTauri-RBPT              | Gasly      | Rit | 8   | 9   | 12   | Rit | 13  | 11  | 5   | 14  | Rit | 15   | 12  | 12  | 9   | 11  | 8   | 10  | 18  | 14  | 11  | 14   | 14  | 35    |
| 9    | AlphaTauri-RBPT              | Tsunoda    | 8   | NP  | 15  | 7    | 12  | 10  | 17  | 13  | Rit | 14  | 16   | Rit | 19  | 13  | Rit | 14  | Rit | 13  | 10  | Rit | 17   | 11  | 35    |
| 10   | Williams-Mercedes            | Albon      | 13  | 14* | 10  | 11   | 9   | 18  | Rit | 12  | 13  | Rit | 12   | 13  | 17  | 10  | 12  | SP  | Rit | Rit | 13  | 12  | 15   | 13  | 8     |
| 10   | Williams-Mercedes            | De Vries   |     |     |     |      |     | SP  |     |     |     |     |      |     |     |     |     | 9   |     |     |     |     |      |     | 8     |
| 10   | Williams-Mercedes            | Latifi     | 16  | Rit | 16  | 16   | 14  | 16  | 15  | 15  | 16  | 12  | Rit  | Rit | 18  | 18  | 18  | 15  | Rit | 9   | 17  | 18  | 16   | 19* | 8     |
| Pos. | Costruttore                  | Pilota     |     |     |     |      |     |     |     |     |     |     |      |     |     |     |     |     |     |     |     |     |      |     | Punti |

| Legenda | 1º posto     | 2º posto | 3º posto    | A punti         | Senza punti/Non class.  | Grassetto – Pole position Corsivo – Giro più veloce Apice – Risultato Sprint (A punti) |
| Legenda | Squalificato | Ritirato | Non partito | Non qualificato | Solo prove/Terzo pilota | Grassetto – Pole position Corsivo – Giro più veloce Apice – Risultato Sprint (A punti) |

 * – Indica i piloti ritirati ma ugualmente classificati avendo coperto, come previsto dal regolamento, almeno il 90% della distanza di gara.